# بن‌سای

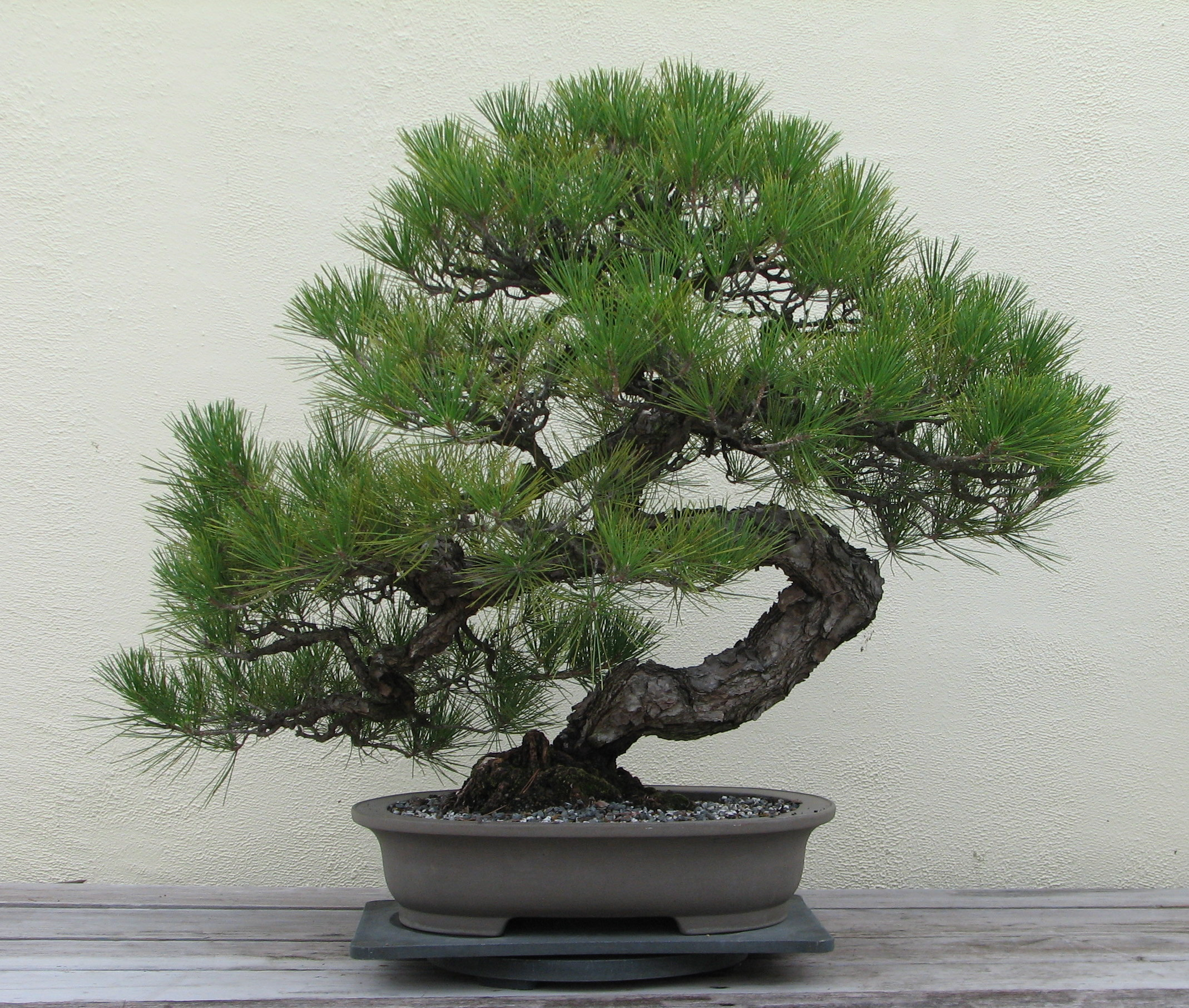
یک گیاه دارسان (بن‌سای). دارسان، واژه‌ای فارسی به معنای پیراسته هم‌چون درخت است.

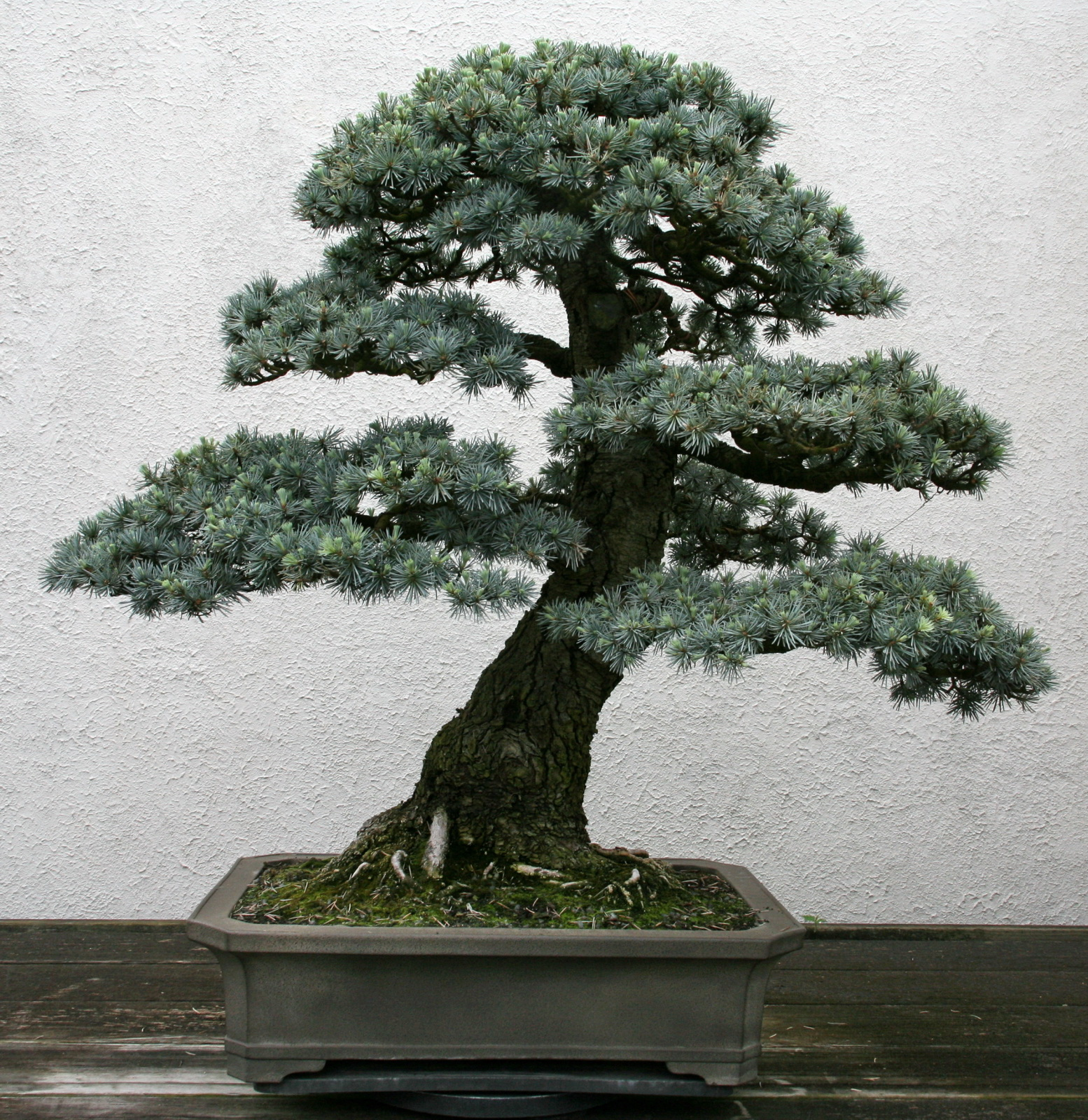
نکتهٔ اساسی دربارهٔ بُن‌سای این است که بتوان درختچه را به همان شکل زیبای مشابهی که در طبیعت موجود است پرورش داد. این درخت درست باید شبیه به درختی باشد که دهه‌ها و سده‌هاست که در طبیعت رشد کرده‌است.

بُن‌سای یا بونسای (به انگلیسی: Bonsai) (به ژاپنی: 盆栽)، دارْسان یا درخت‌ریزه‌های ژاپنی، نوعی هنرِ سنتی ژاپنی در پرورشِ درختان و گیاهانی است که در اندازهٔ کوچک ایجاد می‌شوند.
یک گیاه چوبی در حین رشد دستکاری می‌شود به‌طوری که به صورت یک درخت کوچک در خطوط ساده برجای مانده و ویژگی‌های اساسی یک نمونه طبیعی و کاملاً رشدیافته را به نمایش می‌گذارد. سنت بن‌سای با بیش از هزار سال قدمت بر اساس شکل هنر چینی پنزای "penzai" بنا شده‌است. نویسه‌های چینی که برای نوشتن کلمه چینی 'penzai' استفاده می‌شوند در ژاپنی 'bonsai' تلفظ می‌شوند.
پرورش بن‌سای با یک شاخه، نهال یا برش از یک درخت یا درختچه شروع می‌شود. انتخاب گونه، به سبکی بستگی دارد که پرورش‌دهنده می‌خواهد از آن پیروی کند. با هرس کردن، پیوند زدن، استفاده از سیم فلزی و سایر فنون، درخت را شکل می‌دهد. وقتی گیاه به اندازه مورد نظر خود رسید و ویژگی‌های زیبایی را برآورده کرد، آن را به گلدان زینتی منتقل کرده و در یک چیدمان قرار می‌دهند.
وام‌واژه بن‌سای اغلب به‌عنوان یک اصطلاح چتر برای همه درختان گلدان مینیاتوری به سبک شرقی استفاده می‌شود. با این حال، سنت بن‌سای زیبایی‌شناسی خاصی دارد که تحت تأثیر بودیسم ذن شکل گرفت. در نتیجه، بن‌سای معمولاً ظاهری هوشیارتر از مثلاً پنجینگ دارد. بن‌سای همچنین سبک‌های خاص خود را دارد که تا حدودی بر اساس فرم‌های رشد طبیعی درختان است. به‌طور سنتی، فقط گونه‌های گیاهی مقاوم در ژاپن مورد استفاده قرار می‌گیرند که در خارج از کشور به نمایش گذاشته می‌شوند.
از آنجا که پیراستنِ گیاه به صورتِ بن‌سای، شبیه‌سازیِ شکلِ درخت در اندازه کوچک‌تر است، فرهنگستان زبان فارسی برای واژهٔ بن‌سای برابرِ فارسیِ دارسان (همانندِ دار و درخت) را برگزیده است.

## تاریخچه
مانند بسیاری از عناصر در فرهنگ ژاپنی، سنت بن‌سای ریشه چینی دارد. در قرن ۱ میلادی تائوئیست‌های چینی از باغ‌های مینیاتوری در تعمق و مراقبه استفاده می‌کردند. در توصیفات مربوط به دوره سلسله تانگ (۹۰۷–۶۱۸) به چنین قطعات کوچک منظره‌ای به‌عنوان بن‌سای اشاره شده و ابتدا استفاده از درختان کوتوله ذکر شده‌است. بعداً این شکل هنری به نام penzai (盆栽؛ "گیاه در ظرف") یا penjing (盆景؛ "منظره در ظرف") شناخته شد. یک پنجینگ سنتی می‌تواند از یک گلدان تزئین شده با یک درخت کوچک که با دستکاری کوچک نگه داشته می‌شود، تا یک منظره پیچیده از گیاهان، آب و سنگ‌ها در یک سینی بزرگ باشد.

### پنجینگ در ژاپن (قرن ۱۳–۶)

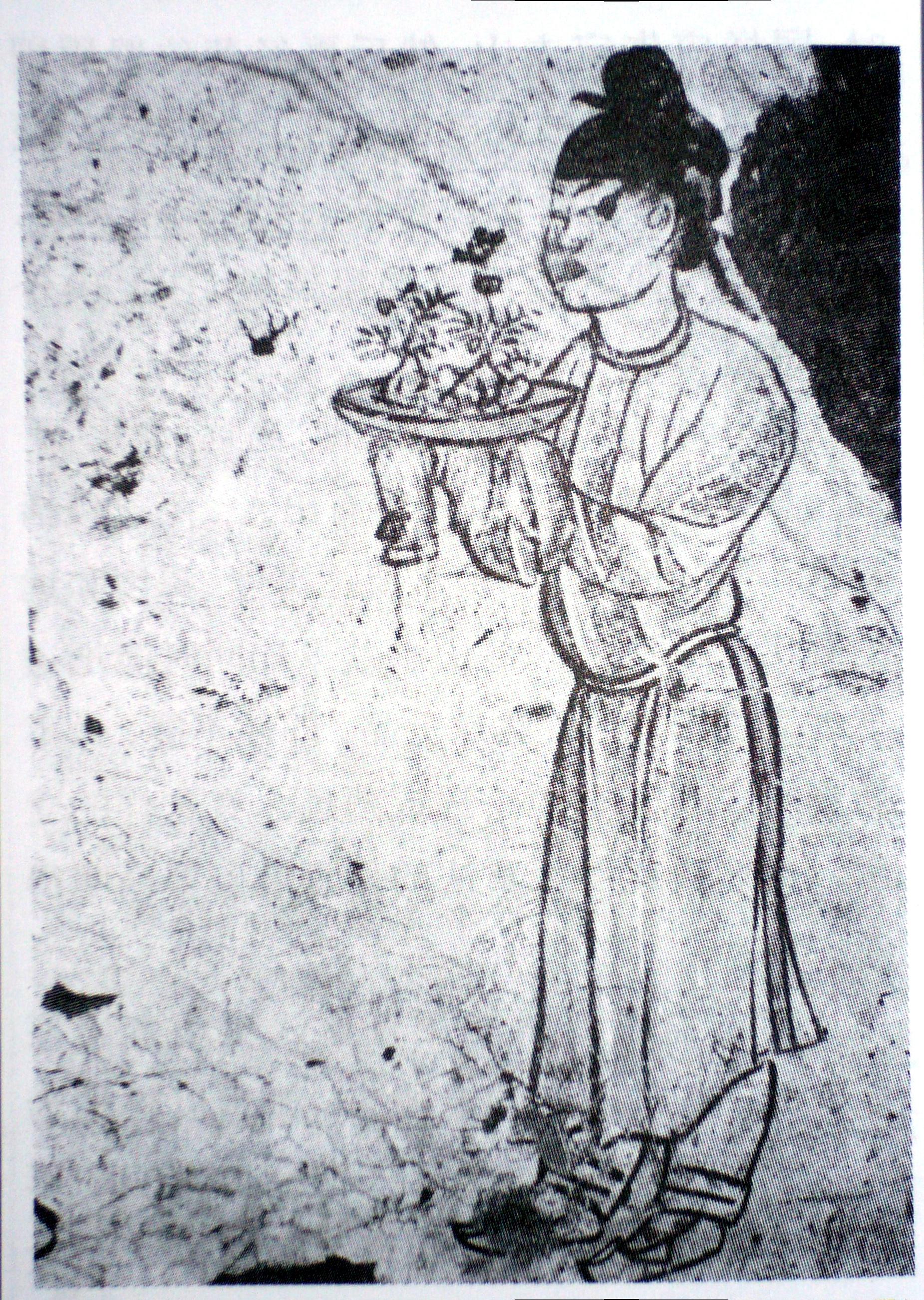
نقاشی دیواری چینی از سال ۷۰۶ با تصویری از پنجینگ

ژاپن ممکن است اولین بار در قرن ششم با پنجینگ مواجه شده باشد. دیپلمات‌های ژاپنی و دانشجویان بودایی که در این دوره از چین بازدید کرده بودند، درختان پنجینگ و سایر آثار را بازگرداندند. بین سالهای ۵۹۲ و ۶۲۸، دیپلمات‌های چینی تعدادی درخت پنجینگ و سنگ‌های گونگشی به امپراتریس سویکو ملکه ژاپن اهدا کردند که این اشیا مورد تحسین دربار قرار گرفتند.
از سال ۶۴۵ به بعد، اصلاحات تایکا باعث افزایش نفوذ چین در ژاپن شد. علاقه به مناظر کوچک نیز افزایش یافت. از این دوره هیچ قطعه‌ای از پنجینگ باقی نمانده‌است، اما اسناد، نقاشی‌ها و مصنوعات نشان دهنده قدردانی بسیار از این شکل هنری است. برای نمونه، منظره‌ای مینیاتوری مربوط به دوره تنپیو (۷۲۹–۷۴۹) است. این شامل یک سینی چوبی کم‌عمق است که در بالای آن کوه‌های تراشیده شده، یک ساحل رودخانه‌ای از شن و ماسه و درختان نقره‌ای قرار گرفته‌است. درخت فقط از طریق دست‌کاری به این شکل در می‌آید:
"درختی که در حالت طبیعی خود رشد کند یک امر ناخوشایند است. فقط هنگامی که در نزدیکی افرادی که با احتیاط دوستانه اطراف آن را نگه داشته‌اند نگهداری شود، می‌تواند شکل و سبک آن بیشتر شود."
- اوتسوبو مونوگاتاری
در ابتدا تمام قطعات پنجینگ از چین وارد می‌شد. اینها برای خانواده‌های ثروتمندتر اختصاص داشت و این مورد توسط طوماردست «Saigyo Monogatari Emaki» در سال ۱۱۹۵ نشان داده شده‌است، که به زندگی راهب شاعر ثروتمند سایگیو (۱۱۱۸–۱۱۹۰) می‌پردازد و شامل قدیمی‌ترین تصویر شناخته شده ژاپنی از یک پنگوئن است. ایپن شونین (Ippen Shōnin) راهب ثروتمند دیگر بود که مجموعه طوماردست «Ippen Shonin Eden» از سال ۱۲۹۹ حاوی روایتی از زندگی او است. یکی از طومارها با دو درخت کوچک، هر یک در یک گلدان نشان داده شده‌است.

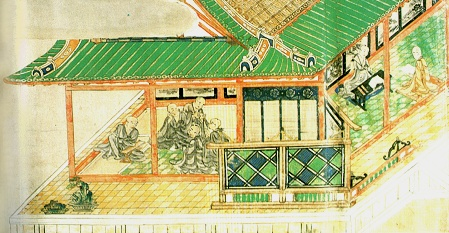
تصویر یک درخت کوچک در گلدان سفالی (پایین سمت چپ) روی طوماردست Saigyo Monogatari Emaki

### اولین نسخه‌های ژاپنی (قرن ۱۵–۱۳)
در حدود قرن ۱۱، آیین بودایی در ژاپن گسترش یافت، جایی که به ذِن معروف شد. کارمندان دولت در صومعه‌ها توسط راهبان چینی تعلیم داده می‌شدند و اصول پنجینگ را از آنها می‌آموختند. با این دانش آنها درختان کوچک خود را پرورش دادند. در حدود قرن ۱۳ میلادی هنر معماری منظره ژاپنی به‌طور مستقل از پنجینگ چینی شروع به توسعه کرد، جایی که تحت تأثیر جهان‌بینی و زیبایی‌شناسی ژاپنی، هویت خاص خود را به دست آورد.
کشیش و شاعر کوکان شایرن (Kokan Shiren) (۱۲۷۸–۱۳۴۶) مقاله «ادای احترام به بونسِکی» (Hulde aan Bonseki) را در حدود سال ۱۳۰۰ نوشت، که در آن استانداردهای زیبایی شناختی برای درختان کوتوله، محوطه‌سازی و بونسِکی را تعیین کرد. با این حال، طراحی درختان گلدانی ژاپنی به شدت متفاوت بود. تا اواسط قرن ۱۵، مناظر کوچک را هنوز هم در سنت چینی شوی‌هان پنجینگ «سیل و خشک‌سالی» می‌ساختند. انواع ویژگی‌ها نشانه‌ای از مقیاس و مضمون کار بود، مانند ارقامی که مردم و حیوانات را به تصویر می‌کشد.
بودیسم ذن به جنبشی تبدیل شد که با ریاضت سخت به دنبال زیبایی و فضیلت بود. این در مناظر کوچک ژاپنی بازتاب داشت. درخت در مرکز قرار گرفت و لوازم جانبی معمول برای پنجینگ حذف شد. آنها همچنین معمولاً یک گلدان ساده را انتخاب می‌کردند. طوماردست بوکی اکوتوبا (Boki Ekotoba) از سال ۱۳۵۱ شامل اولین تصویر شناخته شده از درختان کوتوله منفرد ژاپنی است. هر درخت در یک گلدان عمیق، بدون سنگ و سایر ویژگی‌ها قرار دارد.

### هاچی‌نوکی (قرن ۱۸–۱۴)
از قرن ۱۴ به بعد، درختان گلدان مینیاتوری در ژاپن را هاچی‌نوکی (鉢 の 木) می‌نامیدند، که به معنی «درختان در یک کاسه» است. اصطلاح هاچی (鉢) به یک گلدان کاسه‌ای شکل گفته می‌شود، نه ظرف کم عمقی که بعداً ساخته شد.
هاچی‌نوکی همچنین عنوان یک تئاتر سنتی ژاپنی که توسط زآمی موتوکیو (Zeami Motokiyo) (۱۳۶۳–۱۴۴۴) نوشته شده‌است می‌باشد. این داستان از سونیو (Tsuneyo)، یک سامورایی فقیر است که در زمستان با افسر رسمی که لباس مبدل یک راهب مسافر را دارد مواجه می‌شود. برای گرم نمودن افسر، سامورایی سه درخت مینیاتوری خود را می‌سوزاند. یک درخت آلو، یک گیلاس و یک کاج. بعداً وی سه مِلک را به‌عنوان پاداش این عمل دریافت می‌کند. هر ملک به نام یکی از سه درخت سوخته نامگذاری شد.

این داستان طی چندین قرن به‌طور منظم در قطع‌های چوبی به تصویر کشیده شده‌است و اصطلاح هاچی‌نوکی را معمول کرده‌است. 

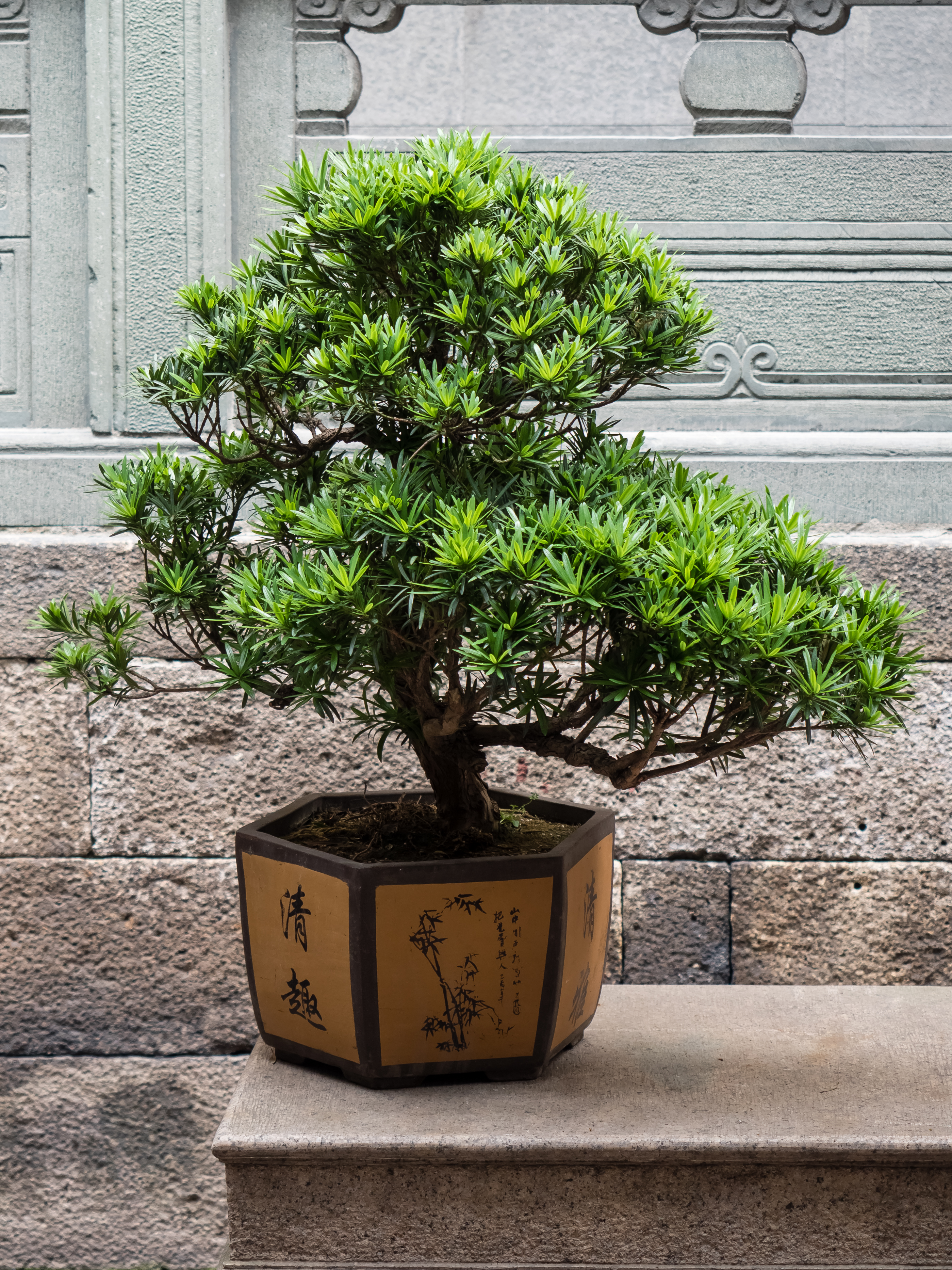
این نمونه پنجینک چینی، گلدان عمیق سبک هاچی‌نوکی را در قرن ۱۴ بازتاب می‌دهد.

در طول قرن ۱۷، درختان گلدان مینیاتوری به‌طور فزاینده‌ای در نثر و اشعار بکار می‌رفتند. برای نمونه، در مورد باغبان یک سامورایی گفته شد که به یک درخت مینیاتوری که پرورش داده بود افتخار می‌کرد. وقتی سامورایی‌ها به درخت توهین کردند، باغبان خودکشی کرد.
داستان دیگر به شوگون توکوگاوا ایه‌میتسو (Tokugawa Iemitsu) (۱۶۰۴–۱۶۵۱) مربوط است. وی به‌عنوان عاشق درختان گلدان مینیاتوری شناخته می‌شد. مشاور او، اوکوبو هیکوزِمون احساس کرد ایه‌میتسو با صرف امور دولت وقت بیشتری را صرف سرگرمی خود می‌کند. هیکوزِمون برای دلسرد کردن ایه‌میتسو یکی از درختان مورد علاقه خود را دور انداخت. این کار بیهوده بود و شوگان سرگرمی خود را رها نکرد. گفته می‌شود که او به کاج گل‌ریز ژاپنی (Pinus parviflora) تمایل داشت که حداقل در اوایل سال ۱۶۱۰ به‌عنوان یک درخت مینیاتور کشت می‌شد.
تا آنجا که شناخته شده‌است، این (Sandai-Shogun-No Matsu) قدیمی‌ترین درخت بن‌سای زنده است.
ژاپنی‌ها تا پایان قرن هجدهم بیشتر گلدان‌های درختان مینیاتور را از چین وارد می‌کردند. گلدان‌هایی که بین سالهای ۱۴۶۵ و حدود ۱۸۰۰ساخته شده بودند کواتاری (kowatari) به معنی صلیب قدیمی نامیده می‌شدند.
چینی‌ها از این گلدان‌های عمیق برای پنجینگ استفاده می‌کردند. گلدان‌های زیادی از شهرستان ییزینگ در استان جیانگسو آمدند. آنها لعاب نداشتند و معمولاً قهوه‌ای بنفش بودند. گلدان‌های ساخته شده در گوانگ‌ژو و به ویژه گلدان‌های مربوط به دودمان مینگ (۱۳۶۸–۱۶۴۴) نیز وارد کشور می‌شدند.
در پایان قرن ۱۸، کشت سنتی درختان مینیاتور در سراسر ژاپن کاملاً شناخته شده بود. عموم مردم نیز علاقه‌مند به شکل هنری شدند. برای نمونه، در دوره تِنمِئی (۱۷۸۱–۱۷۸۸) هر ساله نمایشگاهی در کیوتو برگزار می‌شد. متخصصان پنج استان درختان کاج مینیاتوری خود را نشان می‌دادند که توسط بازدید کنندگان قضاوت می‌شد.

### اوایل دوره کلاسیک (۱۸۶۷–۱۸۰۰)

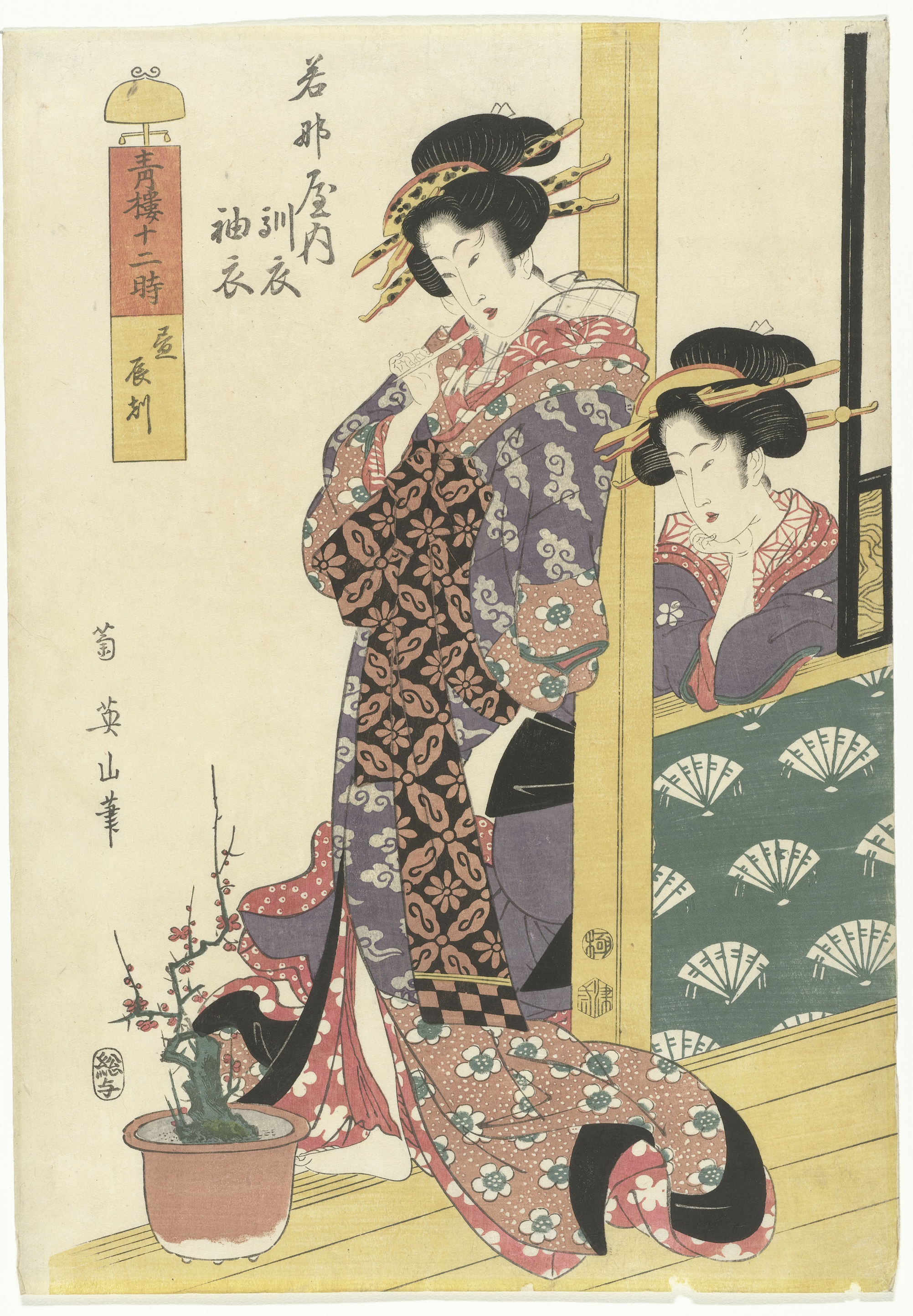
زنان حرمسرا که به یک بن‌سای نگاه می‌کنند. کیکوگاوا ایزان (اوایل قرن ۱۹)

در اوایل قرن ۱۹، گروهی از دانشمندان ژاپنی در هنر چینی، تأثیر زیادی در توسعه بیشتر هاچی‌نوکی داشتند. آنها به‌طور منظم در ایتامی ملاقات می‌کردند و در آنجا دربارهٔ تحولات اخیر در کشت درختان گلدان مینیاتوری بحث می‌کردند. دانشمندان اصطلاحات و ایده‌های بسیاری از ترجمه ژاپنی «کتابچه راهنمای باغ دانه خردل» اتخاذ کردند. همچنین اصطلاح «بن‌سای»، تلفظ ژاپنی اصطلاح چینی "penzai" نیز به همین ترتیب است. از اواخر قرن این اصطلاح به‌طور کلی برای درختان گلدان مینیاتوری ژاپنی استفاده می‌شد.
یکی از اولین مکانهایی که تولیدکنندگان، بن‌سای را در مقیاس وسیع تولید می‌کردند، آساکوسا (Asakusa) بود. در سال ۱۸۲۹، یک پرورش‌دهنده در این محله توکیو شروع به پرورش درختان به سبک تاکوتسوکی (takotsuki-stijl) یا هشت‌پا کرد. این بن‌سای‌ها با یک تنه ضخیم کوتاه و تاجی بلند از شاخه‌های موج‌دار بلند در ژاپن محبوب بودند. در طی بیست سال، پرورشگاه‌های (Plant nursery) مختلف در منطقه شروع به تجارت بن‌سای کردند.
۱۸۲۹ همچنین سالی بود که کتاب Sōmoku Kin'yō-shū منتشر شد، مجموعه‌ای رنگارنگ از درختان و گیاهان. این اولین اثری بود که با بن‌سای کلاسیک سروکار داشت و به تفصیل و با تصاویر توضیح داد که چگونه می‌توان یک کاج را به‌عنوان بن‌سای پرورش داد. چهار سال بعد، اثر سه بخشی مصور Kinsei jufu betsuroku منتشر شد، آلبوم گیاهان با عمر طولانی. این نه تنها کشت درختان بن‌سای، بلکه ابزار لازم و انواع گلدان‌ها را نیز پوشش می‌داد.

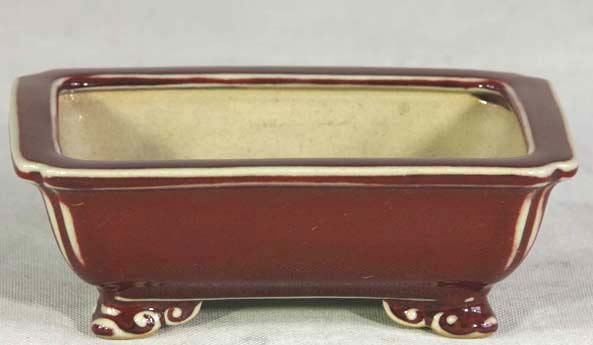
در نیمه دوم قرن ۱۹، مدل ناکاواتاری مد شد.

در طی نیمه دوم قرن نوزدهم، گلدان‌های چینی در ژاپن به نام ناکاواتاری یا چاواتاری مد شدند، هر دو به معنای «صلیب میانی» بودند. در چین از این گلدان‌ها برای محراب‌های خانگی استفاده می‌شد.
آنها کم عمق، مستطیل یا بیضی شکل، دارای پاهای کار شده و ته سوراخ شده بودند. ایدئال برای پرورش و نمایش درختان کوچک. برای تأمین تقاضای روزافزون تولیدکنندگان بن‌سای ژاپنی، بسیاری از سفالگران در ییزینگ به تولید انبوه گلدان‌های ناکاواتاری روی آوردند. امروزه نیز از مدل‌های مشابه به‌طور گسترده استفاده می‌شود.
بن‌سای در حال رشد از یک سرگرمی فخرفروشانه برای شوگان و سامورایی به یک سرگرمی برای مخاطبان عمومی تبدیل شد. هنگامی که مرزهای ژاپن تحت سلطنت امپراتور کومئی گشوده شد، جهان غرب با بن‌سای آشنا شد. ژاپن در نمایشگاه‌های ایالات متحده و اروپا از جمله نمایشگاه جهانی پاریس ۱۸۶۲ و لندن ۱۸۶۷ شرکت کرد. بسیاری از بن‌سای‌های باقی مانده از نمایشگاه باعث آشنایی بیشتر و بیشتر خارجی‌ها با این هنر می‌شدند.

### پس از اصلاحات میجی (۱۹۰۰–۱۸۶۷)

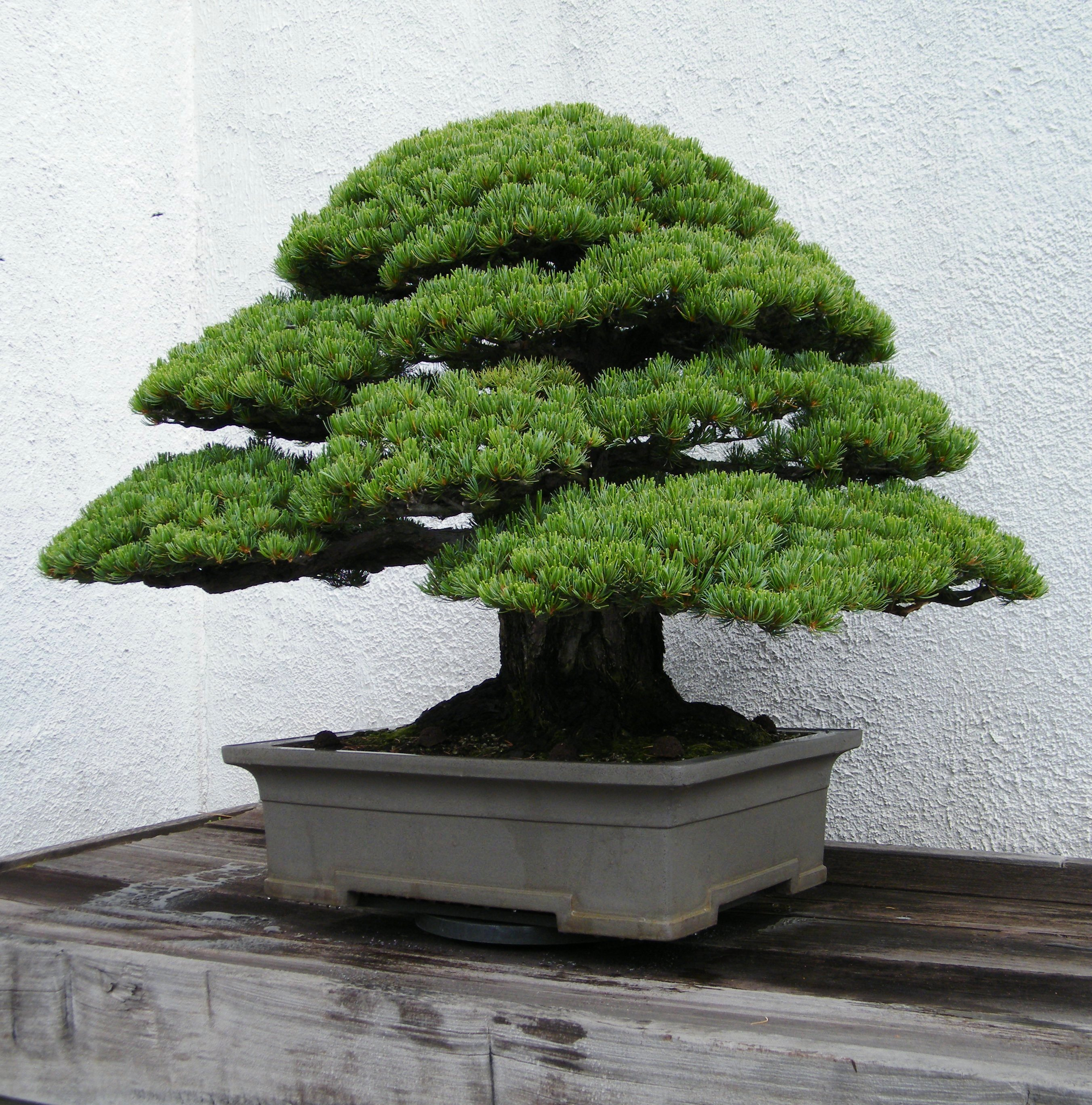
این کاج گل‌ریز ژاپنی به سبک چوکان از سال ۱۸۵۵ به‌عنوان بن‌سای کشت می‌شود.

میجی (۱۹۱۲–۱۸۵۲) به‌عنوان امپراتور جانشین کومئی شد و بن‌سای را در فرهنگ ژاپن برجسته کرد. در سال ۱۸۶۸، یک سال پس از اصلاحات میجی، وی به کاخ امپراتوری توکیو (Kokyo)، پایتخت جدید ژاپن نقل مکان کرد.
امپراتور یک عاشق بزرگ بن‌سای بود و هم در داخل و هم بیرون دیوارهای کاخ بن‌سای قرار داده بود. میجی دربار خود را به مطالعه کشت درختان مینیاتور تشویق کرد. کسانی که نمی‌توانستند به بن‌سای علاقه‌مند باشند، عمدتاً مورد بی‌مهری قرار می‌گرفتند. به زودی تقریباً همه مقامات ارشد بن‌سای در اختیار داشتند. یکی از آنها، کیجوجی‌ایتو، به خاطر مجموعه بزرگش و آزمایش‌هایش با روش‌های کشت معروف بود.
میجی برای ارتباط نزدیک با قدرت‌های غربی تلاش کرد. ژاپن در نمایشگاه‌های جهانی ۱۸۷۳ در وین و ۱۹۰۰ در پاریس شرکت کرد. این امر منجر به افزایش تقاضا برای درختان مینیاتوری وارداتی شد. مهاجران ژاپنی در سواحل غربی ایالات متحده و هاوایی نیز به شهرت بیشتر بن‌سای کمک کردند. برای تأمین تقاضای فزاینده در خارج از ژاپن، پرورشگاه‌ها به تولید انبوه روی آوردند.

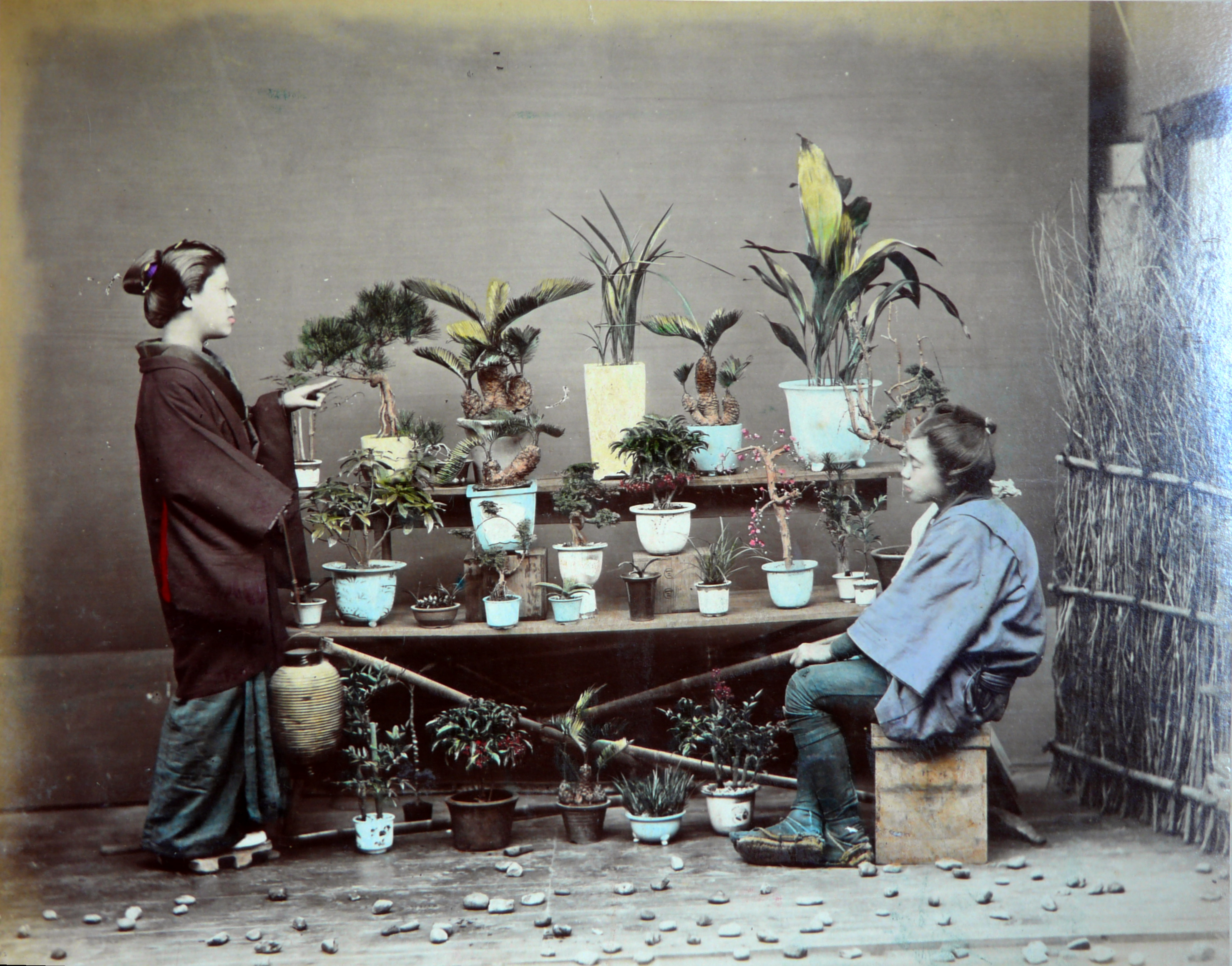
یک عکس رنگی مربوط به قبل از سال ۱۸۸۶ از یک غرفه گل و گیاهان گلدانی، از جمله تعدادی بن‌سای

تعداد فزاینده‌ای از تولیدکنندگان وجود داشتند که مانند کیجوجی ایتو (Kijoji Itoh)، فن‌ها و سبک‌های پیشرفته را تجربه کردند. در اواخر دهه ۱۸۶۰ تلاش شد با بستن الیاف کنف مرطوب به آنها و کشش آنها، به تنه و شاخه‌ها شکل داده شود. کار سختی بود و نتیجه به ندرت رضایت بخش بود. سایر نوآوری‌ها موفقیت بیشتری داشتند.
به تدریج دو دسته بن‌سای پدید آمد: بن‌سای برای عموم مردم (غربی) و بن‌سای برای متخصصان.
درختان پرورشگاه‌های کیوتو و اوزاکا به ویژه در بین متخصصان بن‌سای محبوب بودند. در کیوتو بسیاری از بن‌سای‌ها به سبک bunjingi (文人 木؛ "سبک اُدَبا") پرورش داده شدند: درختی ظریف و تصفیه شده با تنه‌ای باریک. از طرف دیگر، بن‌سای توکیو معمولاً دارای یک تنه بیش از حد ضخیم بود. رقابتی بین پرورش‌دهندگان بن‌سای از کیوتو و توکیو ایجاد شد که دهه‌ها ادامه داشت.
در اواخر قرن ۱۹، تعداد زیادی کتاب و مجله منتشر شده‌است که مربوط به کشت بن‌سای است. در سال ۱۸۹۲، یک مسابقه هنری بن‌سای در توکیو برگزار شد، رویدادی که در یک کتاب یادبود مصور سه جلدی گزارش شده‌است. در این اثر به وضوح قابل مشاهده است که در آن زمان ژاپنی‌ها بن‌سای را به‌عنوان یک شکل هنری مستقل در نظر می‌گرفتند.

### اوایل قرن ۲۰
در آغاز قرن بیستم، بسیاری از مردم ژاپن صاحب بن‌سای بودند. این مکان نه تنها در فضای باز، بلکه اغلب در تماشاگه (Tokonoma) یا طاقچه قوسی (Alcove) که در پذیرایی یا نشیمن قرار داشت و اشیای زینتی را در آن نمایش می‌دادند قرار می‌گرفت. مجلات، کتاب‌ها و نمایشگاه‌ها علاقه‌مندان به بن‌سای را با جدیدترین سبک‌ها، فن‌ها و ابزارها به روز نگه می‌دارد.
بن‌سای گاهو (Gaho)، اولین مجله کاملاً اختصاص یافته به بن‌سای از ۱۹۰۶ تا حدود ۱۹۱۳ ماهانه منتشر می‌شد. مجله‌هایی از این دست Toyo Engei و Hana بودند که هر دو از سال ۱۹۰۷ به بعد منتشر شدند و مجله Bonsai، برای اولین بار در سال ۱۹۲۱ با ۵۱۸ شماره منتشر شد. اولین نمایشگاه بزرگ سالانه بن‌سای در سال ۱۹۲۷ در توکیو برگزار شد. در همان شهر، نمایشگاه معتبر Kokufu-ten اولین بار در سال ۱۹۳۴ در پارک اوئنو برگزار شد.

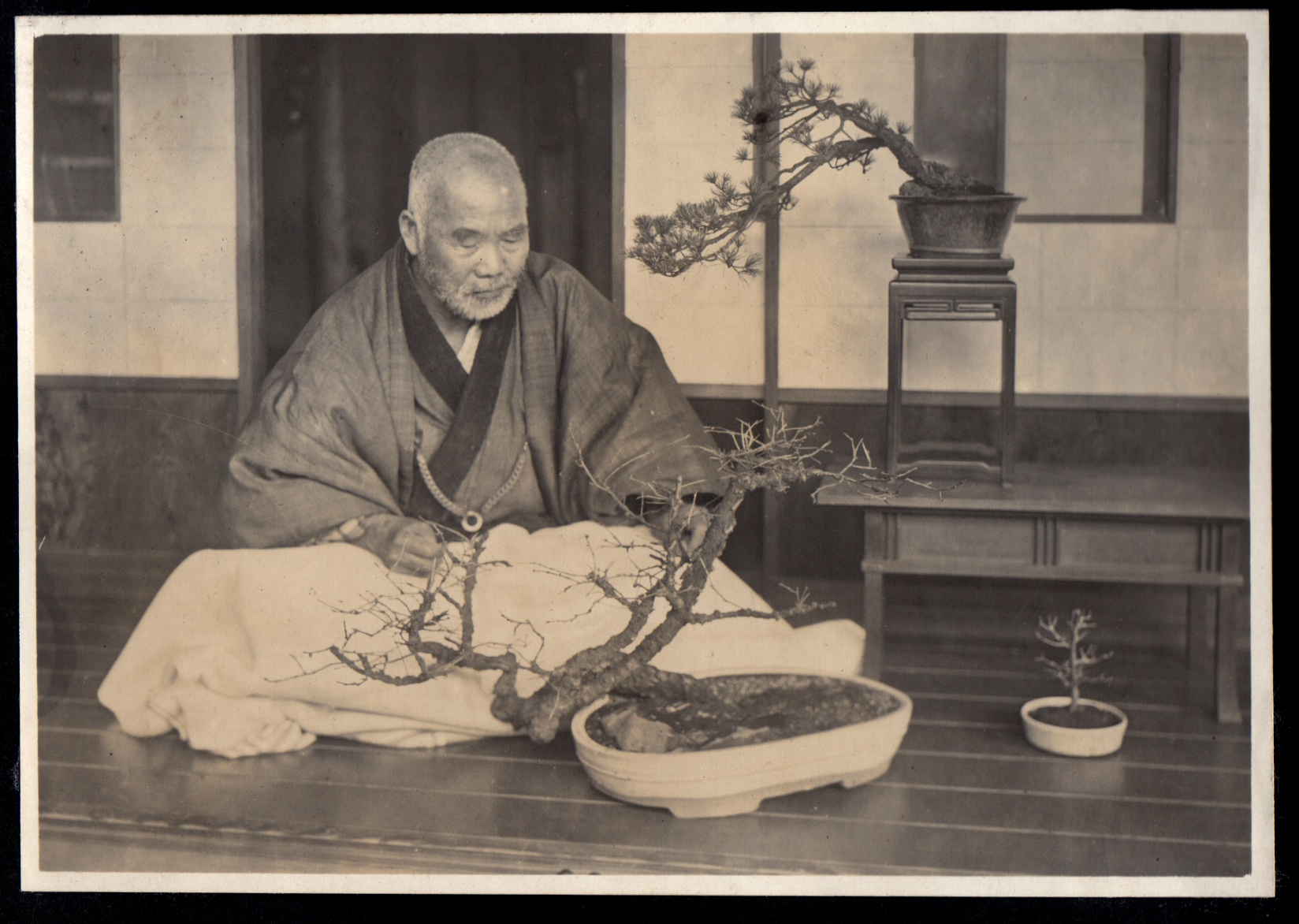
یک علاقه‌مند به بن‌سای ژاپنی، از حدود سال ۱۹۱۵ عکس گرفته‌است.

توکیو در سال ۱۹۲۳ با یک زلزله بزرگ روبرو شد که بسیاری از مزارع بن‌سای را ویران کرد. در سال ۱۹۲۵، گروهی از پرورش‌دهندگان حرفه‌ای به اُمیا (Ōmiya) در سایتاما که در بیش از ۳۰ کیلومتری پایتخت است نقل مکان کردند. منطقه‌ای که آنها پرورشگاه خود را تأسیس کرده‌اند از سال ۱۹۵۷ رسماً «دهکده بن‌سای اومیا» نامیده می‌شود. این مکان هنوز به‌دلیل تولید مقیاس وسیع بن‌سای برای صادرات شناخته شده‌است.
توسعه فن‌های پیشرفته و پیشرفته، سبک‌های پیچیده‌تری را امکانپذیر می‌کند. برای نمونه، یک روش جدید برای شکل‌دادن شاخه‌ها و تنه‌ها استفاده از سیم فلزی است که ساده‌تر و دقیق‌تر از روش قبلی یعنی اتصال است. در دهه ۱۹۲۰ و ۱۹۳۰ اولین ابزار آهنی مخصوص برای پرورش بن‌سای ساخته شد.
با دسترسی بیشتر به رشد بن‌سای، تعداد علاقه مندان افزایش یافت. در سال ۱۹۴۰ تعداد ۱۵۰ گونه مختلف گیاهی به‌عنوان بن‌سای کشت شد. فقط در توکیو، در آن سال حدود ۳۰۰ فروشنده بن‌سای استخدام شدند.
علاقه به بن‌سای در غرب نیز افزایش یافت. در این دوره سالانه هزاران قطعه بن‌سای ژاپنی وارد کشور می‌شد. علاوه بر این، مهاجران ژاپنی اولین مزارع و باشگاه‌های بن‌سای آمریکایی را تأسیس کرده بودند.

### پس از جنگ جهانی دوم

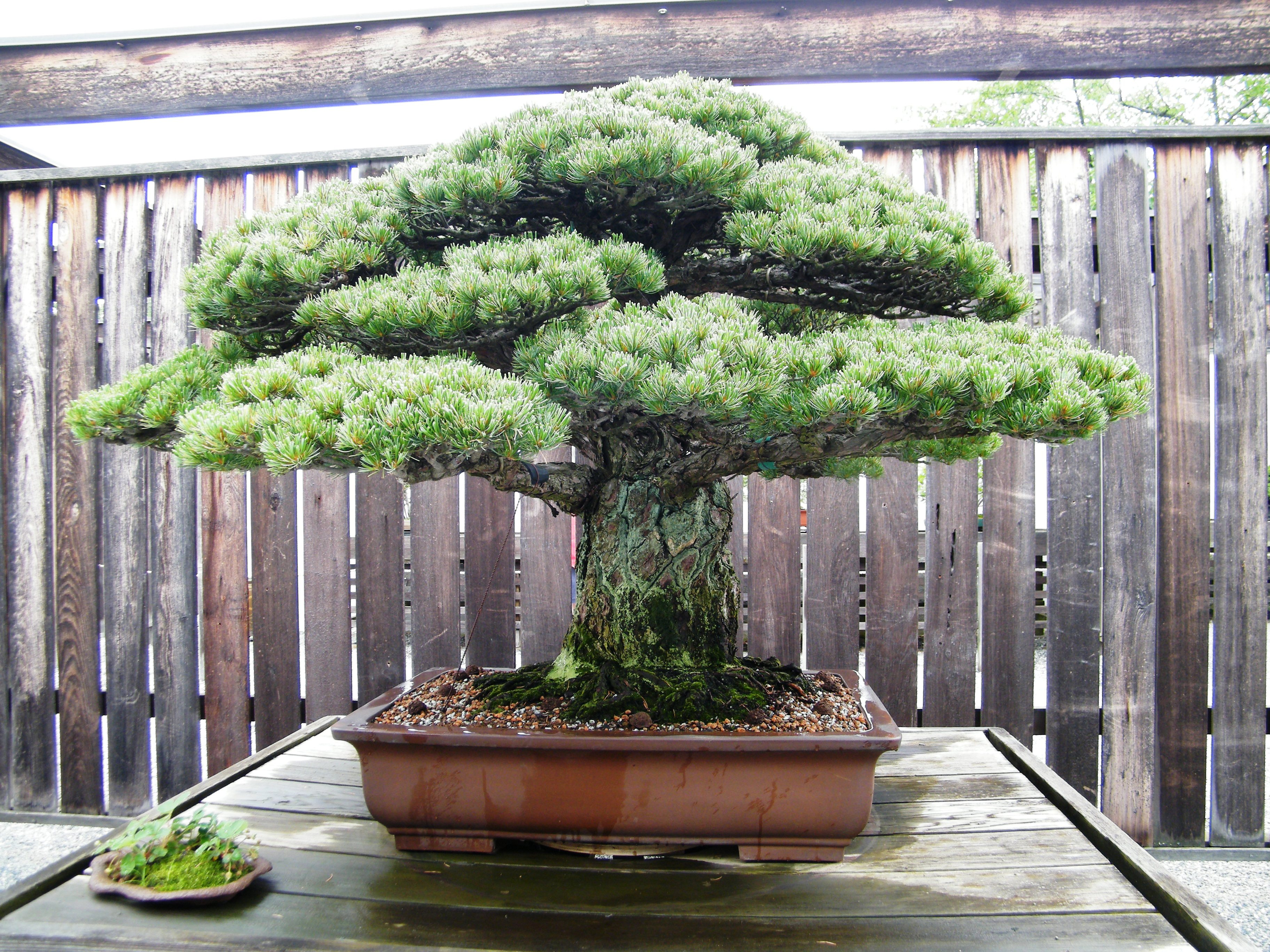
این کاج سفید ژاپنی که از قرن ۱۷ کشت می‌شد، از بمباران اتمی هیروشیما جان سالم به در برد.

در طول جنگ جهانی دوم، اقدامات مختلفی برای محافظت از بن‌سای‌ها در برابر خشونت جنگ انجام شد. در دهکده بن‌سای امیا، همه کشاورزان به خدمت سربازی فراخوانده شدند و کشت بن‌سای باید جای خود را به تولید غذا می‌داد. یکی از ۲۳ تولیدکننده معاف شد.
کیوزی موراتا، یک متخصص بن‌سای بود که قبلاً از مجموعه پادشاهی مراقبت می‌کرد. موراتا تمام بن‌سای‌های پرورش‌دهندگان دیگر را که می‌توانست جمع‌آوری و در نهالستان خود پرورش داد. به‌دلیل اقدام و عمل او و یک پرورش‌دهنده دیگر، در بمباران توکیو، بن‌سای‌های منتقل شده از بین نرفتند. پس از تسلیم ژاپن، تولیدکنندگان در سراسر کشور بن‌سای‌های آسیب دیده را بازیابی کردند، این روند بیش از یک دهه طول کشید. بن‌سای‌هایی که از بمباران اتمی هیروشیما جان سالم به در بردند نیز در صورت امکان ترمیم شدند. در طی اولین سال‌های پس از جنگ، توسعه بن‌سای در ژاپن تقریباً به بن‌بست رسید.

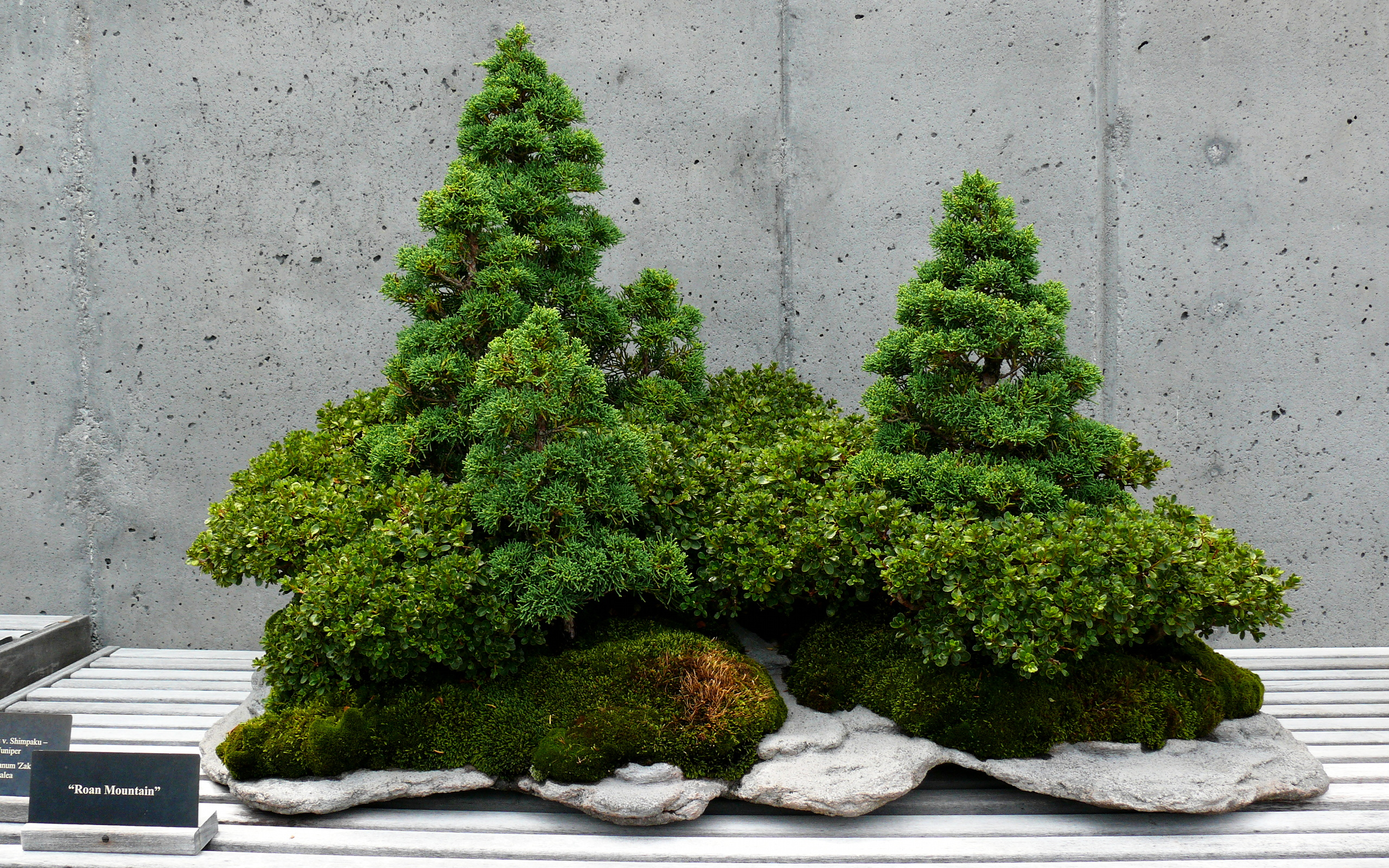
کوه روآن، یک سایکی با درخت ارس چینی و خرزه هندی

پس از جنگ جهانی دوم، استاد بن‌سای، توشیو کاواموتو، گونه‌ای از بن‌سای را ایجاد کرد که سایکی ("منظره کاشته شده") نامیده می‌شود. در این چشم‌انداز مینیاتوری، برخلاف بن‌سای، چندین گونه گیاهی به‌طور همزمان کشت می‌شود. علاوه بر این، از گیاهان جوان و نه شاخه بریده استفاده زیادی می‌شود. از آنجا که بسیاری از درختان مسن در بمباران از بین رفته بودند، سایکی جایگزین محبوب بن‌سای بود. تحولات بعدی باعث شد محبوبیت بن‌سای، هم در ژاپن و هم در خارج، دوباره افزایش یابد. برای نمونه، کتاب‌ها و مجلات در مورد بن‌سای افزایش یافت. این آثار به تعداد زیادی از زبان‌ها چاپ شد، به‌طوری که تعداد بیشتری از غیر ژاپنی‌ها می‌توانند در پرورش درختان مینیاتور تخصص داشته باشند. در سال ۲۰۱۶، بیش از ۱۳۰۰ کتاب در مورد بن‌سای به ۲۶ زبان در دسترس بود، به علاوه چندین ده مجله به بیش از سیزده زبان.

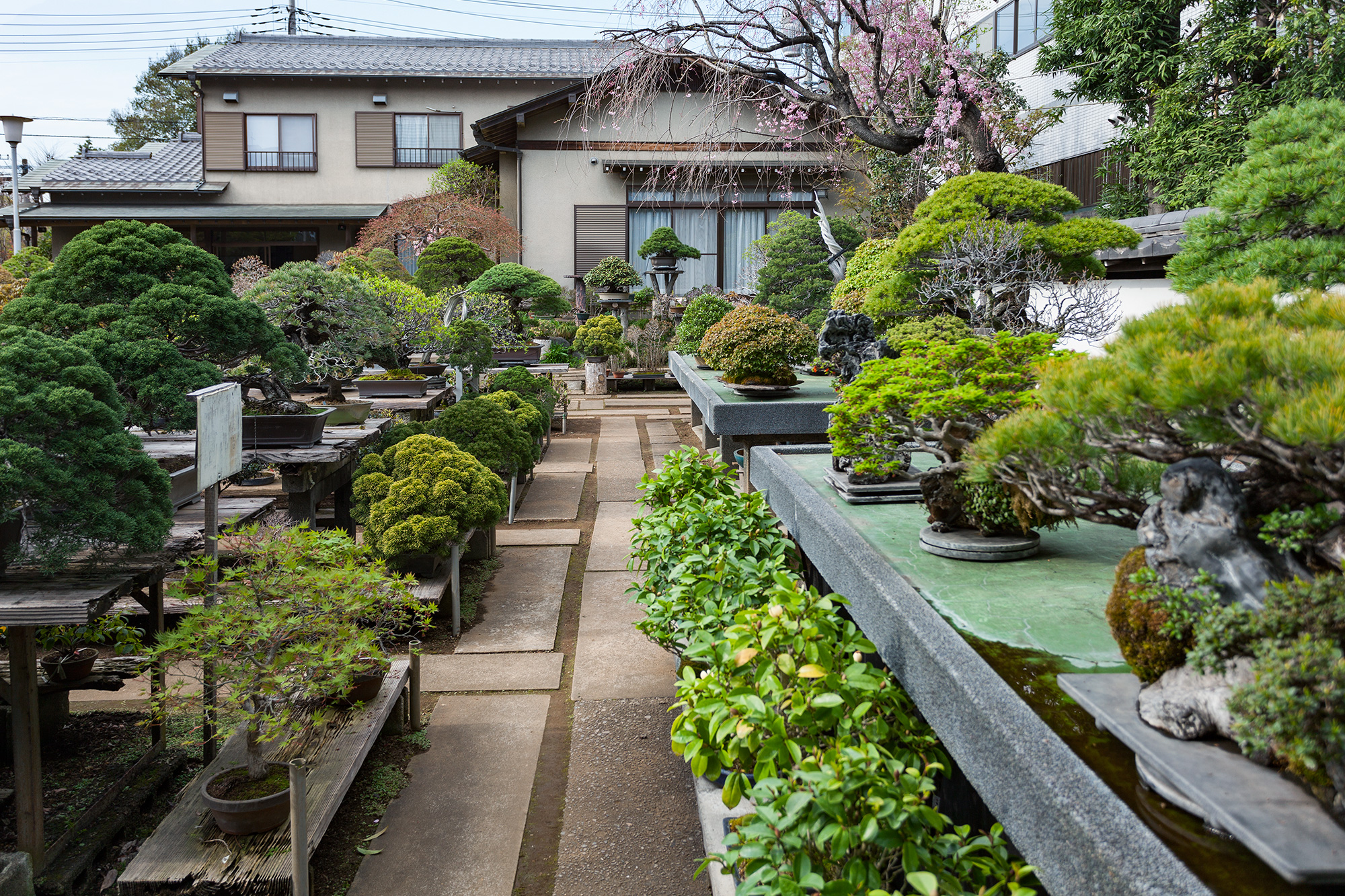
پرورشگاه بن‌سای در دهکده بن‌سای اومیا

تعداد و اندازه نمایشگاه‌های بن‌سای نیز در نیمه دوم قرن ۲۰ به‌طور پیوسته افزایش یافت. پس از چهار سال وقفه، نمایشگاه چند روزه «Kokufu-ten» مجدداً در سال ۱۹۴۷ در توکیو برگزار شد. از آن زمان به بعد، نمایشگاه هر ساله ادامه دارد. در سال ۱۹۷۰ نمایشگاه اکسپو ۷۰ (Expo '70) در شهر اوزاکا ژاپن برگزار شد. این نمایشگاه جهانی انواع سنگ‌های بن‌سای و سوئیسکی را برای مخاطبان بین‌المللی به نمایش گذاشت. پنج سال بعد، دو نمایشگاه دوره‌ای جدید در ژاپن آغاز به کار کرد. اولین بار، «Gafu-ten» ('نمایشگاه سبک زیبا')، به دیدن قطعات بن‌سای با ارتفاع ۱۳ تا ۲۵ سانتی‌متر اختصاص داشت. رویداد دوم «Sakufu-ten» (نمایشگاه بن‌سای خلاق) بود، اولین نمایشگاه که در آن هر بن‌سای به جای مالک، نام پرورش‌دهنده را داشت. در سال‌های بعد نمایشگاه‌های زیادی نیز در ژاپن و همچنین استرالیا، ایالات متحده و کشورهای مختلف اروپایی و آسیایی ترتیب داده شد.

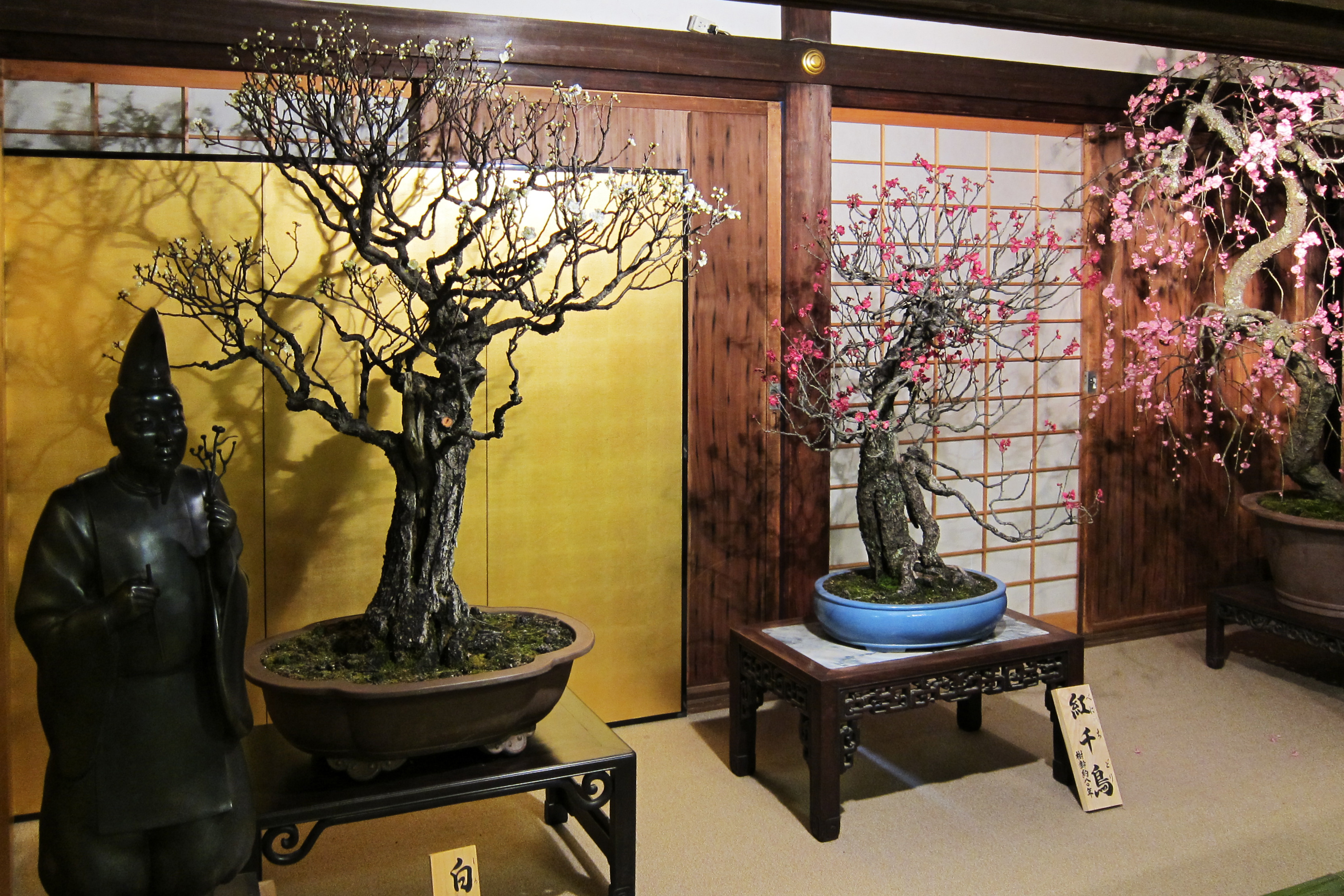
نمایشگاه بن‌سای در زیارتگاه Ōsaka-Temmangū در اوزاکا، ۲۰۱۱

یکی دیگر از عواملی که بن‌سای را در سراسر جهان قابل دسترسی می‌کند، افزایش آموزش‌های حرفه‌ای است. در ابتدا، دوره‌ها فقط در ژاپن یا در خارج از کشور توسط معلمان ژاپنی برگزار می‌شد. آمریکایی‌های آموزش دیده در توکیو انجمن بن‌سای آمریکا را در سال ۱۹۶۷ تأسیس کردند. این یکی از اولین مراکز آموزشی خارج از ژاپن بود. بیشتر تولیدکنندگان سفرهای مطالعاتی به ژاپن انجام می‌دهند و سپس جدیدترین فن‌ها و سبک‌های بن‌سای را به کشورهای خود معرفی می‌کنند.
امروزه مراکز آموزشی را می‌توان در سراسر جهان و همچنین تأمین‌کنندگان بن‌سای جوان و ابزارهای مرتبط، گلدان، انواع خاک گلدان و سایر لوازم جانبی پیدا کرد. در سال ۲۰۱۶ بیش از ۱۰۰۰۰۰ عضو به حدود ۱۵۰۰ انجمن بن‌سای وابسته بودند. تعداد علاقه‌مندان که به هیچ انجمنی وابسته نبودند در همان سال بیش از پنج میلیون نفر در سراسر جهان تخمین زده شد.

## گونه‌های گیاهی
بسیاری از گونه‌های بومی که به‌طور سنتی مورد استفاده قرار می‌گیرند، در طبیعت خارج از ژاپن وجود ندارند. با این حال، گزینه‌های زیادی وجود دارد. تقریباً هر گونه گیاهی با تنه چوبی برای رشد در گلدان مناسب است. با گسترش دانش بن‌سای در سراسر جهان، تعداد گونه‌های کاربردی به‌طور قابل توجهی افزایش یافته‌است. انواعی با برگ‌های کوچک یا سوزن‌های کوتاه، توهم یک نمونه کاملاً رشد یافته را تقویت می‌کنند. اینها از درختان بن‌سای هستند که معمولاً کشت می‌شوند. برای نمونه، یک گونه افرا برگ کوچک مانند افرای سه‌دندانه یا افرا ژاپنی ممکن است تصور یک درخت افرا برگ بزرگ با نسبت‌های طبیعی را ایجاد کند. برگ‌های کوچک را می‌توان با هرس برگ در بسیاری از گونه‌ها به دست آورد. اُرس‌ها از گیاهان سرسختی هستند که برای چنین تکنیک‌های خشن مانند از بین بردن پوست و سفید شدن مناسب هستند. نارون و بید نیز محبوب هستند، زیرا شاخه‌های نازکی دارند که شکل‌دادن آنها با کمک سیم فلزی نسبتاً آسان است.

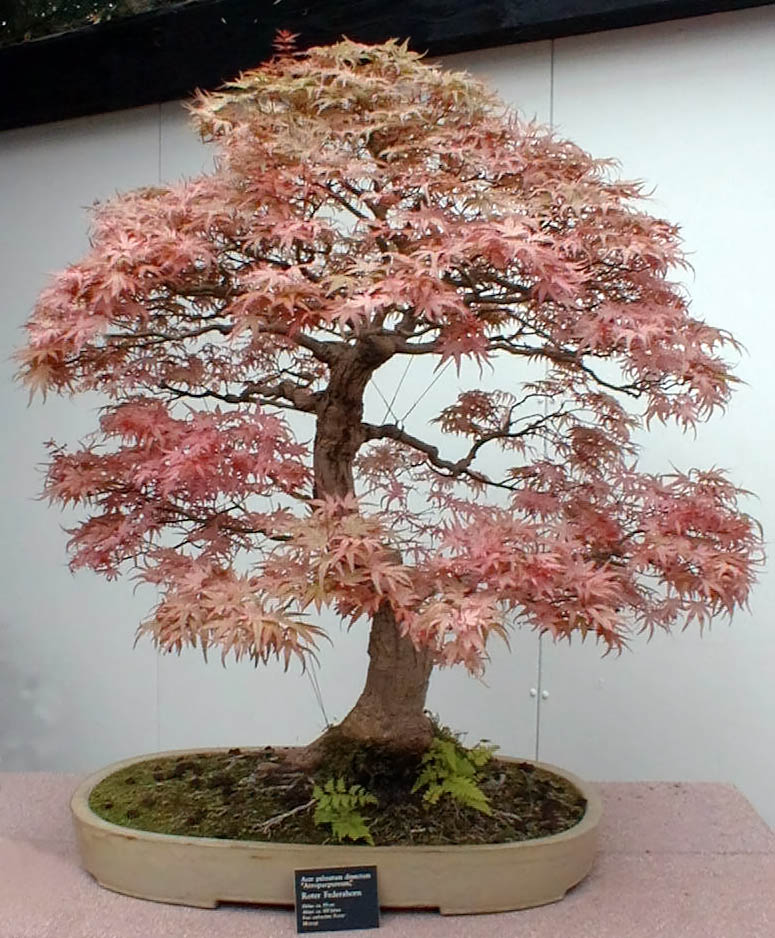
افرا ژاپنی (Acer palmatum) به سبک مُیُگی
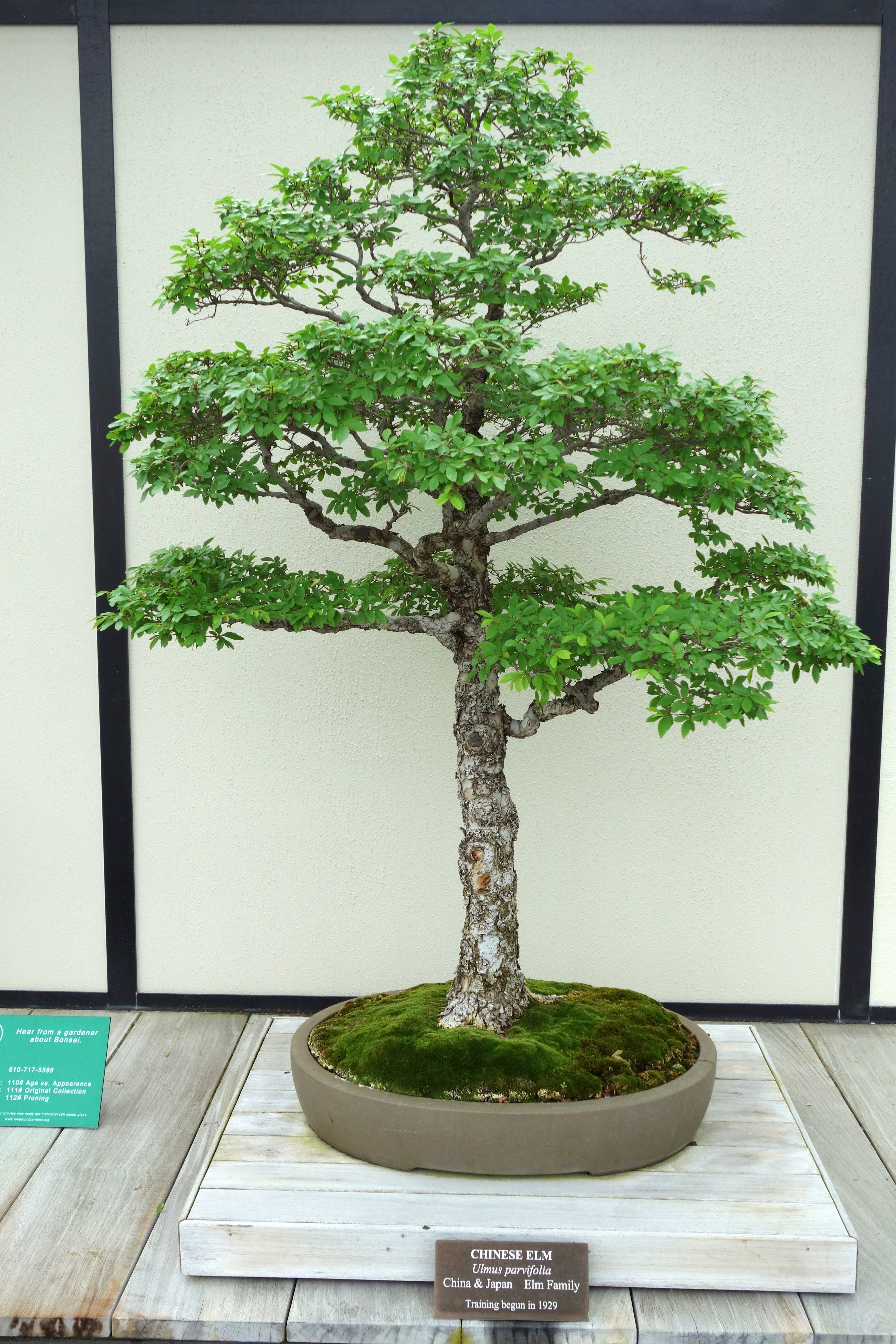
نارون چینی (Ulmus parvifolia) به سبک چوکان
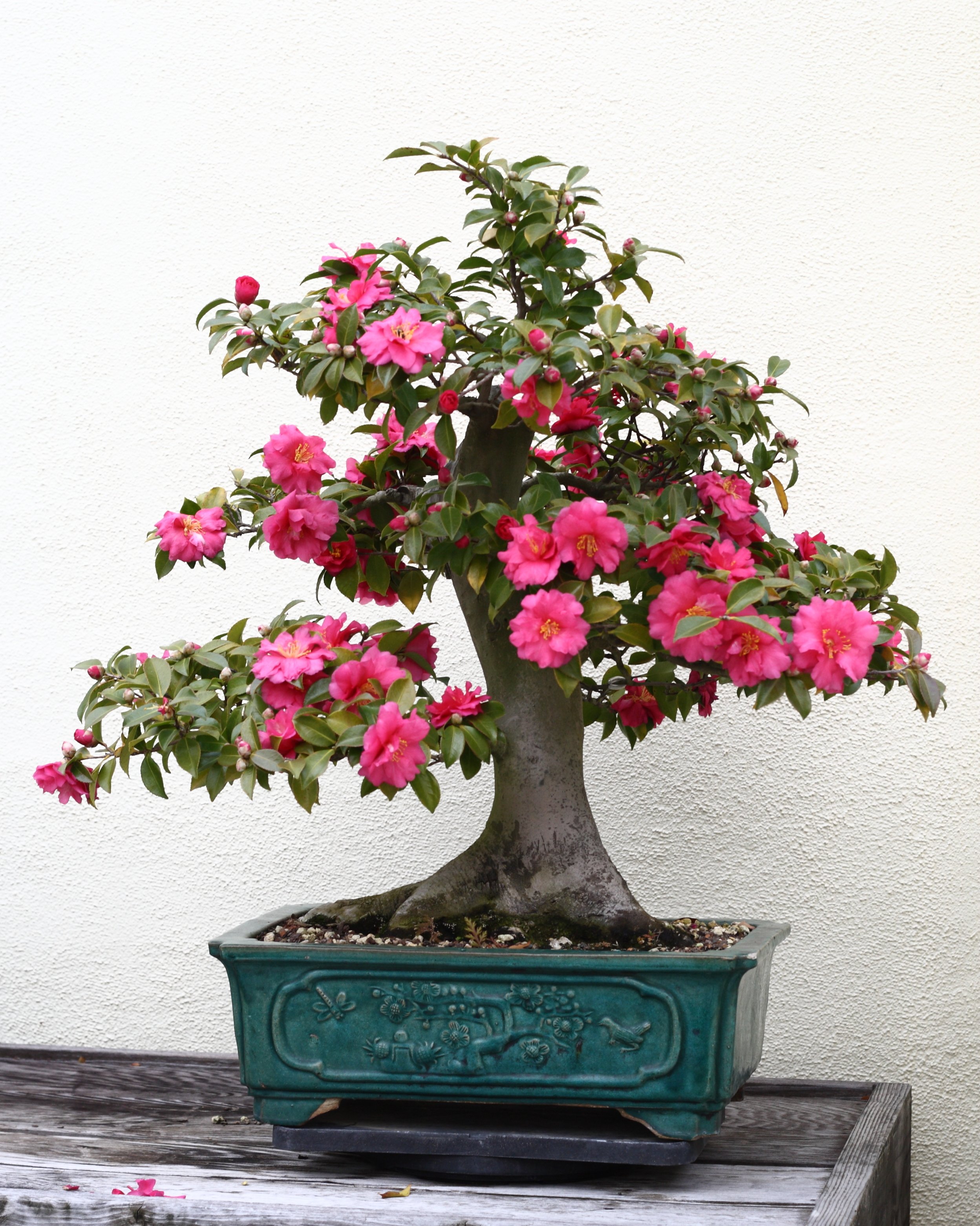
کاملیا ژاپنی (Camellia japonica) به سبک مُیُگی
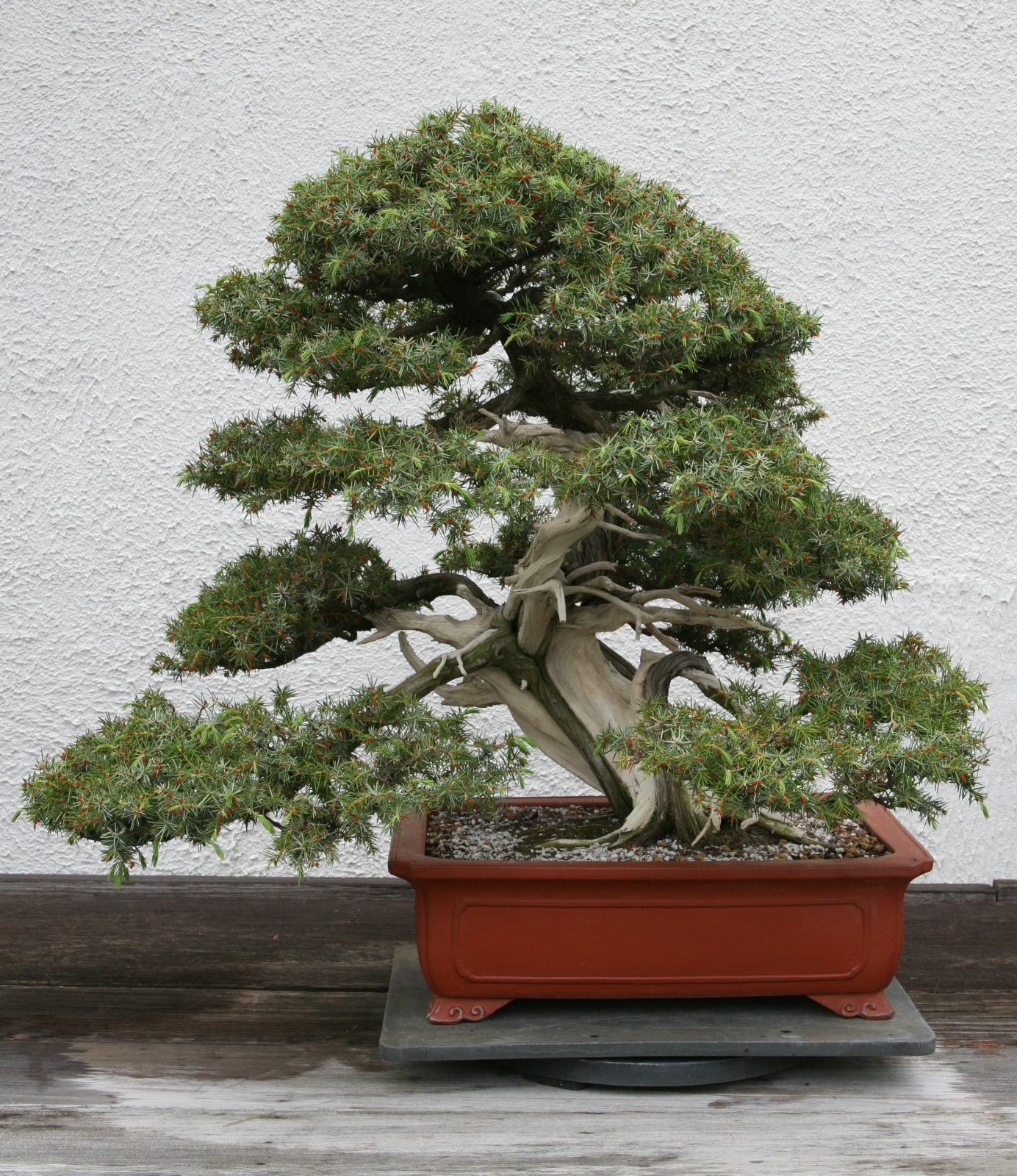
ارس معبد (Juniperus rigida) به سبک شاریمیکی
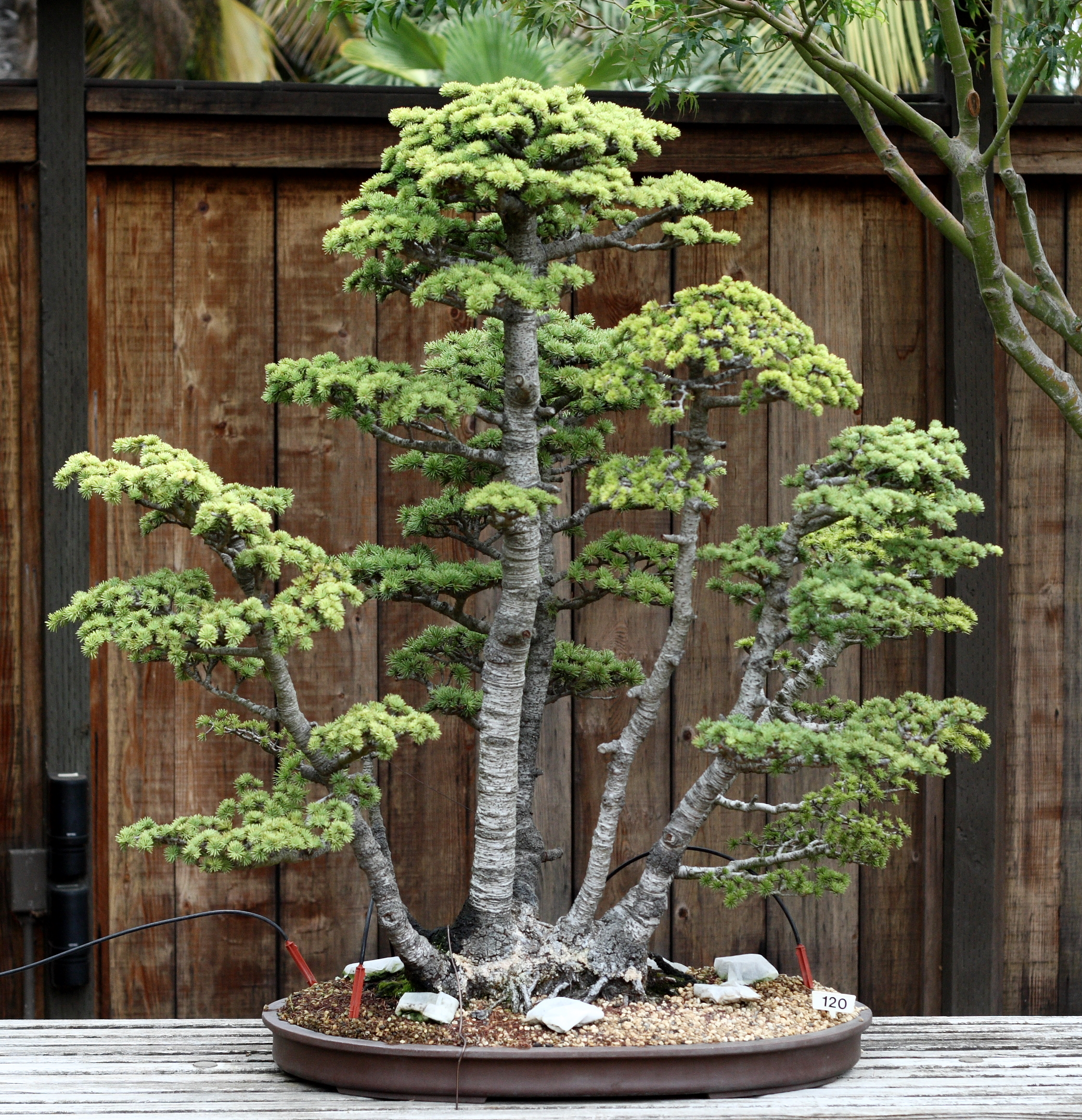
سرو اطلس (Cedrus atlantica) به سبک کابوداچی، هفت تنه دارای یک سیستم ریشه‌ای هستند (nanakan)
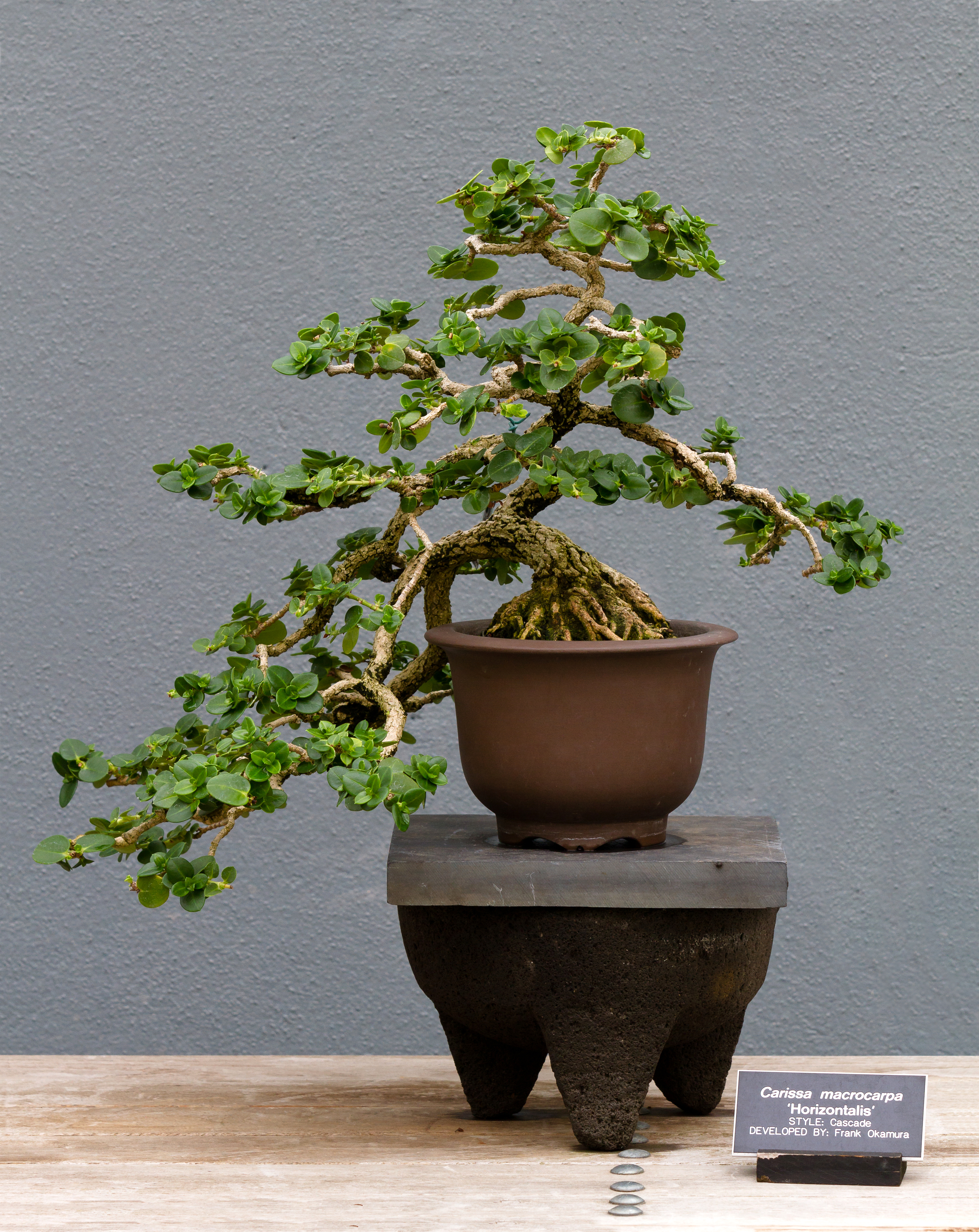
آلو ناتال (Carissa macrocarpa)، گیاهی نیمه گرمسیری، به سبک کِنگایی

### زیرگونه‌های گرمسیری
به‌طور سنتی، پرورش بن‌سای به گیاهان مقاوم، که در فضای باز و در یک آب و هوای معتدل نگهداری می‌شوند، تکیه می‌کند. این بن‌سای وقتی برای مدت طولانی در خانه بماند ضعیف می‌شود و در نهایت می‌میرد. با این حال، با افزایش محبوبیت بن‌سای، نیاز به گونه‌هایی که می‌توانند به‌عنوان گیاه خانگی نیز نگهداری شوند، ایجاد شد. در نیمه دوم قرن ۲۰، تولیدکنندگان با معرفی گونه‌های استوایی و جنب‌مدارگان به بازار غرب به این خواسته پاسخ دادند.
بسیاری از گونه‌های استوایی و جنب‌مدارگان را می‌توان به‌عنوان بن‌سای طراحی کرد، به شرط آنکه دائماً شاخه پخش شده و تقاضای زیاد برای شدت نور و رطوبت نداشته باشد. برای رسیدن به استانداردهای زیبایی بن‌سای سنتی، معمولاً از همین روش‌های رشد استفاده می‌شود.

## سبک‌ها
در طول تاریخ، انواعی از سبک‌های بن‌سای ظهور کرده‌است. در ابتدا، اشکال عجیب و غریب فانتزی در ژاپن ارزش‌گذاری می‌شد. بعدها سبک‌هایی با الهام از روش رشد درختان در طبیعت به وجود آمد.

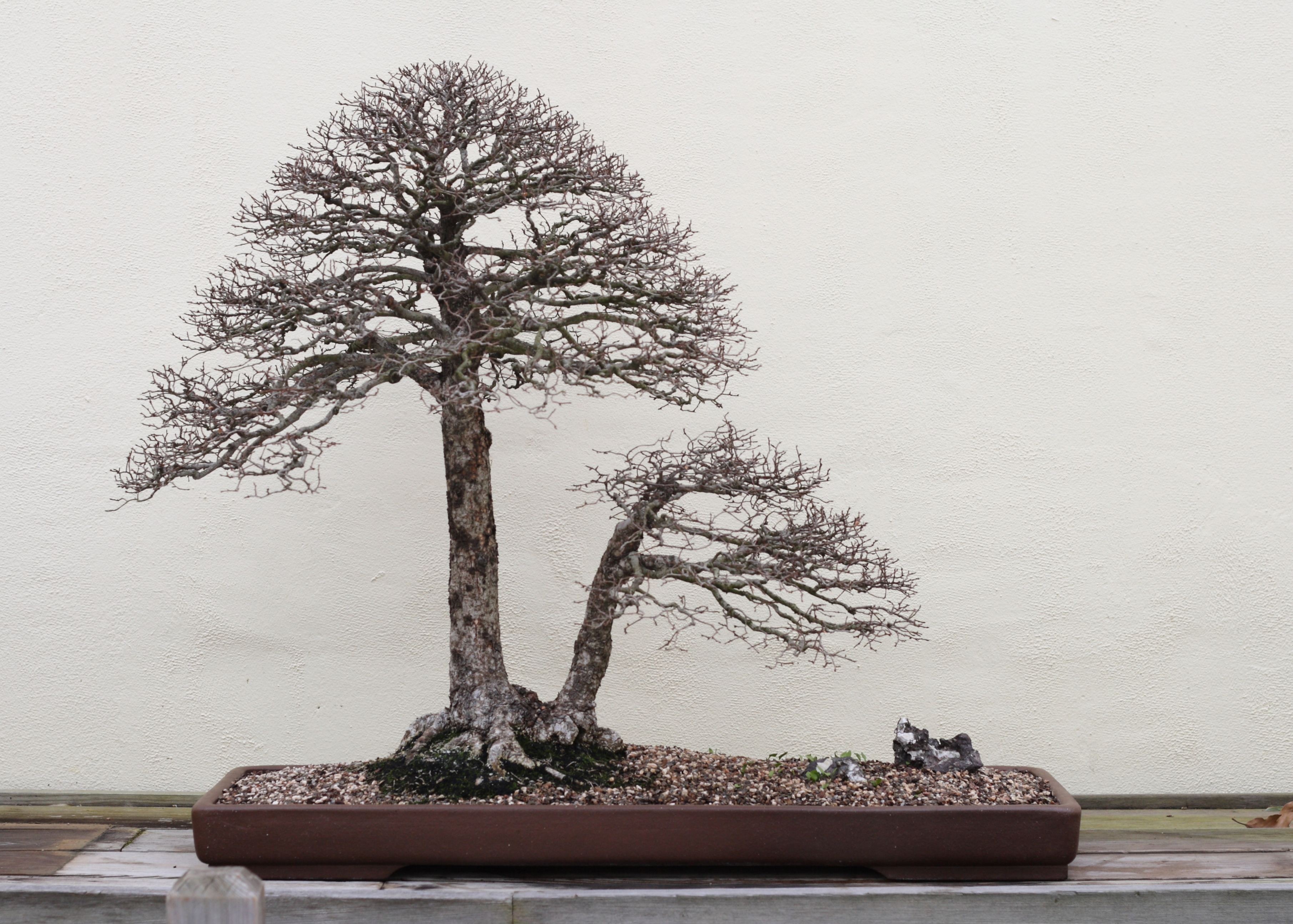
نارون اوجا (Ulmus minor) به سبک سوکان (سبک دو ساقه) که از سال ۱۹۸۲ کشت شده‌است. درخت سمت چپ به سبک هوکیداچی (سبک جارو)، درخت راست به سبک فوکیناگاشی (سبک بادزده) است.

در قرن ۱۹، بسیاری از اشکال فانتزی از مد افتادند و از آن زمان به بعد بیشتر از سبک‌های طبیعی استفاده می‌شود.
یک کاتالوگ معمولاً با نام بردن از سبک غالب یا چشم‌نواز، بن‌سای را به‌طور خلاصه توصیف می‌کند. در توضیحات دقیق‌تر، هر سبک ثانویه، نوع گیاه مورد استفاده، اندازه بن‌سای و احتمالاً سالی که درخت برای اولین بار به‌عنوان بن‌سای رشد کرده‌است ذکر شده‌است.
پرورش‌دهنده از قبل سبک بن‌سای را در مرحله اول کشت تعیین می‌کند. این انتخاب تا حدی به ویژگی‌های گونه و شکل ظاهری درخت جوان بستگی دارد. برخی از سبک‌ها را می‌توان فقط برای تعداد محدودی از گونه‌های گیاهی اعمال کرد. هر سبک برای طراحی صحیح راهنمای خاصی دارد.
این‌ها در درجه اول به‌عنوان راهنما در نظر گرفته شده‌اند. بسیاری از بن‌سای‌های با ارزش با هر قانون سبک خیلی مطابقت ندارند.
سبک‌های بن‌سای را می‌توان به تعدادی دسته تقسیم کرد. این موارد شامل جهت رشد تنه، پردازش پوست، شکل و موقعیت ریشه‌ها و تعداد تنه‌ها می‌باشد. نمای کلی در زیر مجموعه‌ای از رایج‌ترین سبک‌ها است.

### جهت کشیدگی
بسیاری از سبک‌ها به موقعیت تنه اصلی اشاره دارند، برای نمونه قائم، منحنی یا شیب‌دار. با سبک‌های ایستاده، قسمت بالای تنه دقیقاً بالاتر از محلی است که بن‌سای کاشته شده‌است. اینها شامل دو سبک متداول، چُکان (chokkan) و مُیُگی (moyogi) است. در سبک‌های دیگر، موقعیت بالای آن متفاوت است، از مرکزیت، مانند شوشاکان (sho-shakan)، تا کاملاً کنار و حتی زیر پای تنه، مانند سبک‌های کنگای (kengai).
Chokkan (直 幹) چُکان، سبک ایستاده رسمی است. درختان مخروطی، بلوط و راش به ویژه برای این امر مناسب هستند. تنه کاملاً صاف و عمود است و به سمت بالا کوچک می‌شود. شاخه‌های پایین، حدود یک چهارم تنه، نسبتاً ضخیم و بلند است.

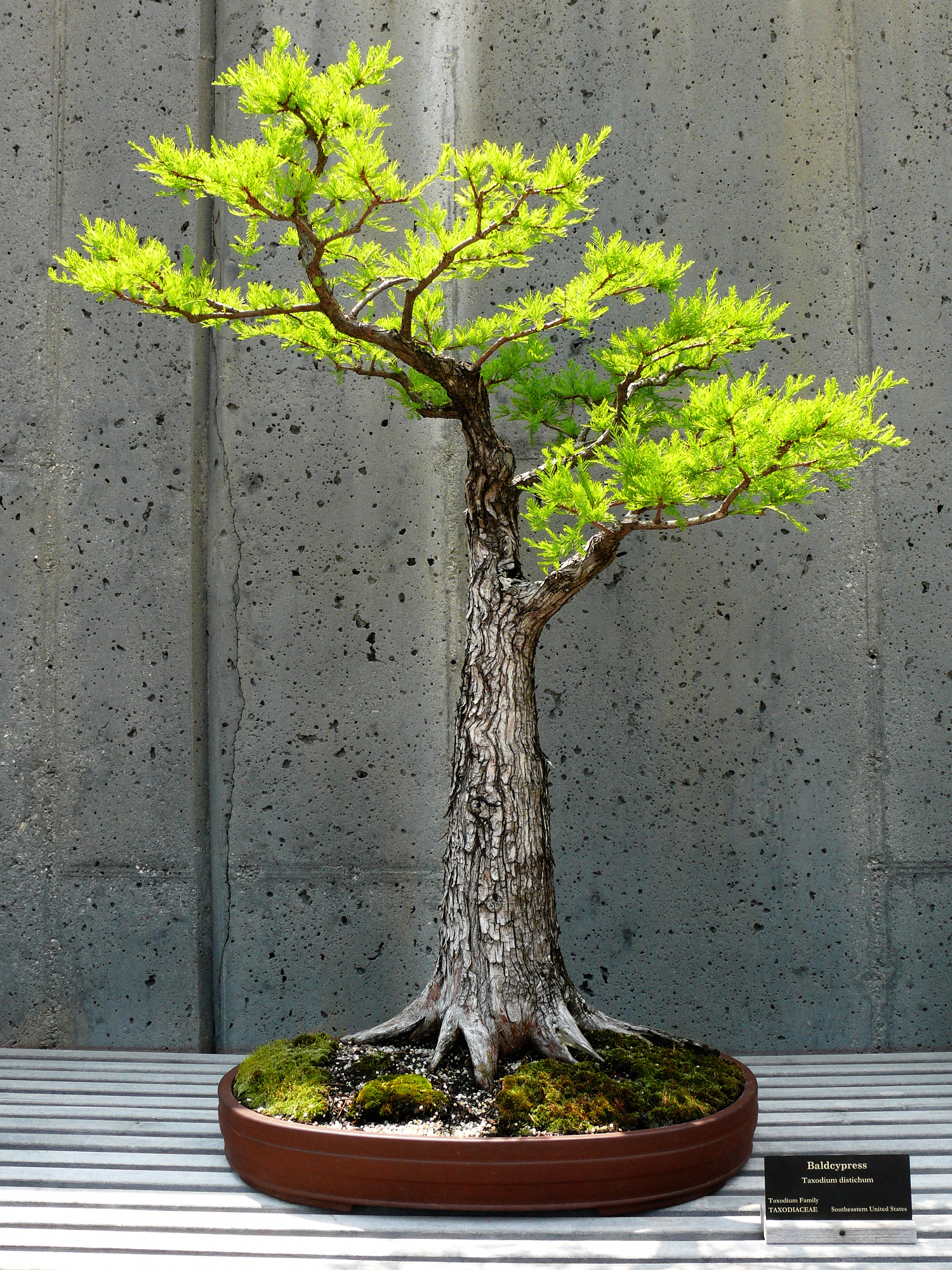
دارتالاب به سبک چُکان

شاخه‌ها به سمت بالا به‌طور مساوی نازک و کوتاه می‌شوند. در طبیعت، بسیاری از درختان به‌طور مشابه تشکیل می‌شوند، به ویژه در مناطق باز که درخت رقابت نوری کمی دارد. یک بن‌سای چُکان به درستی اجرا شده به‌صورت متقارن است و معمولاً دارای تاج شاخ و برگ مخروطی است. همچنین باید برخی از ریشه‌های محکم دیده شود، اما ترجیحاً هیچ ریشه‌ای به سمت بیننده نباشد. 

(模様木) Moyogi مُیُگی، سبک ایستاده غیررسمی است. بیشتر گونه‌های درختی برای این سبک مناسب هستند. تنه یک یا چند منحنی مشخص را تشکیل می‌دهد، اما قسمت بالای آن دقیقاً بالای پایه تنه است. مانند سبک چُکان، ساقه کوچک می‌شود. شاخه‌ها نیز از ضخیم و بلند در پایین تا کوتاه و نازک در بالا متفاوت هستند. در ارتفاع خمیدگی‌های تنه، شاخه‌ها ممکن است هرس شده یا کوچک نگه داشته شوند، به‌طوری که خیلی برجسته نباشند یا در کل از بین بروند. 
Shakan (斜 幹) شاکان، سبک شیب‌دار، سبکی که دارای تنه‌ای کج نسبت به گلدان است. تنه با شیبی ملایم یا تند از زیرِ خاک پدیدار شده و نوکِ بنسای به سمت چپ یا راست گلدان رفته‌است. ریشه‌ها در سمت مخالف به وضوح قابل مشاهده هستند. معمولاً شاخه‌ها موازی زمین هستند و عمود بر تنه نیستند. شاخه پایین در طرف مخالف جهتی قرار دارد که تنه به آن سو خم می‌شود. وقتی تنه فقط کمی از تعادل خارج شود، شو-شاکان sho-shakan نامیده می‌شود. اکثر گونه‌های درختی نیز برای این سبک‌ها مناسب هستند. 
Kengai (懸崖) کِنگای، یا سبک آبشار، بالای درخت از پایین گلدان پایین‌تر است. گونه‌هایی که خود به این حالت رشد می‌کنند شامل شیرخشت، کاج و گیاه اَربَس است. شکل آبشاری از درختانی که در امتداد ساحل رودخانه شیب‌دار یا در دامنه کوه رشد می‌کنند، الگوبرداری شده‌است. برای داشتن نور کافی خورشید، چنین درختانی اغلب به صورت مورب یا حتی تقریباً به صورت افقی رشد می‌کنند. برف و ریزش سنگ می‌تواند شاخه‌ها را به‌طور عمیق خم کند.

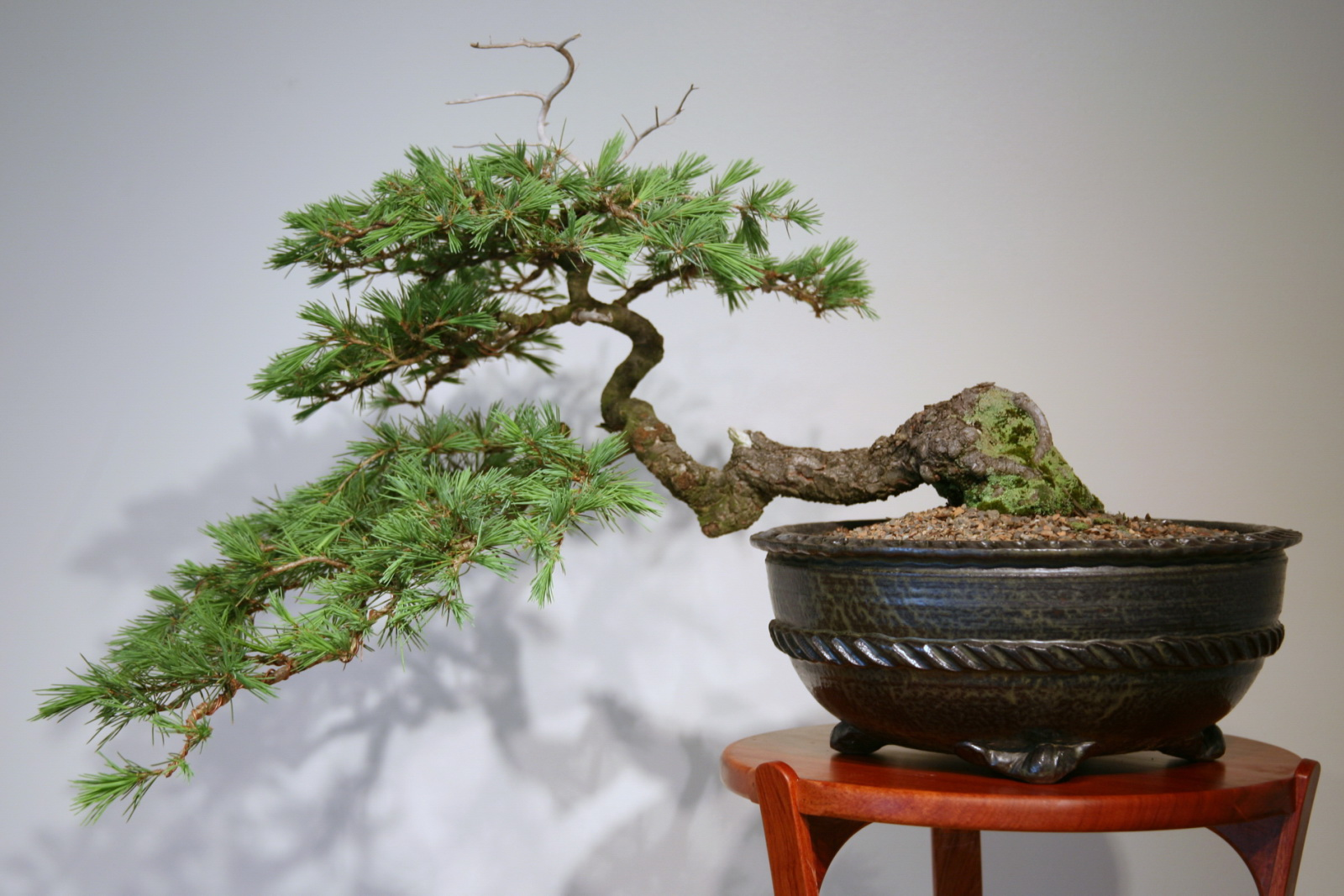
سدر مقدس به سبک هان‌کنگای

این باعث می‌شود که شاخه‌های اصلی پایین‌تر از نقطه اتصال به زمین آویزان شوند. این اثر اغلب با قرار دادن بن‌سای در یک گلدان بزرگ و باریک که منحصراً برای این سبک طراحی شده‌است کامل می‌شود.
(半 懸崖) Han-kengai هان‌کِنگای، سبک نیمه آبشار، نوعی کنگای است. قسمت بالای آن در ارتفاع یا درست زیر لبه گلدان است. اغلب بن‌سای در این سبک در یک گلدان جذاب قرار دارد. مانند سبک آبشار، این سبک نیز برای گونه‌های گیاهی که رشد سریع دارند نامناسب است.

### شکل و موقعیت ریشه‌ها
برخی از سبک‌های بن‌سای مربوط به شکل و موقعیت سیستم ریشه است. همه این سبک‌ها از فرم‌های رشد در طبیعت الهام گرفته شده‌اند.
Neagari (根上り) نیگاری، سبک ریشه‌ای در معرض دید است، که در آن بخشی از سیستم ریشه بالاتر از زمین قرار گرفته‌است.

گاهی ریشه‌ها آنقدر در معرض دید قرار می‌گیرند که تا دو سوم قسمت بالای سطح زمین را تشکیل می‌دهند. فضای بین ریشه‌های در معرض دید همیشه خالی است. در طبیعت، این پدیده زمانی اتفاق می‌افتد که خاک اطراف ریشه درختان توسط آب شسته شود، مانند گیاهان کرنا. 
|                                                                                   |  |  |
| افرای سه‌سره در سبک نیگاری. راست، جلوی بونسای در زمستان و چپ، پشت بنسای در تابستان |  |  |

Sekijoju (石上樹) سِکیجاجو، سبک ریشه سنگی است. در اینجا درخت روی یک سنگ ایستاده‌است. وقتی درختی در طبیعت روی صخره می‌روید، ریشه‌ها از هر جهت روی صخره رشد می‌کنند تا زمانی که به خاک یا آب برسند. اشکال غریب که از این طریق به‌وجود می‌آیند نیز از خصوصیات سکیجوجو است. با این حال، ریشه‌ها نباید عبور کنند. از گیاهان اَربَس و گونه‌های انجیر اغلب برای این سبک استفاده می‌شود. 
Ishizuki (石 付) ایشیزوکی، سبک چسبیده به یک سنگ، بن‌سای از یک سنگ کوچک و توخالی رشد می‌کند. ریشه‌ها در شکاف‌ها و حفره‌ها لنگر می‌اندازند و مواد مغذی و آب خود را از حفره سنگ پر از خاک می‌گیرند. سیستم ریشه معمولاً قابل مشاهده نیست اما ریشه‌ها ضخیم دیده می‌شوند. ریشه‌ها فضای کافی برای رشد در سنگ دارند؛ بنابراین درخت معمولاً ظاهری پراکنده دارد. از آنجا که گیاه تغذیه خود را در سنگ پیدا می‌کند، گلدان ضروری نیست و بنابراین ایشیزوکی اغلب روی یک ورق تخت ارائه می‌شود.

### چندین تنه
بیشتر بن‌سای‌ها از یک درخت منفرد تشکیل می‌شوند، اما سبک‌های مختلف بن‌سای وجود دارد که از تنه‌های متعدد روی یک سیستم ریشه‌ای واحد یا چندین درخت جداگانه استفاده می‌کنند. این سبک‌ها را می‌توان با توجه به تعداد تنه، ترتیب تنه‌ها یا استفاده از چند تنه از یک سو و درختان منفرد از طرف دیگر دسته‌بندی کرد. بن‌سای هرگز از بیش از یک گونه درخت تشکیل نمی‌شود. هنگامی که چندین گونه ترکیب می‌شوند، به آن سایکی (Saikei) «منظره کاشته شده» گفته می‌شود، که یک شکل هنری جداگانه است.

### درختان چند پایه

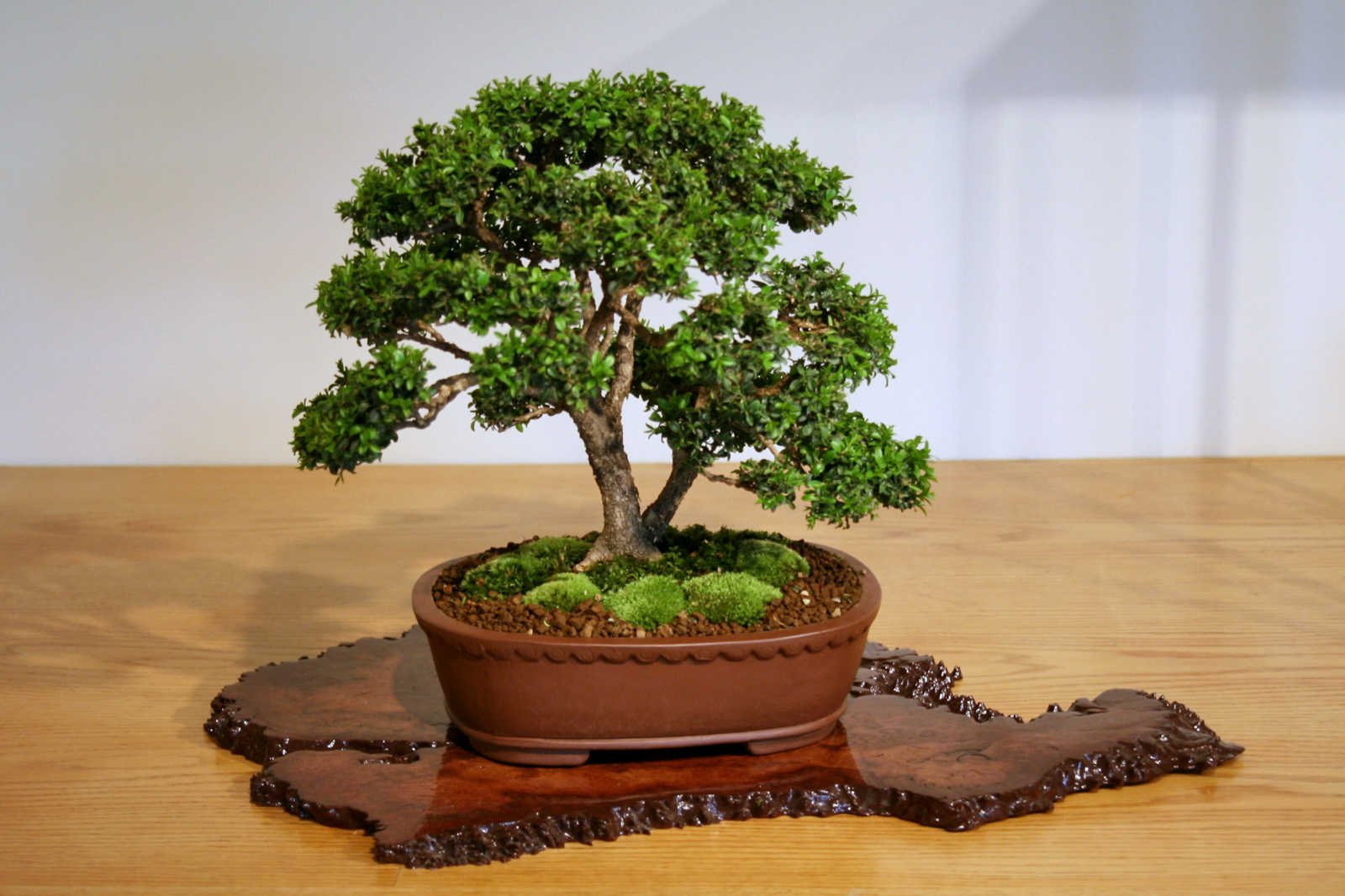
شمشاد ریزبرگ به سبک سوکان

(双 幹) Sokan سُکان، سبک دو ساقه‌ای است که در آن تنه‌ها دارای یک سیستم ریشه‌ای مشترک هستند و یک تنه آن به وضوح بزرگتر و ضخیم‌تر است. معمولاً هر دو تنه دقیقاً بالای سطح زمین با یکدیگر تماس دارند. از نظر بیننده، تنه‌ها باید به وضوح از یکدیگر قابل تشخیص باشند. تنه غالب معمولاً مستقیم بالا می‌رود، در حالی که تنه کوچک‌تر به وضوح مورب رشد می‌کند. شاخه‌های هر دو تنه از همه جهات به غیر از پایین‌تنه خارج می‌شوند. شاخ و برگ اغلب سایبان دائمی را تشکیل می‌دهد.
Kabudachi (株 立) کابوداچی، در این سبک سه تنه یا بیشتر در یک سیستم ریشه رشد می‌کنند. تنه‌ها همیشه یک عدد منفرد است و مانند سوکان، یکدیگر را در سطح خاک لمس می‌کنند. در سانکان Sankan (三 幹) بن‌سای دارای سه تنه است. اندازه تنه متفاوت است و همیشه یک تنه مسلط وجود دارد. موقعیت قرارگیری تنه‌ها به گونه‌ای است که در یک خط مستقیم قرار ندارند. این باعث می‌شود بن‌سای طبیعی‌تر به نظر برسد. سبک‌های گوکان Gokan، ناناکان Nanakan و کیوکان Kyukan به ترتیب با پنج، هفت و نه تنه بن‌سای را نشان می‌دهد. اصل مشابه سانکان است، اما دو تنه (با گوکان) یا بیشتر نیز می‌توانند تسلط یابند.
کُرابوکی Korabuki، سبک لاک پشتی، شبیه کابوداچی است، با این تفاوت که ریشه‌ها گنبدی بالای سطح زمین تشکیل می‌دهند. همه تنه‌ها روی این سیستم ریشه رشد می‌کنند.
(筏 吹 き) Ikadabuki ایکادابوکی، سبک قایق کشیده‌است. این سبک یک پدیده طبیعی را که وقتی شاخه‌های جدید از تنه درخت افتاده جوانه می‌زنند تقلید می‌کند. تنه‌های جوان می‌توانند هر دو حالت مستقیم یا انحنا را داشته باشند و گاهی در قسمت دفن شده تنه رشد کنند. در یک بن‌سای ایکادابوکی، تنه‌های جدید روی یک تنه مستقیم جوانه می‌زنند و بنابراین در یک خط نسبتاً مستقیم قرار دارند. در نِتسوناگاری Netsunagari (根 連 な り) که نِتسوراناری Netsuranari نیز نامیده می‌شود، تنه‌ها بر روی یک تنه مادر پیچ در پیچ رشد می‌کنند؛ بنابراین این سبک را قایق منحنی می‌نامند. در هر دو سبک، تنه‌ها اغلب سایبان مشترک دارند.

### چندین درخت جداگانه

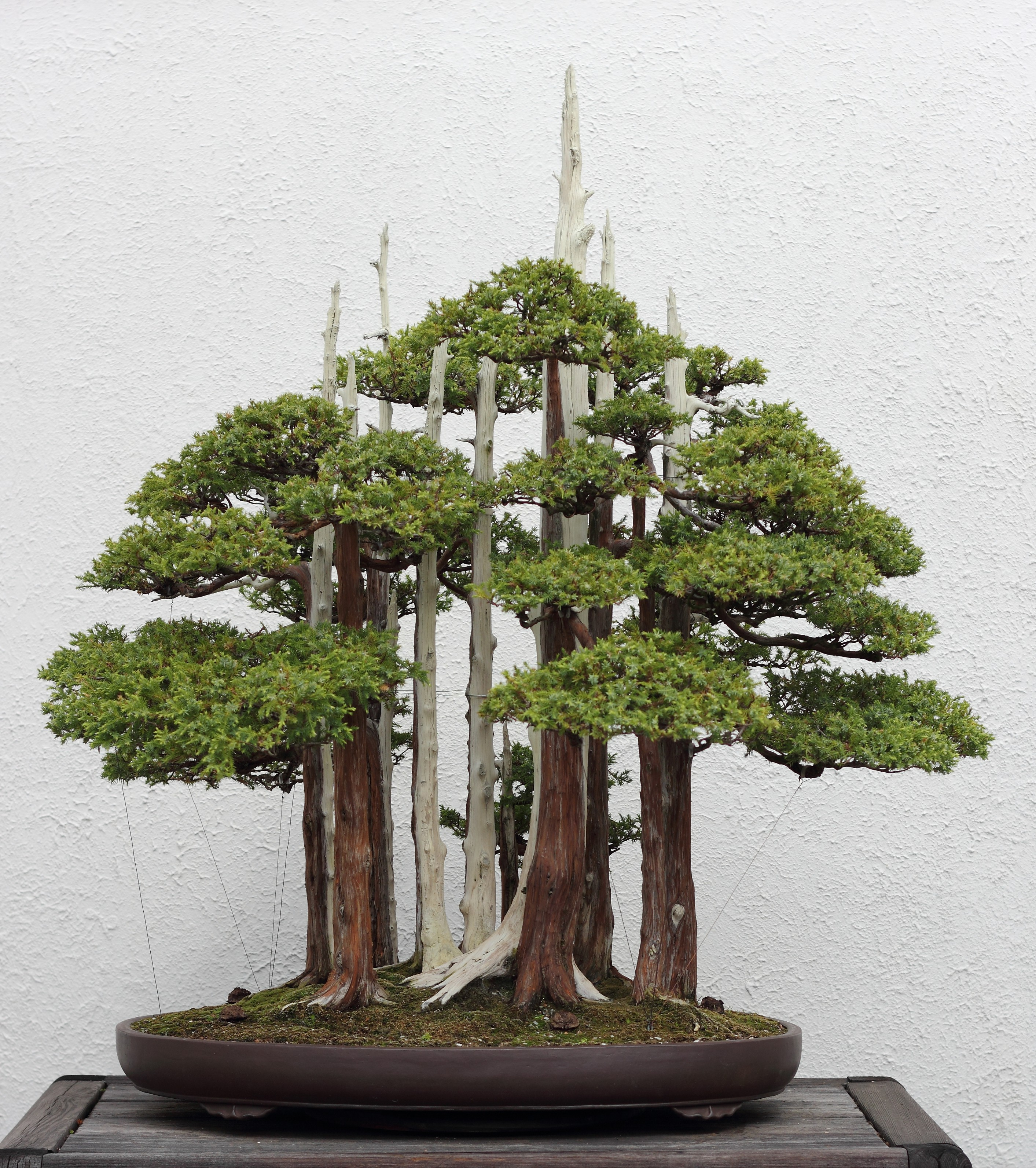
گاشین Goshin بن‌سای معروف سبک جنگلی است که با یازده درخت اُرس جنگل تشکیل می‌دهد.

Yose ue (寄せ植え) یوزایو، سبک جنگلی است، که در آن گروهی از درختان جداگانه در یک گلدان قرار می‌گیرند. تعداد درختان برای اینکه که شمارش آنها آسان باشد فرد است. این درختان دارای ارتفاع مختلفی هستند و به نظر می‌رسد در سنین مختلف هستند. از انواع فن‌ها برای ایجاد تصور درختان بلند استفاده می‌شود. برای نمونه، درختان کوچک‌تر بیشتر در پشت قرار دارند. یک ترفند چشم‌انداز برای پایین‌تر نشان دادن دیدگاه. گلدان بن‌سای معمولاً کم عمق است که بر ارتفاع درختان تأکید می‌کند. به جای گلدان، از یک سنگ تخت نیز استفاده می‌شود.
ساجو Soju در لغت به معنای «دو درخت» است و یک سبک بن‌سای است که در آن دو درخت جداگانه در گلدان قرار می‌گیرند. مانند سوکان، یک درخت بزرگ و غالب در کنار یک نمونه کوچک‌تر وجود دارد. می‌توان آنها را نزدیک به هم قرار داد، طوری که در کل شباهت زیادی به سبک سوکان دارد، اما می‌توان آنها را از یکدیگر فاصله داد.
سبک‌های سَمبان‌یوزا sambon-yose، گاهان‌یوزا gohon-yose، ناناهان‌یوزا nanahon-yose، کیوهان‌یوزا kyuhon-yose به ترتیب نشان‌دهنده سه، پنج، هفت و نه درخت جداگانه در یک گلدان است. این سبک‌ها دارای اصول متفاوتی از سبک جنگلی است. تعداد کمی درخت دارد و استانداردهای سختگیرانه تری به سبک زیبایی اعمال می‌شود. سه درخت یا بیشتر ممکن است در یک راستا نباشند. درختان از نظر ضخامت و ارتفاع تنه می‌توانند متفاوت باشند، اما از نظر نسبت، تراکم برگ و سایر خصوصیات بصری تا حد امکان شبیه هستند. در سبک سَمبان‌یوزا تنها یک درخت غالب است، در سبک‌های دیگر می‌تواند بیشتر باشد.

### سبک‌های دیگر
برخی بن‌سای‌ها دارای سبک‌هایی هستند که در گروه‌های فوق قرار نمی‌گیرند. برخی از آنها بر اساس پدیده‌های طبیعی بنا شده‌اند، اما این گروه تعدادی اشکال فانتزی را نیز شامل می‌شود.
(文人木) bunjin-gi بانجین‌گی یا سبک اُدبا، مشخصه آن تنه تقریباً برهنه، معمولاً پیچ خورده و چند شاخه است که در یک گلدان کوچک در حال رشد است. در طبیعت، این شکل درخت زمانی اتفاق می‌افتد که چندین درخت در خاک با مواد مغذی کم نزدیک هم باشند. درختان برای نور خورشید با یکدیگر رقابت می‌کنند و بنابراین به شکل‌های نامنظم به سمت بالا رشد می‌کنند. از آنجا که فقط بالای درخت از نور خورشید کافی برخوردار است، فقط شاخه‌ها در آنجا رشد می‌کنند. این پدیده‌ای است که اغلب در کاج اسکاتلندی و سایر گونه‌های کاج مشاهده می‌شود. برای تأکید بر مبارزه برای بقا، گاهی یک شاخه مرده (jin) در بالای بن‌سای تشکیل می‌شود. بانجین‌گی به ژاپنی به معنای «درخت باسوادان» است. باسوادان، مقامات باسواد چینی بودند که با مناظر شان‌شویی شناخته می‌شدند. درختان این نقاشی‌ها اغلب فرم‌های عجیب و غریب رشد را نشان می‌دهند.
| |  |  |
| سبک بانجین‌گی نام خود را از ادبای چینی گرفته‌است، که اغلب درختان تنک و پیچ خورده نقاشی می‌کردند. طومارآویز نقاش دربار چین مالین (Ma Lin) (حدود ۱۱۸۰–۱۲۵۶) و یک کاج سیاه ژاپنی. |  |  |

(吹き流し) Fukinagashi فوکیناگاشی، سبک تنه بادخورده است، که در آن بن‌سای این احساس را ایجاد می‌کند که دائماً از یک جهت در معرض باد شدید قرار دارد. تنه به شدت از باد خیالی شیب می‌یابد. شاخه‌ها از هر طرف تنه رشد می‌کنند، اما سرانجام در یک جهت قرار می‌گیرند. این سبک اغلب با سبک‌های دیگر مانند مُیُگی، هان‌کِنگای، شاکان و سبک‌های چند پایه ترکیب می‌شود.
(箒立ち) Hokidachi هاکیداچی، سبک جارو است. اغلب در درختانی با شاخه‌های نازک و زیاد مانند بید و نارون استفاده می‌شود. تنه مستقیم است و تا قسمت بالا کشیده نمی‌شود.
شاخه‌ها از هر جهت گسترش می‌یابند، طول آنها معمولاً حدود یک سوم از ارتفاع کل است. هنگامی که درخت برگ دارد، سایبان یک توپ گرد را تشکیل می‌دهد.
(蟠 幹) Bankan بَنکان، سبک تنه پیچیده‌است، بر اساس اژدهای چینی است که نماد خوش‌شانسی در آیین بودا است.
تنه پیچ‌خورده نشان‌دهنده بدن اژدها است، در حالی که شاخه‌ها اندام‌ها را تشکیل می‌دهند.

### پرداخت پوست
تعدادی از سبک‌ها مربوط به پرداخت پوست تنه و شاخه‌ها است. برای نمونه، پوست کاملاً یا تا حدی برداشته شده و ظاهری زنده و قابل احترام به بن‌سای داده‌است.

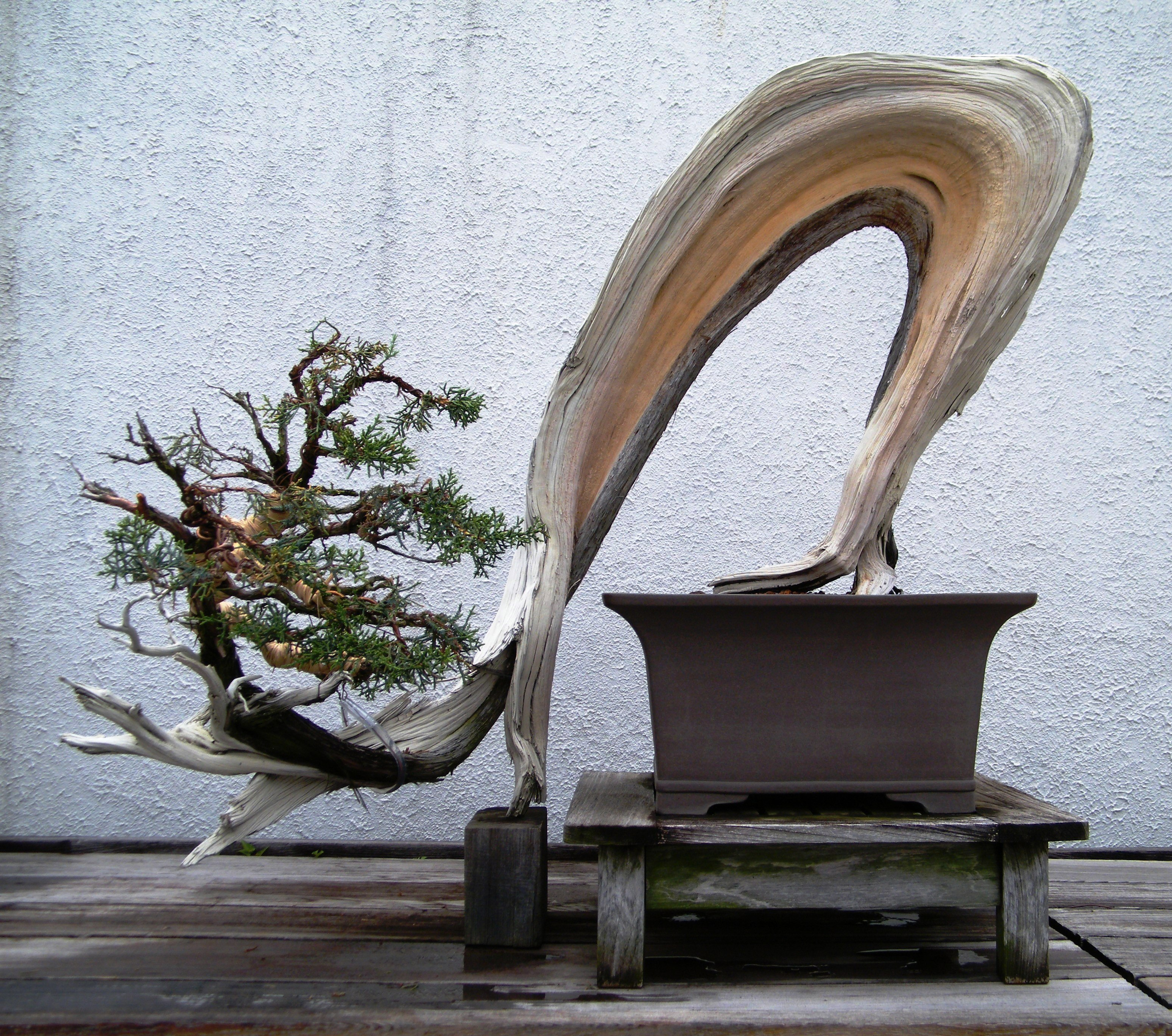
اُرس کالیفرنیایی به سبک شاریمیکی، یک نوار پوست درخت مواد مغذی را به قسمت سبز گیاه می‌رساند.

(舎 利 幹) Shari or sharimiki شاری یا شاریمیکی، سبک چوب است. یک یا چند نوار پوست عمودی با چاقو برداشته شد و چوب زیر سفید می‌شود؛ بنابراین بن‌سای درختی را نشان می‌دهد که در معرض آفتاب، باد شدید و سایر شرایط قرار گرفته‌است. در نتیجه، پوست آن فرسوده شده و چوب زیرین توسط خورشید تغییر رنگ داده‌است.
چنین نقطه طاسی معمولاً دقیقاً بالای ریشه‌ها شروع می‌شود و تا انتهای پیش می‌رود. حداقل یک نوار باریک از پوست زنده همیشه باقی می‌ماند، که برگ‌ها را به سیستم ریشه متصل می‌کند. به این ترتیب، انتقال مواد مغذی دست نخورده باقی می‌ماند.
این روش خشن فقط برای گونه‌های گیاهی بسیار مقاوم مانند درختان اُرس استفاده می‌شود. پوست لخت، بدون در نظر گرفتن شکل درخت، حس پیری را ایجاد می‌کند. به همین دلیل است که پرورش‌دهنده معمولاً از دستورالعمل‌های سایر سبک‌های کاربردی برای بن‌سای در سبک شاریمیکی پیروی نمی‌کند.

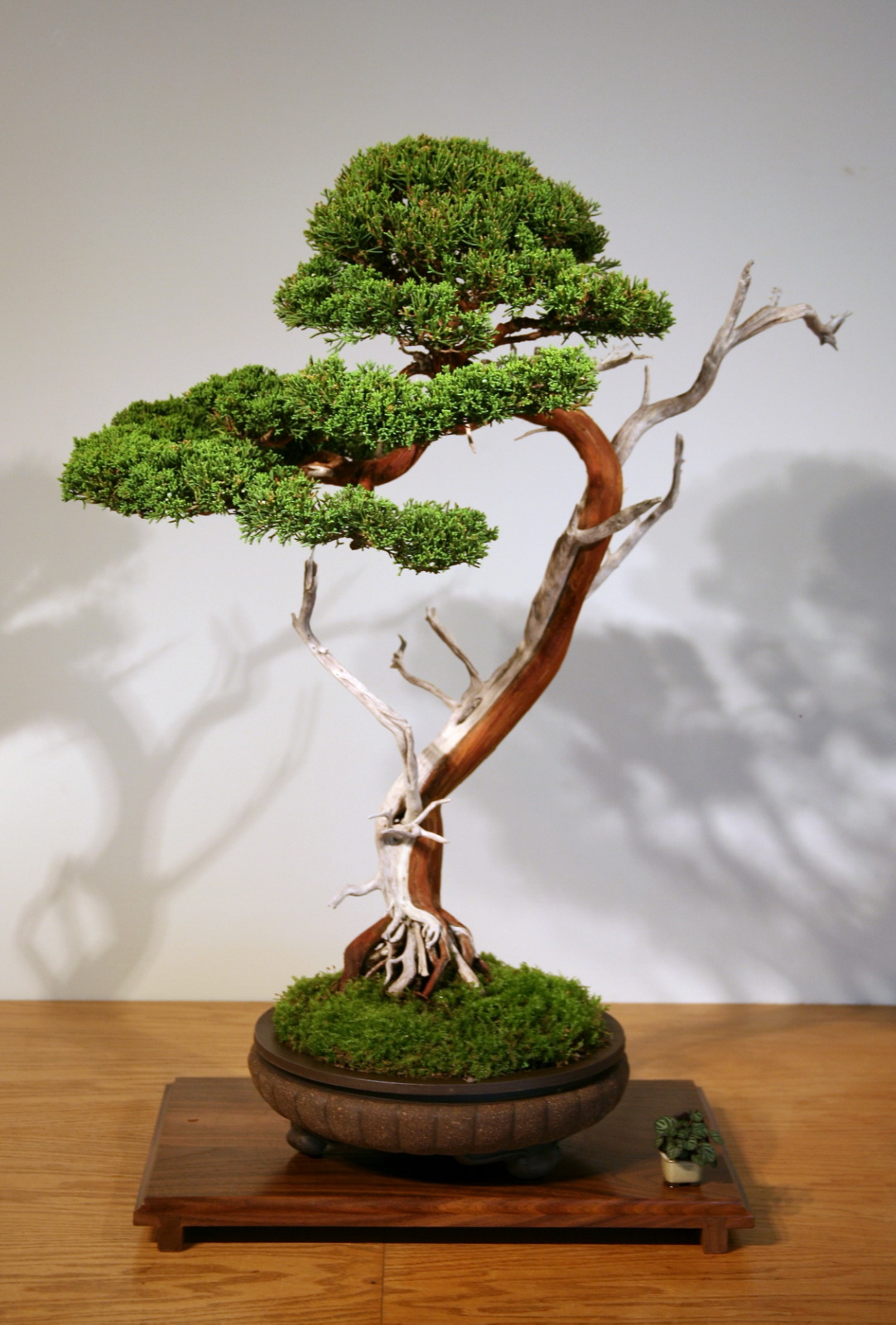

Sabamiki سابامیکی، سبک حفره تنه است. این نشان دهنده تأثیر نیروهای طبیعی مانند رعد و برق و سایر تأثیرات جوی است. پوست به صورت موضعی برداشته شده و حفره‌ای درون تنه تراشیده شده‌است. اندازه آن می‌تواند از یک ترک کم عمق تا یک حفره درخت در درخت باشد، اما هرگز آنقدر عمیق نیست که تأمین مواد مغذی در درخت مختل شود.
(狸) Tanuki تانوکی، سبکی است که در آن یک درخت بن‌سای زنده با یک تکه چوب مرده (Coarse woody debris) به شکل زیبا ترکیب می‌شود. این اغلب به شکل یک تنه یا کنده درخت مرده‌است.
در صورت لزوم، یک شکاف در چوب مرده ایجاد شده‌است، که به آن درخت زنده متصل می‌شود. با گذشت زمان، با چوب‌های مرده جوش می‌خورد به گونه‌ای که شبیه یک درخت می‌شود. این روشی است که به‌طور قابل توجهی کمتر از شاریمیکی زمان می‌برد.

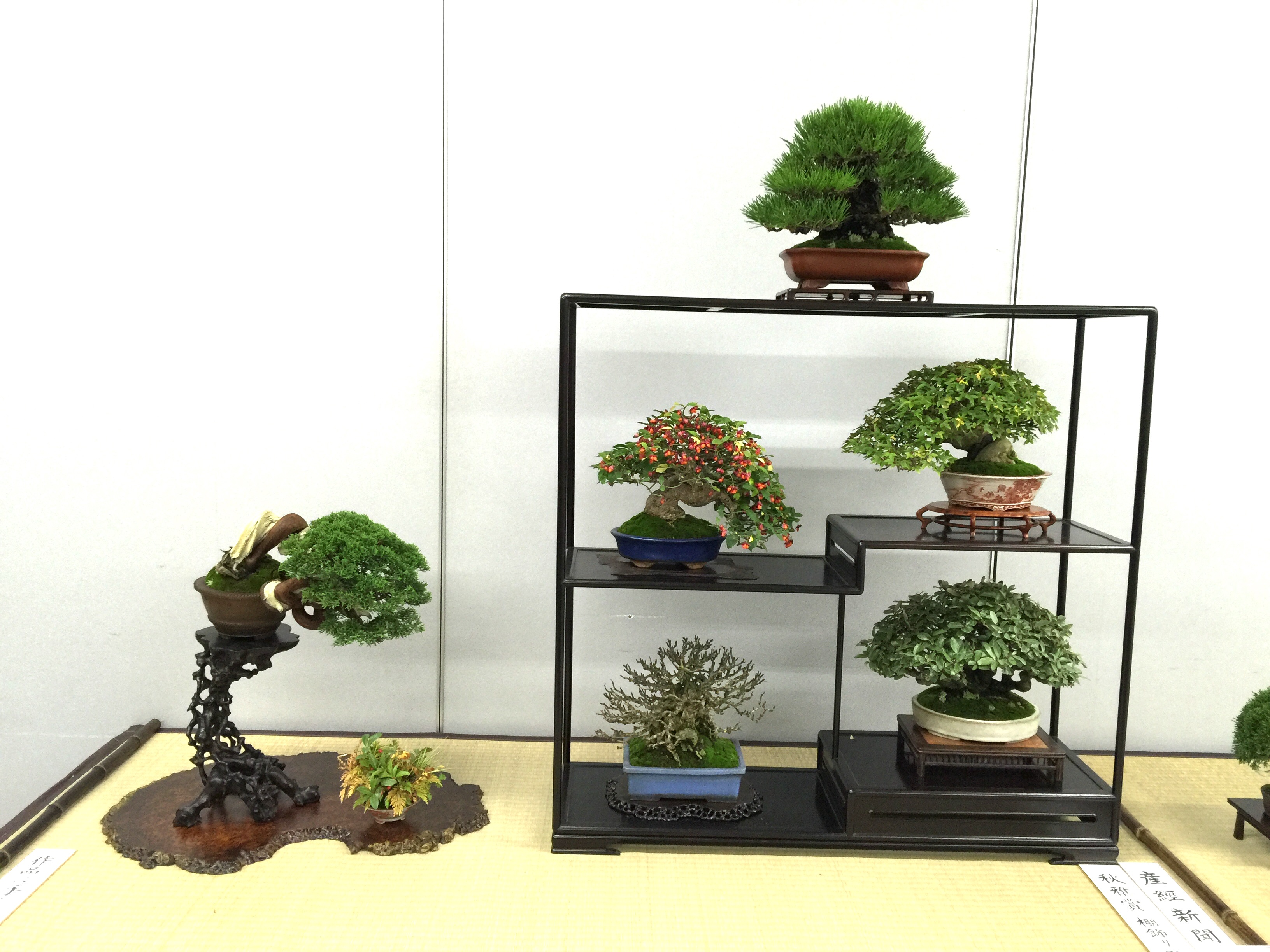
بن‌سای کلاس شاهین (Shohin) به نمایش گذاشته شده در نمایشگاه Gafu-ten سال ۲۰۱۵

با این حال، سبک تانوکی در سنت ژاپنی کمتر مورد استقبال قرار می‌گیرد و در نمایشگاه‌های رسمی ژاپن به نمایش در نمی‌آید. نام این سبک خود تانوکی است که به معنی سگ‌راکون است. در ژاپن لقبی تعارفی است.

### کلاس‌های قالب‌بندی
نمایشگاه‌ها و کاتالوگ‌های ژاپنی اغلب نشانه‌ای از اندازه و وزن بن‌سای را نشان می‌دهند. این کار با کمک سیستم کلاس‌های اندازه، که مربوط به قد و وزن بن‌سای و گلدان مربوط است انجام می‌شود.
برای بزرگ‌ترین کلاس‌های اندازه، وزن برای تعداد نفرات مورد نیاز برای حرکت دادن بن‌سای نشان داده شده‌است. برای نمونه، دو دست نشان می‌دهد که یک بن‌سای گلدان توسط یک نفر قابل حرکت است، در حالی که یک بن‌سای در کلاس هاچی‌یوی (hachi-uye) توسط شش دست، یعنی سه نفر حرکت داده می‌شود. بزرگ‌ترین کلاس اندازه به هشت دست نیاز دارد. به این کلاس، «بن‌سای سلطنتی» نیز گفته می‌شود، بن‌سای عظیمی که امپراتور میجی در باغ‌های خود در اطراف کوکیو قرار داده بود. کوچک‌ترین کلاس‌ها در سه سایز، مامه (mame)، شیتو (shito) و کشیتسوبو (keshitsubo)، بن‌سای تعداد شاخه و برگ بسیار کمی دارد. فن‌ها و سبک‌های خاصی برای پرورش این درختان کوچک بن‌سای وجود دارد.
| نام‌های معمول برای کلاس‌های اندازه بن‌سای | نام متداول      | اندازه کلاس | ارتفاع درخت |
| -------------------------------------- | --------------- | ----------- | ----------- |
| بنسای بزرگ (سانتی‌متر)                  | Imperial bonsai | هشت دست     | ۱۵۲–۲۰۳     |
| بنسای بزرگ (سانتی‌متر)                  | Hachi-uye       | شش دست      | ۱۰۲–۱۵۲     |
| بنسای بزرگ (سانتی‌متر)                  | Dai of Omono    | چهار دست    | ۷۶–۱۲۲      |
| بنسای متوسط (سانتی‌متر)                 | Chiu of Chumono | دو دست      | ۴۱–۹۱       |
| بنسای متوسط (سانتی‌متر)                 | Katade-mochi    | دو دست      | ۲۵–۴۶       |
| بنسای کوچک (سانتی‌متر)                  | Komono          | یک دست      | ۱۵–۲۵       |
| بنسای کوچک (سانتی‌متر)                  | Shohin          | یک دست      | ۱۳–۲۰       |
| بنسای کوچک (سانتی‌متر)                  | Mame            | کف دست      | ۵–۱۵        |
| بنسای کوچک (سانتی‌متر)                  | Shito           | نوک انگشت   | ۵–۱۰        |
| بنسای کوچک (سانتی‌متر)                  | Keshitsubo      | دانه خشخاشی | ۳–۸         |

## فن‌های کِشت

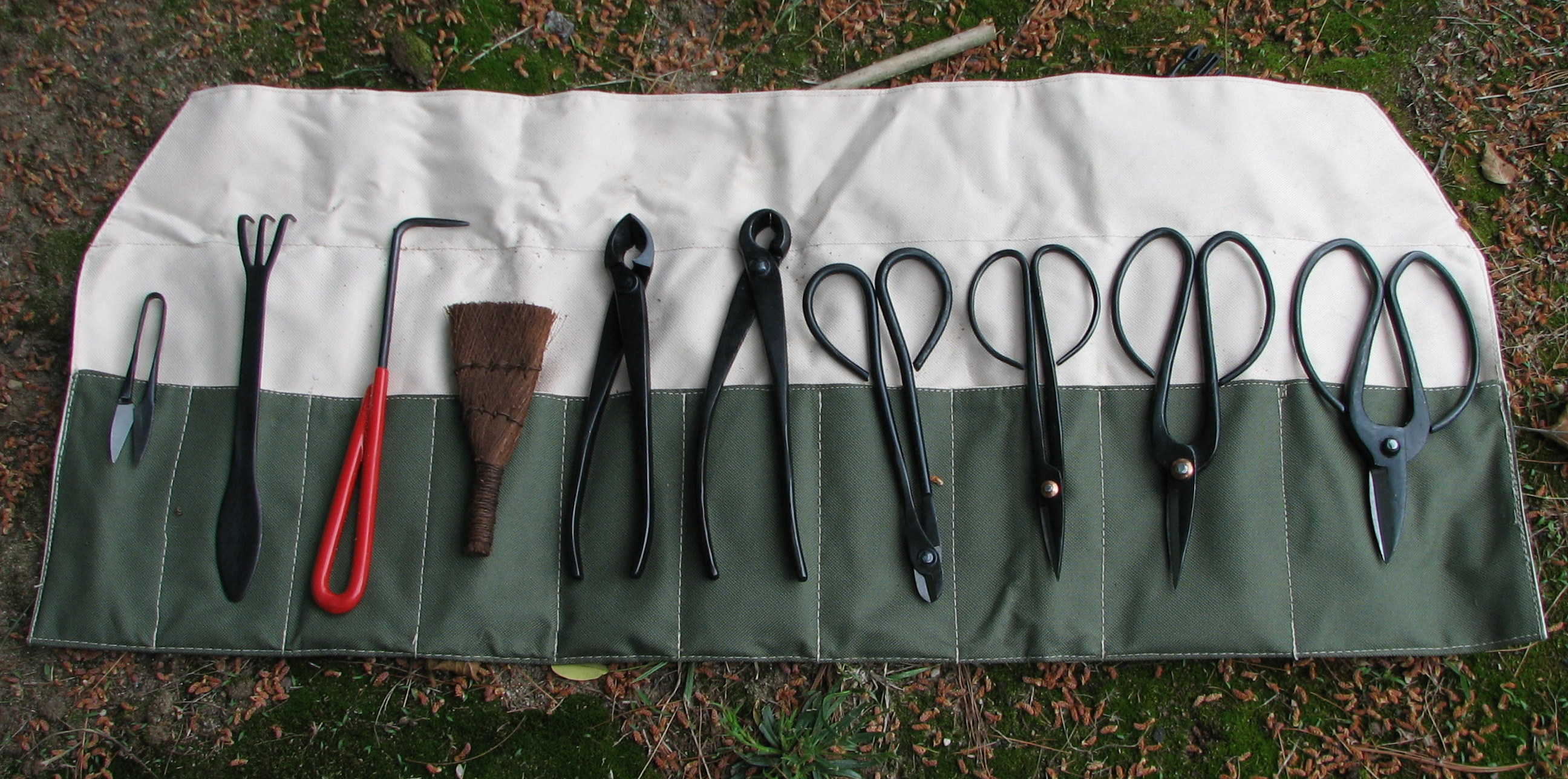
ابزار بن‌سای از چپ به راست: سرنخ‌زن، چنگک با کفگیر، قلاب ریشه، برس الیاف نارگیل، انبر مقعر، گاز انبر، سیم‌چین، قیچی کوچک، متوسط و بزرگ

کشت و نگهداری بن‌سای یک رشته تخصصی از گیاهان است، جایی که پرورش‌دهنده از فن‌ها و ابزارهای خاصی استفاده می‌کند. در گرایش‌های باغبانی مانند توپیاری و نیواکی نیز طراحی هنرمندانه انجام می‌گیرد، اما به لطف اندازه کوچک، پرورش‍دهنده بن‌سای کنترل بیشتری بر طراحی دارد و می‌تواند با جزئیات بیشتری کار کند.
مرحله شکل‌گیری بن‌سای، مرحله تربیت نیز نامیده می‌شود. در این مرحله بن‌سای به گونه‌ای کار می‌شود که علی‌رغم ارتفاع کم، تصور یک درخت بالغ و باشکوه را ایجاد کند. رشد از دانه زمان زیادی می‌برد و بنابراین به ندرت استفاده می‌شود. معمولاً از یک گیاه بالغ به‌طور کامل استفاده می‌شود یا از قلمه یا خوابانیدن استفاده می‌شود که با قطع یا درآوردن درخت یا درختچه مناسب حاصل می‌شود.

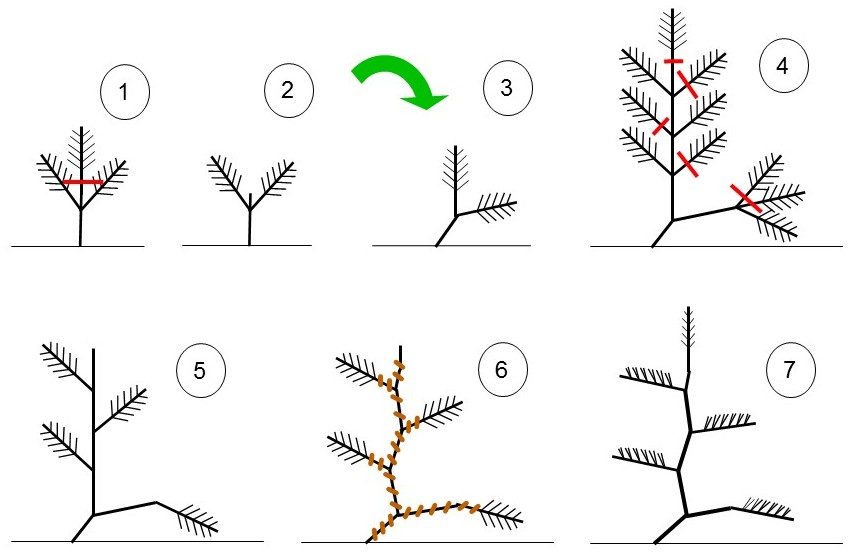
طراحی کاج در سبک مُیُگی: ۱ و ۲: هرس شاخه مرکزی ۳: نهال مایل کاشته می‌شود. ۴ و ۵: بعد از چند سال شاخه‌های جانبی ناخواسته هرس می‌شوند. ۶: با سیم فلزی، شاخه خمیده می‌شود. ۷: بعد از چند سال، برگ‌های زیر شاخه‌ها هرس شده و بن‌سای شکل مورد نظر خود را پیدا می‌کند.

تعدادی از استانداردهای زیبایی‌شناسی سنتی در طراحی اعمال می‌شود. پرورش‌دهنده از قبل هدف و سبک نهایی درخت را تعیین می‌کند.
بعضی از سبک‌های بن‌سای به شاخه‌های پیچ خورده و تنه احتیاج دارند. اینها به گیاه ظاهری قدیمی و بادخورده می‌دهند، تأثیری که با کم کردن نسبی پوست درخت می‌تواند افزایش یابد.
هنگام طراحی بن‌سای مهم است که نتیجه نهایی هیچ اثری از فن‌های استفاده شده مانند جای زخم هرس یا اثر ناشی از سیم فلزی را نشان ندهد.
وقتی یک بن‌سای ظاهر مورد نظر خود را پیدا کرد، مرحله تربیت به پایان می‌رسد و در یک گلدان تزئینی قرار می‌گیرد. اگرچه درخت در صورت عدم نگهداری دوره‌ای شکل خود را از دست خواهد داد. مانند همه درختان در جنگل‌های معتدل و مخروطی و برگریز، یک بن‌سای در طول فصول تغییر می‌کند.
در بهار تحت تأثیر نور خورشید بافت جدیدی تولید می‌کند که باعث گسترش سیستم ریشه و شاخ و برگ می‌شود؛ بنابراین بسیاری از فن‌های مرحله تربیت باید مرتباً مورد استفاده قرار گیرند. با مراقبت مناسب، زیبایی بن‌سای با افزایش سن بیشتر می‌شود. یک بنسای شکل گرفته معمولاً ده ساله است.

### هرس
هرس معمول‌ترین فن است که هم در ساخت و هم در نگهداری بن‌سای استفاده می‌شود. پس از هرس، فقط زخم‌های کم عمق باید قابل مشاهده باشند. وقتی جای زخم به درستی درمان شود، پوست جدیدی روی آن منطقه رشد می‌کند بدون اینکه اثری از آن دیده شود.

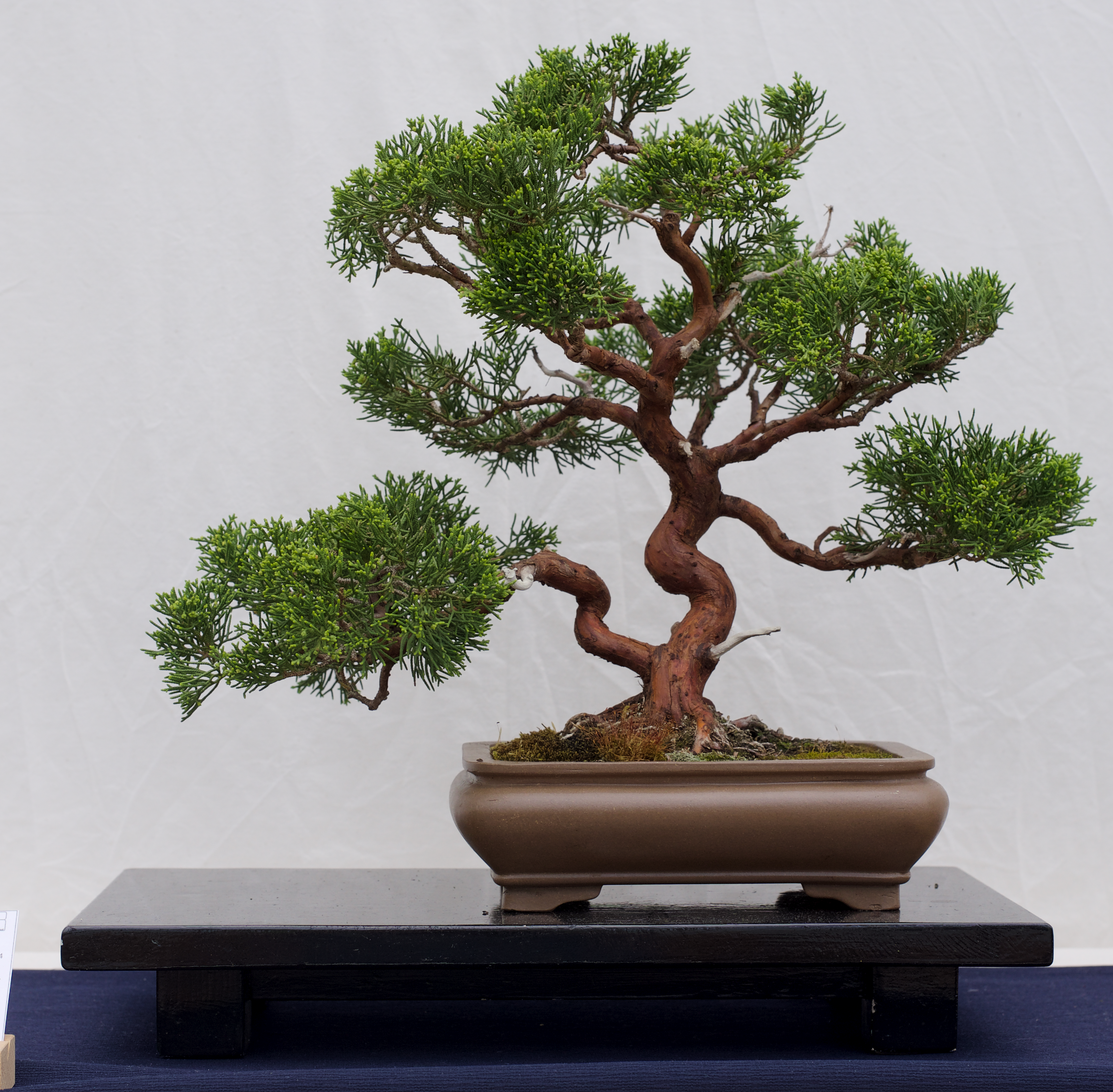
برای این ارس چینی به سبک مُیُگی، برگ‌سوزن‌ها به گونه‌ای هرس می‌شوند که دسته‌هایی از آنها در سرشاخه‌ها باقی بمانند.

هرس عمده برای طراحی ضروری است. به لطف هرس تنه، شاخه‌ها و ریشه‌ها، یک بن‌سای اندازه کوچک خود را با نسبت‌های مناسب بدست می‌آورد. از بین بردن قسمت بالای تنه یک تنه نسبتاً ضخیم‌تر و ظاهری جمع و جورتر به درخت می‌دهد. شاخه‌ها بسته به خواسته‌های پرورش‌دهنده کوتاه می‌شوند یا کاملاً برداشته می‌شوند. اگر بن‌سای نباید شکل خود را از دست بدهد، حتی پس از مرحله تربیت نیز هرس مهم می‌باشد.
برای سبک‌های مختلف بن‌سای، شاخه‌های درخت باید زیر شاخه‌های برگ یا برگ‌سوزن به وضوح قابل مشاهده باشند. برای رسیدن به این هدف، برگ‌ها، برگ‌سوزن‌ها یا جوانه‌هایی که در زیر شاخه‌ها رشد می‌کنند، هرس می‌شوند. در بسیاری از مخروطی‌ها، برگ‌سوزن‌ها در سرتاسر شاخه رشد می‌کنند، بنابراین باید آنها را تا تنه هرس کنید.
از هرس برگ می‌توان برای رشد برگهای ریزتر در تعدادی از گونه‌های درخت نیز استفاده کرد. برگها فراتر از دمبرگ بریده می‌شوند. جوانه‌های زیر بغل برگ به شاخه‌های جدید تبدیل می‌شوند که معمولاً برگ‌های کوچکتری تولید می‌کنند. این روش اغلب برای افرا و بید استفاده می‌شود.
هرسِ ریشه، یکبار در سال باید انجام گیرد. با هرسِ ریشه، رشد کم می‌شود و به همین دلیل باید توجه داشت که مقدارِ مناسبی از ریشه قطع شود تا گیاه دچارِ شوک نشود. ضدِعفونیِ کردن بخش‌های قطع شده نیز در پایانِ کار ضروری است.

### سیم و گیره‌های فلزی

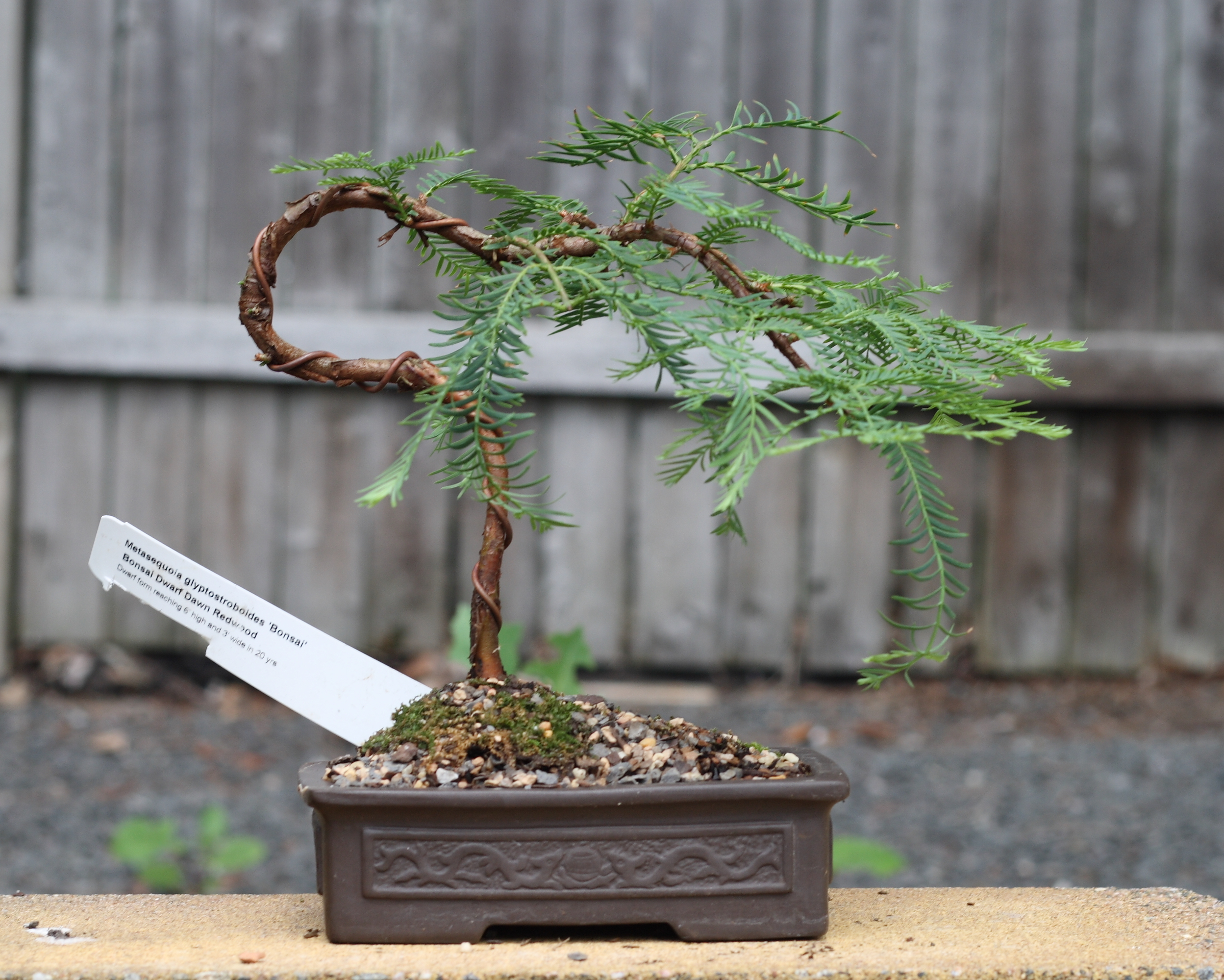
سرخ‌چوب سپیده‌دم (Metasequoia glyptostroboides) با سیم فلزی شکل می‌گیرد.

از سیم ساخته شده از مس یا آلومینیوم برای رشد بن‌سای به شکل دلخواه و مجبور کردن شاخه‌ها و برگ‌های کوچک در جهت درست استفاده می‌شود، این روش برای گونه‌های گیاهی با شاخه‌های شکننده یا سفت یا گونه‌هایی که لیگنین ناکافی تولید می‌کنند نامناسب است. ماده ای که باعث بریده شدن قطعات گیاه می‌شود.
سیم را به شاخه‌ها می‌پیچند، به‌طوری که آنها می‌توانند به شکل صحیح چوبی شوند. زمان لازم برای این امر به نوع گیاه بستگی دارد. این مدت برای اکثر درختان برگریز شش تا نه ماه است اما برای درختان سوزنی برگ ممکن است چندین سال به طول انجامد.
یک روش جایگزین برای تشکیل تنه و شاخه‌ها استفاده از گیره است. اینها می‌توانند نیروی بیشتری نسبت به سیم فلزی وارد کنند. از این رو گیره‌ها عمدتاً برای بن‌سای بزرگ‌تر یا برای گونه‌هایی با چوب سفت‌تر استفاده می‌شوند.
برای جلوگیری از آسیب رسیدن به درخت، گیره‌ها در مدت زمان طولانی ذره ذره محکم می‌شوند، روندی که گاهی سالها به طول می‌انجامد.

### پیوند زدن

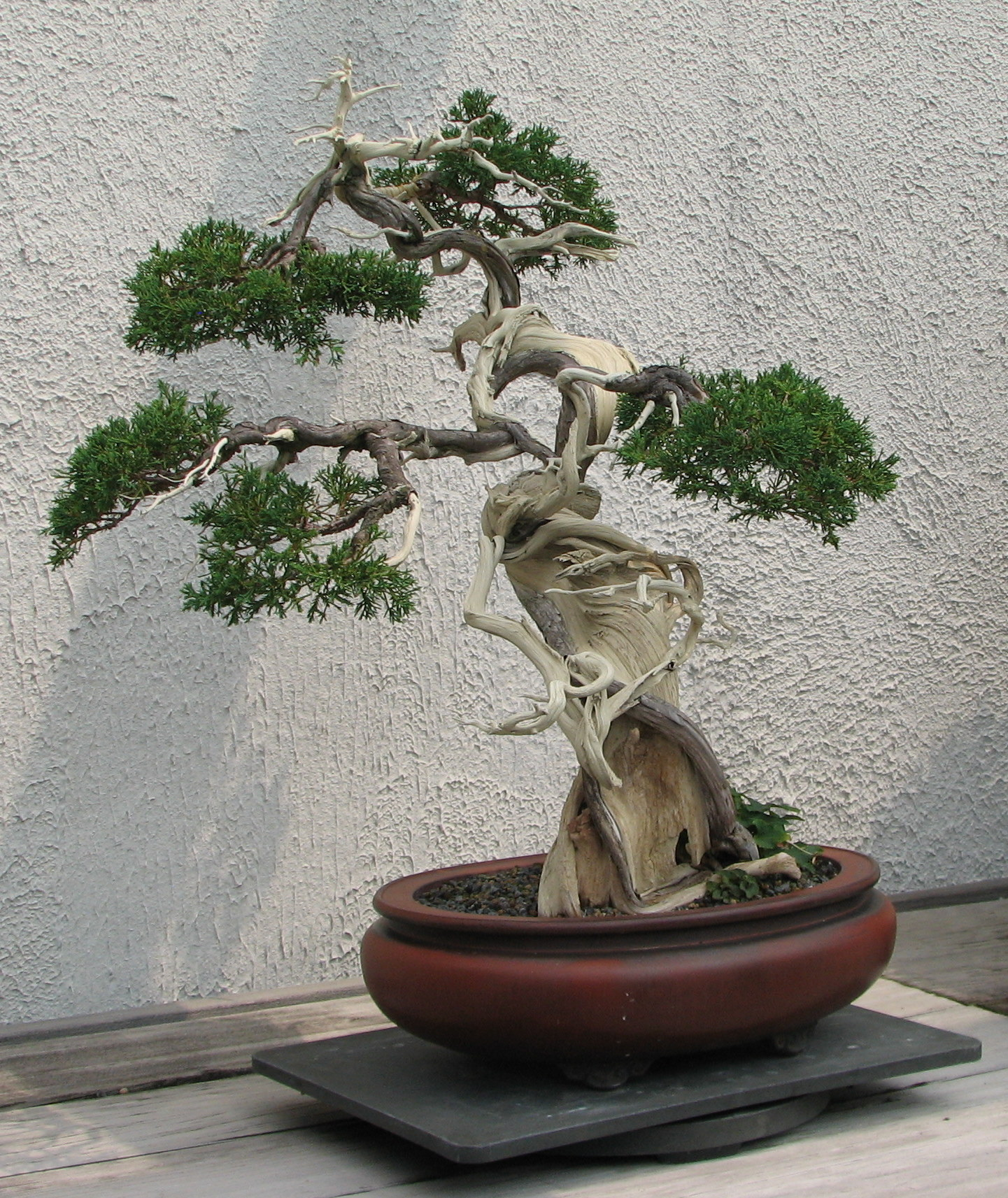
این ارس چینی دارای یک تنه تقریباً برهنه (شاری) و چند شاخه مرده (جین) است.

از پیوند قسمت‌های گیاهی به دو منظور در کشت بن‌سای استفاده می‌شود. پرورش‌دهنده جوانه‌ها، شاخه‌ها یا ریشه‌ها را در یک ناحیه مخصوص پوست درخت برای فرم‌دهی پیوند می‌زند. برخی از گونه‌های درختی نمی‌توانند به‌عنوان بن‌سای در سیستم ریشه خود رشد کنند، از جمله افرا ژاپنی (Acer palmatum) و کاج سیاه ژاپنی (Pinus thunbergii) که بسیار مورد استفاده قرار می‌گیرد؛ بنابراین آنها به سیستم ریشه گونه‌ای مقاوم‌تر پیوند می‌خورند.

### شبیه‌سازی چوب مرده
حذف پوست درخت از یک بن‌سای احساس چوب مرده را ایجاد می‌کند. این باعث می‌شود پیرتر به نظر برسد و به نظر می‌رسد حوادثی مانند بیماری، طوفان یا رعد و برق را تحمل کرده‌است. ایده پشت این امر این است که بن‌سای از طرف تماشاگر جذاب می‌شود.
در سبک جین پوست یک شاخه کاملاً برداشته شده‌است، به‌طوری که مرده به نظر می‌رسد. شاری فنی است که در آن پوست تا حدی از تنه بیرون کشیده می‌شود. این تصور ایجاد می‌کند که درخت در اثر طوفان شدید و برخورد صاعقه آسیب دیده‌است.
مواد شیمیایی مانند گوگرد و آهک برای سفید کردن چوب و در عین حال دوام بیشتر آن استفاده می‌شود.

## زیبایی‌شناسی
سبک‌های بن‌سای یک راهنمای انعطاف‌پذیر هنگام طراحی آن است. علاوه بر آن زیبایی‌شناسی برای بن‌سای نیز وجود دارد. این مجموعه از استانداردها و دستورالعمل‌های زیبایی، فرصت کمتری برای پرورش‌دهنده فراهم می‌کند. همچنین مطابقت با آن تضمین می‌کند که بن‌سای به آسانی قابل تشخیص است و برای نمونه، نمی‌توان یک پنجینگ را با یک بن‌سای اشتباه گرفت. بسیاری از درختان گلدان مینیاتوری با ظاهری شرقی به‌عنوان بن‌سای به فروش می‌رسند. آنها معمولاً درختان گرمسیری یا بوته‌ای هستند که می‌توانند به‌عنوان یک گیاه خانگی عمل کنند و به مراقبت کمی نیاز دارند. با این حال، درختانی که از نظر زیبایی‌شناسی ژاپنی مطابقت ندارند یا به سختی سازگار هستند، به معنای سنتی بن‌سای نیستند.
نظریه زیبایی بن‌سای در طول تاریخ بن‌سای تکامل یافته‌است؛ بنابراین، تأثیر آیین بودیسم ذِن هوشیارتر از تأثیرات پنجینگ چینی بود. این روند بیشتر تحت تأثیر وابی‌سابی گسترش یافت که ریشه آن نیز در آیین بودا وجود دارد. این جهان‌بینی نه تنها به دنبال صرفه‌جویی و سادگی است، بلکه همچنین قدردانی از زیبایی نقص و گذرا بودن است. در ظاهر یک بن‌سای، این موضوع خود را در تنه‌های خزدار و توخالی، شاخه‌های پیچ‌خورده و برهنه و چوب‌های مرده نشان می‌دهد.

### تناسبات
هدف اصلی نظریه زیبایی بن‌سای، پرورش درختی متناسب و به ظاهر بالغ است که به اندازه کافی کوچک باشد و در گلدان نگهداری شود. تنه، شاخه‌ها، برگ‌ها، ریشه‌های سطح خاک، باید یک کل هماهنگ با گلدان که بن‌سای در آن کاشته می‌شود تشکیل دهد.

بسیاری از سبک‌های بن‌سای بر اساس فرم‌های رشد طبیعی است، اما تفاوت‌هایی وجود دارد. بن‌سای هرگز نمی‌تواند نمایش دقیق درختی کامل باشد. این کار اغلب به گونه‌ای دستکاری شده‌است که سن و ویژگی‌های خاص گونه بسیار اغراق‌آمیز است. یک بن‌سای همچنین یک «جلو» دارد که توسط پرورش‌دهنده تعیین می‌شود، طرفی که رو به بیننده است. در عقب، یک بن‌سای دارای همان شبح است، اما تنه و شاخه‌ها می‌توانند ناموزون و نامرتب به نظر برسند. 

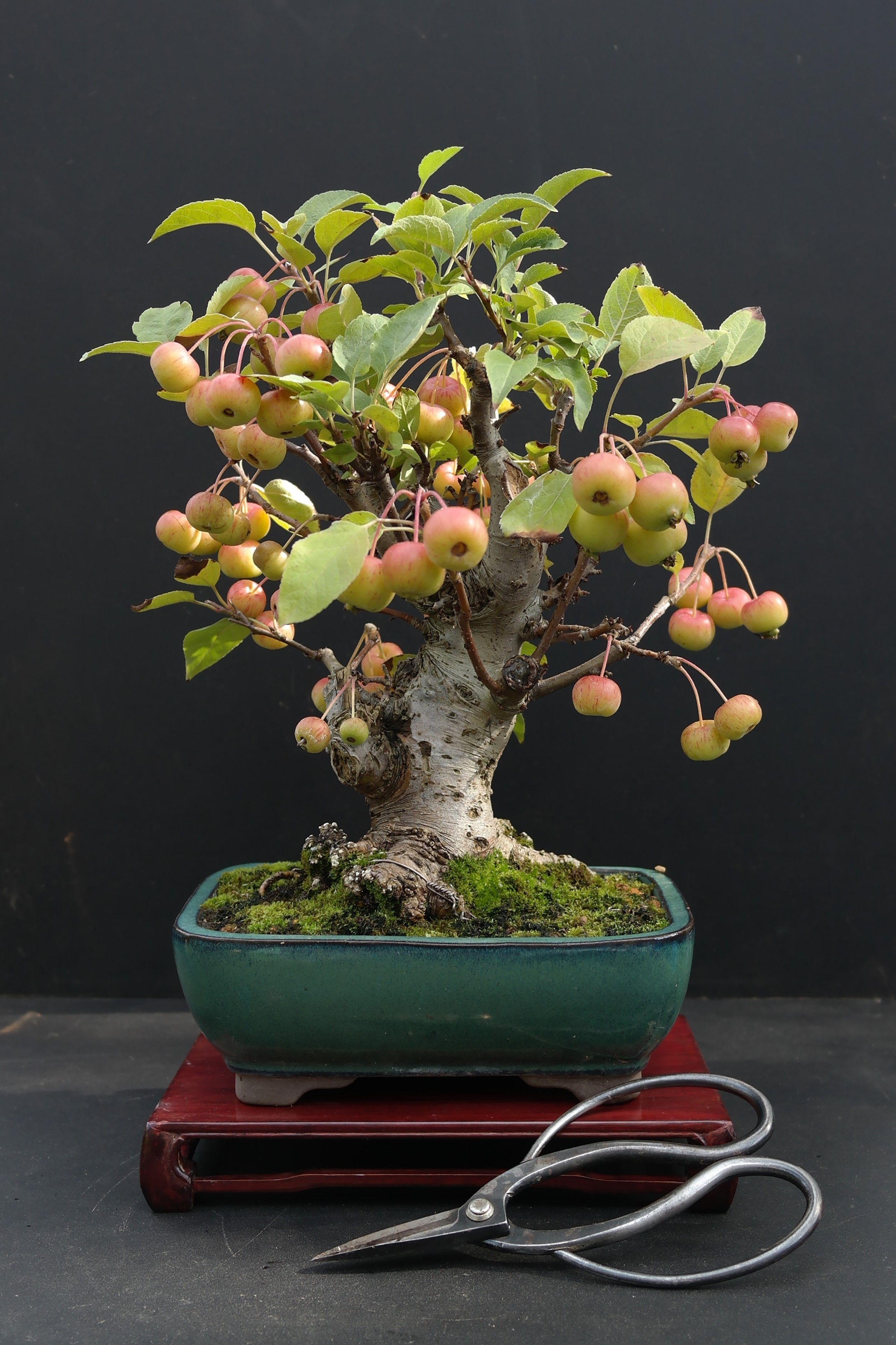
این درخت سیب به‌دلیل اندازه کوچک میوه‌های نامتناسبی دارد.

تنه، شاخه‌ها و برگ‌ها یا برگ‌سوزن‌ها همه باید به درخت بن‌سای یک درخت در اندازه معمولی شکل دهند. برگ‌هایی که خیلی بزرگ هستند، اثر بیگانه‌گی دارند و در سنت بن‌سای نامطلوب هستند، درست مثل یک تنه نازک با شاخه‌های ضخیم. استثنا در این استاندارد میوه‌ها و گل‌آذین‌هایی است که بن‌سای سالانه می‌دهد.

### تعادل نوری
یک بن‌سای باید از نظر نوری متعادل و دارای ترکیب‌بندی باشد که با دستکاری تنه، شاخه‌ها، برگ‌ها و ریشه‌ها حاصل می‌شود. فضاهای خالی بین شاخه‌ها و گروه‌های برگ نیز باید با بقیه درخت متناسب باشد. از راه‌های دستیابی به این هدف می‌توان به هرس برگ و رشد شاخه‌های پیچیده اشاره کرد. شاخه‌های به سمت پایین یا شاخه‌هایی که از پوست یا شاخه‌های دیگر عبور می‌کنند نیز برداشته می‌شوند. پس‌زمینه بن‌سای معمولاً از طریق این فضاهای خالی به وضوح قابل مشاهده است، حتی وقتی بن‌سای در برگ است.
بن‌سای می‌تواند تعادل ایستا یا پویا داشته باشد. بن‌سای با تعادل ایستا دارای اشکال متقارن است و در نتیجه باعث ایجاد ثبات و آرام می‌شود. این مشخصه سبک چُکان است.
با این حال، بیشتر سبک‌های بن‌سای تعادل پویایی دارند. ویژگی‌های معمول عدم تقارن و فرم‌های رشد است که بی‌ثباتی یا حرکت را نشان می‌دهد، مانند سبک کِنگای و سبک فوکیناگاشی.

### عدم تقارن

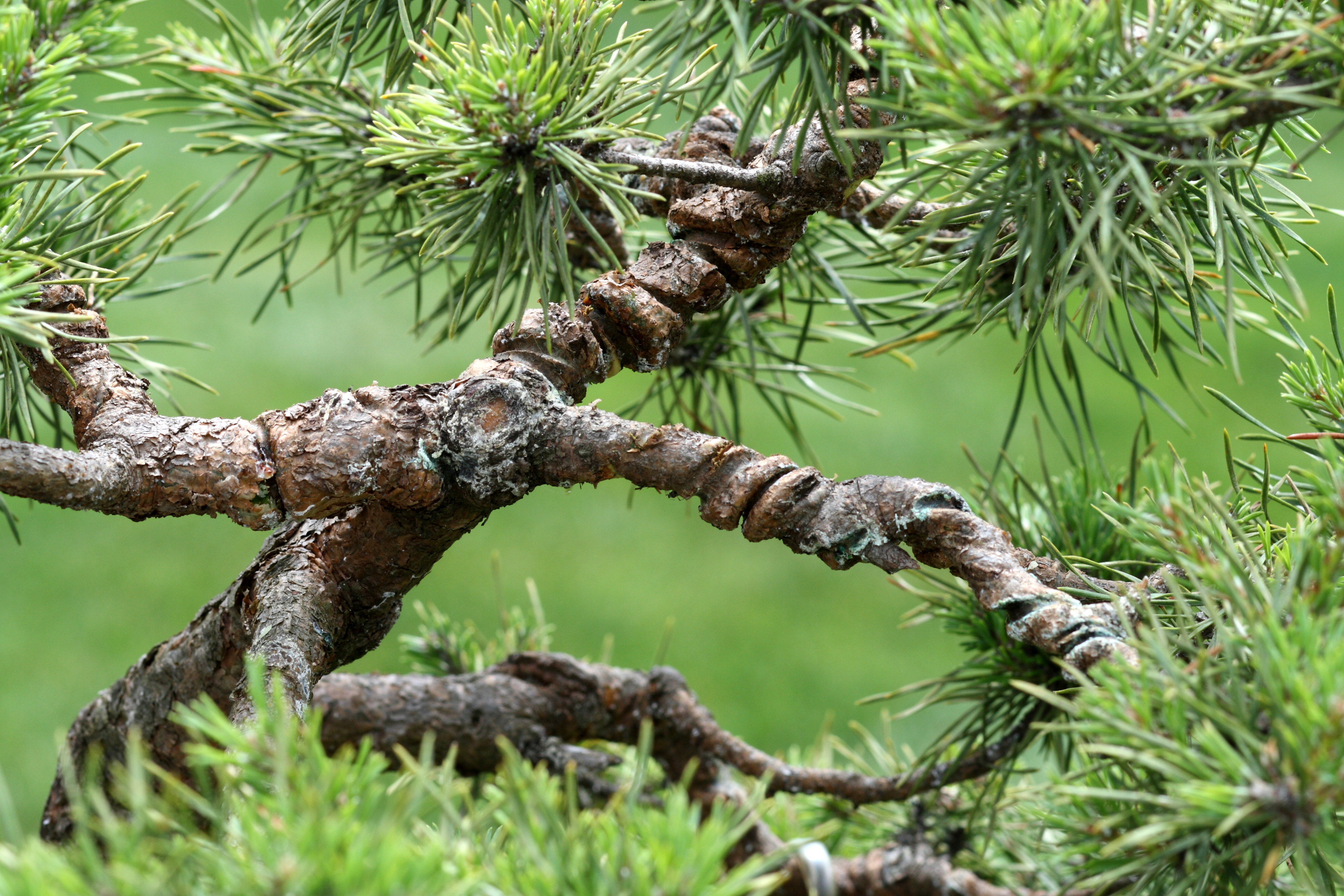
آثار ناخواسته سیم فلزی در بن‌سای کاج

زیبایی بن‌سای از شکل‌های متقارن در موقعیت شاخه‌ها و ریشه‌ها، چه شعاعی و چه دو طرف جلوگیری می‌کند. عدم تقارن نه تنها طبیعی بودن بن‌سای را تضمین می‌کند، بلکه با اصول وابی‌سابی نیز مطابقت دارد.
بن‌سای با گلدان بیضی یا مستطیلی معمولاً دور از مرکز گلدان قرار می‌گیرد. معمولاً شاخه‌های پشت و کناره‌های بن‌سای بیشتر از قسمت جلو است و تقارن شعاعی را می‌شکند. برای تقارن دو جانبه با حذف یکی در مورد شاخه‌های مخالف جلوگیری می‌شود. برای شاخه‌هایی با همان طول، با کوتاه شدن یکی از شاخه‌ها، یک تأثیر نامتقارن ایجاد می‌شود.
در سبک‌های چند ساقه، تنه‌های جداگانه به گونه‌ای دسته‌بندی می‌شوند که نامتقارن بوده و در یک خط مستقیم نباشند.

### هیچ اثری از هنرمند نیست
یک بن‌سای نباید هیچ اثری از فن‌های تربیت استفاده شده را نشان دهد. برای نمونه، یک شاخه هرس شده نباید جای زخم قابل مشاهده داشته باشد، مطمئناً در قسمت جلوی بن‌سای وجود ندارد. فقط بعد از اینکه زخم کاملاً با پوست پوشیده شد، بن‌سای به نمایش گذاشته می‌شود. با این حال، یک شاخه شکسته می‌تواند ارزش افزوده داشته باشد زیرا می‌تواند این تصور را ایجاد کند که درخت با حادثه یا صاعقه برخورد داشته‌است. سیم فلزی داخل شده نیز نباید دیده شود، دقیقاً مانند برداشت یا تغییر شکل در چوب.

## برپایی

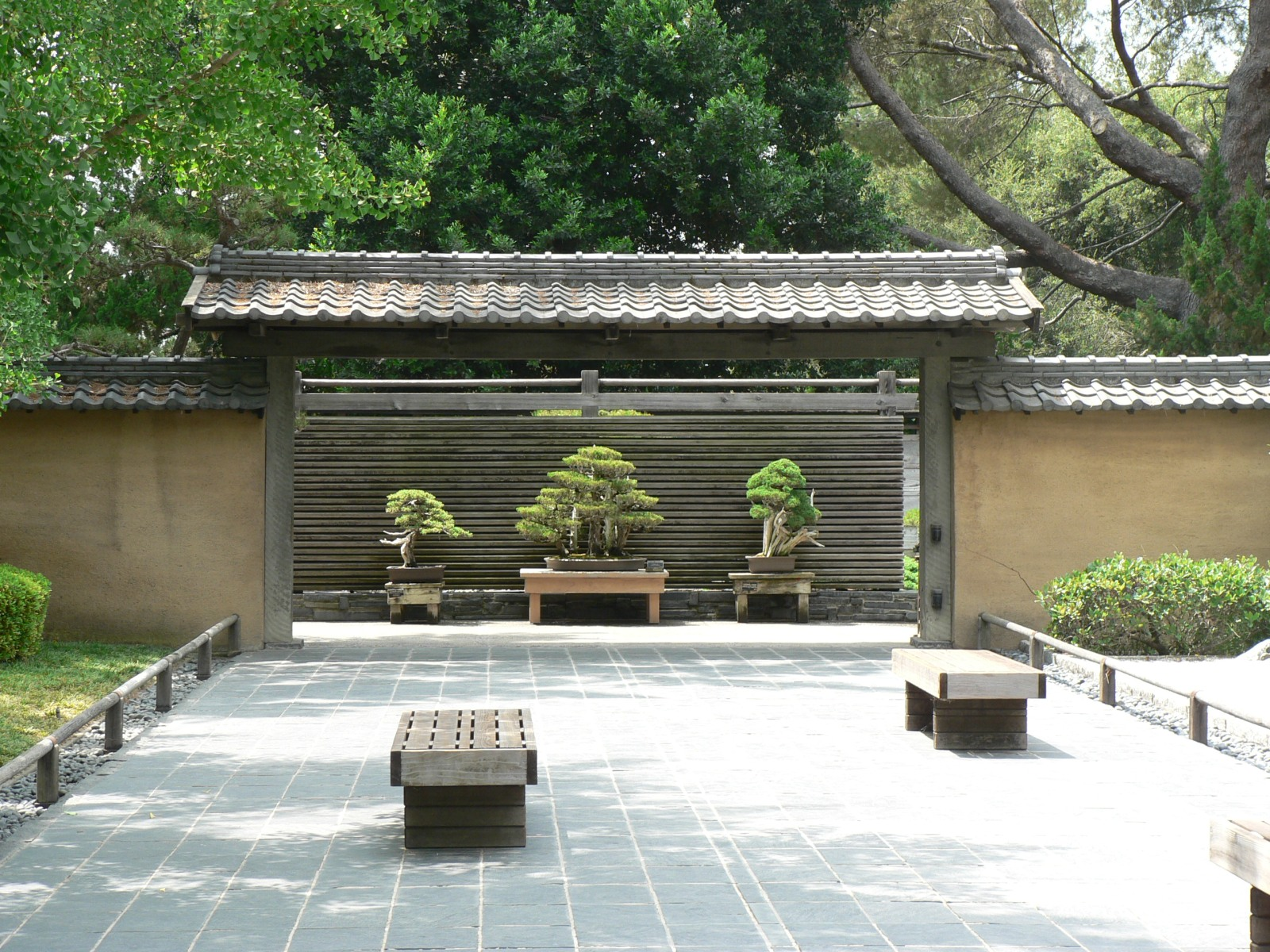
بن‌سای در باغ ژاپنی هانتینگتون، سان مارینو، کالیفرنیا

اهداف اصلی بن‌سای رضایت از نبوغ و تلاش برای پرورش‌دهنده و تفکر برای تماشاگر است. یک بن‌سای مناسب پرورش یافته از دیدگاه‌های مختلف قابل تحسین است. درست مثل بسیاری از مجسمه‌ها، جلو و عقب یک بن‌سای را هنرمند تعیین می‌کند.
در یک چیدمان، معمولاً یک یا چند بن‌سای به سمت تماشاگر قرار می‌گیرند. با ترکیبی از ارتفاع و فاصله از نقطه دید به خوبی انتخاب شده، بن‌سای باید یک درخت بالغ را که دور است را نشان دهد. بن‌سای در فاصله کمی از نیمکت می‌تواند نسبتاً پایین تنظیم شود. در یک نمایشگاه، بن‌سای معمولاً بالاتر است زیرا بیننده معمولاً به بن‌سای نزدیکتر است. به گفته نویسنده پیتر آدامز، تنظیم بن‌سای باید معیارهای زیر را داشته باشد:
«... در ارتفاع مناسب؛ در انزوا؛ در پس زمینه‌ای ساده، عاری از هرگونه اضافه کاری مانند برچسب‌ها و لوازم جانبی کوچک مبتذل.»
- پیتر دی آدامز، هنر بن‌سای
یک بن‌سای سنتی تقریباً در تمام طول سال خارج از خانه است. درخت در آنجا تحت تأثیر انواع شرایط مانند نور خورشید، باد و بارش قرار دارد که پناهگاه اغلب از آن مطلوب است. چیدمان در فضای باز عمدتاً عملی است و معمولاً با هوشیاری مبله می‌شود. در داخل خانه، بن‌سای معمولاً در تماشاگه است. اکثر گونه‌های معتدل درخت در برابر اقامت طولانی در خانه مقاومت کمی دارند و فقط پس از چند روز دوباره در فضای باز قرار می‌گیرند.

### گلدان‌ها

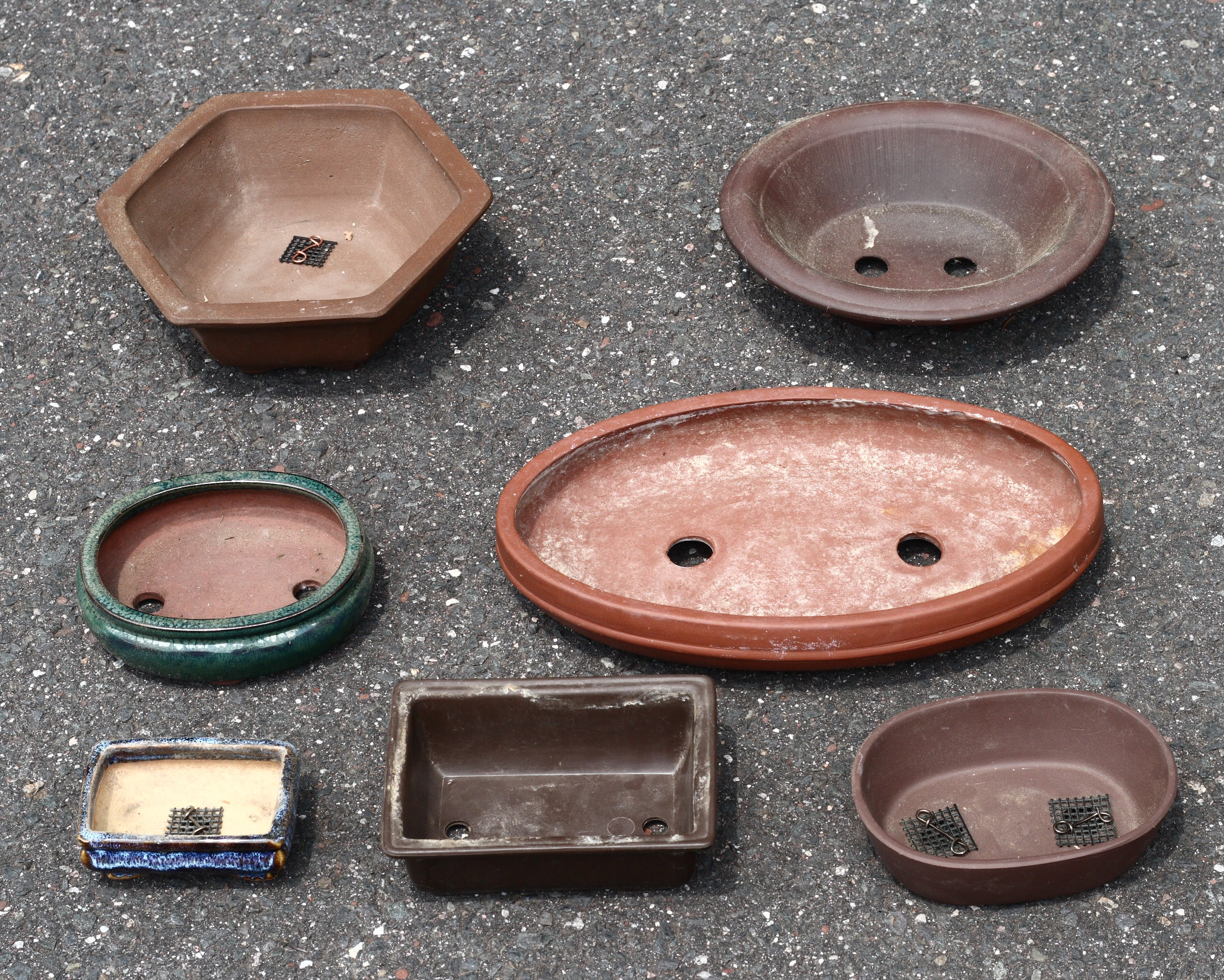
گلدان‌های مختلف بن‌سای

ته گلدان بن‌سای سوراخ‌هایی برای زهکشی وجود دارد که با مش ریز پوشانده شده‌است. به این ترتیب خاک در گلدان باقی می‌ماند و هیچ گونه آفتی نمی‌تواند از کف عبور کند. گلدان معمولاً دارای پایه است، به‌طوری که تهویه زیر گلدان امکان‌پذیر است. کناره‌ها ترجیحاً مستقیم یا به بیرون مورب هستند. به این ترتیب پرورش‌دهنده وقتی می‌خواهد روی ریشه کار کند، می‌تواند بن‌سای را به راحتی بیرون بیاورد.
هیچ دستورالعمل زیبایی برای گلدان در مرحله تربیت وجود ندارد. اندازه‌ها، مواد و اشکال مختلف قابل استفاده هستند. چندین درخت بن‌سای را می‌توان در یک ظرف بزرگ قرار داد. آنها می‌توانند حاوی مقدار زیادی خاک گلدان برای هر درخت باشند، بنابراین ریشه‌ها می‌توانند بدون مانع رشد کنند. با پایان مرحله تربیت، بن‌سای تنها در یک گلدان ایستاده‌است. معمولاً دارای خاک گلدان کمتری است، بنابراین سیستم ریشه می‌تواند با شکل نهایی خود سازگار شود.
وقتی بن‌سای آماده شد، آن را در یک گلدان تزئینی قرار می‌دهند که معمولاً از ظروف سفالی ساخته شده‌است. گلدان به‌عنوان یک قاب برای بن‌سای عمل می‌کند، دقیقاً مانند یک قاب برای یک نقاشی. اندازه گلدان با بن‌سای تنظیم می‌شود. معمولاً حداکثر مقطع طولی مربوط به دو سوم ارتفاع گیاه است. ارتفاع گلدان تقریباً با قطر پایه تنه برابر است.

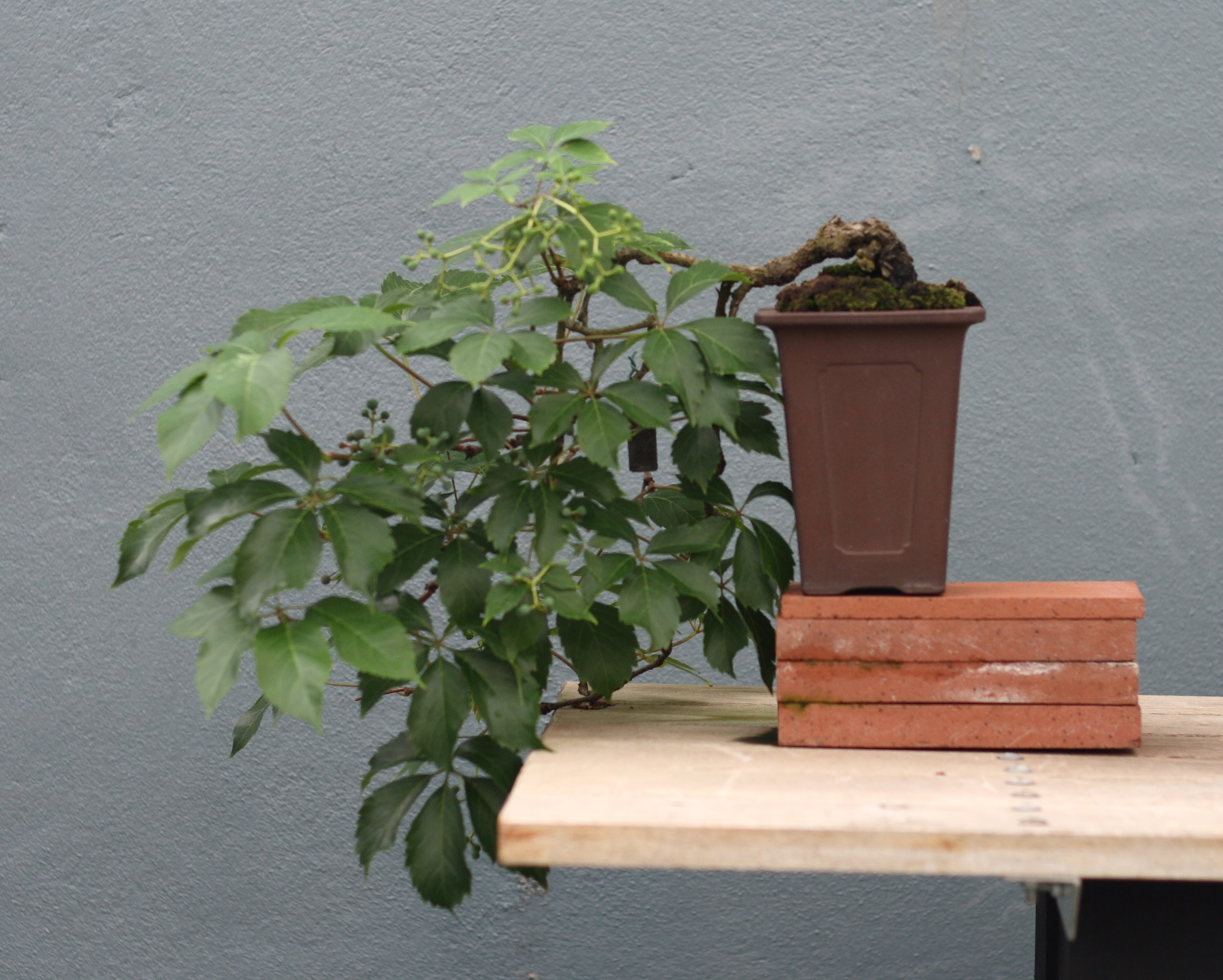
بن‌سای کنگای از یک عشقه پنج‌برگ (Parthenocissus quinquefolia) در یک گلدان کشیده.

شکل و رنگ گلدان نیز متناسب با شکل ظاهری درخت است. میوه‌ها یا گل‌های بن‌سایی معمولاً در گلدان هماهنگ و رنگی قرار می‌گیرند. با این حال، گلدان محجوب برای بیشتر سبک‌ها استفاده می‌شود. بن‌سای‌ها با حالت رسمی، مانند آنهایی که به سبک چُکان هستند، معمولاً در گلدان مستطیلی با کناره‌های مستقیم و زاویه‌های تیز قرار می‌گیرند. از طرف دیگر گلدان‌های بیضی یا گرد برای سبک‌های غیررسمی بیشتر استفاده می‌شوند. برای مخروطیان یک گلدان بدون لعاب معمول است، در حالی که درختان برگریز معمولاً در گلدان‌های لعاب‌دار نمایش داده می‌شوند.
گاهی از گلدان جایگزین برای سبک‌های خاص استفاده می‌شود. بن‌سای‌های سبک کِنگای و هان‌کِنگای معمولاً در گلدان‌هایی هستند که بر شکل آویزان تأکید دارند. برای یک بن‌سای کنگای، یک گلدان فوق‌العاده بلند نیز استفاده می‌شود، به‌طوری که شاخه‌ها از ارتفاع زیادی آزادانه آویزان می‌شوند. بن‌سای کاملاً طراحی شده، مانند آنهایی که به سبک یوزا هستند، اغلب روی یک سینی مسطح یا یک سنگ صاف می‌ایستند، تا جایی که کمتر جلب توجه کند. در نتیجه خاک معمولاً یک تپه مسطح تشکیل می‌دهد. یک بن‌سای ایشیزوکی نیز غالباً روی یک سطح مشابه قرار می‌گیرد، زیرا خاک در این سبک درون صخره قرار دارد.
سبک گلدان به محل تولید و دوره ساخت آن نیز بستگی دارد. برخی از گلدان‌های عتیقه مورد توجه تولیدکنندگان و جمع‌آوری‌گنندگان بن‌سای‌ها قرار می‌گیرند، مانند انواع توکونامه در ژاپن یا ییزینگ (Yixing) در چین.

### میز نمایش
یک میز اغلب برای نمایش بن‌سای استفاده می‌شود که معمولاً از نوعی چوب تیره ساخته شده و با یک لاک تیره و یکدست پوشیده می‌شود. به لطف میز می‌توان بن‌سای را بالاتر قرار داد، به‌طوری که در مرکز دید باشد و شما به‌عنوان یک تماشاگر تصویر بهتری از آن بگیرید. شکل و اندازه میز متناسب با بن‌سای و گلدان آن است، اما بدون جلب توجه زیاد. به‌طور معمول، میز یک سوم بزرگتر از گلدان است.

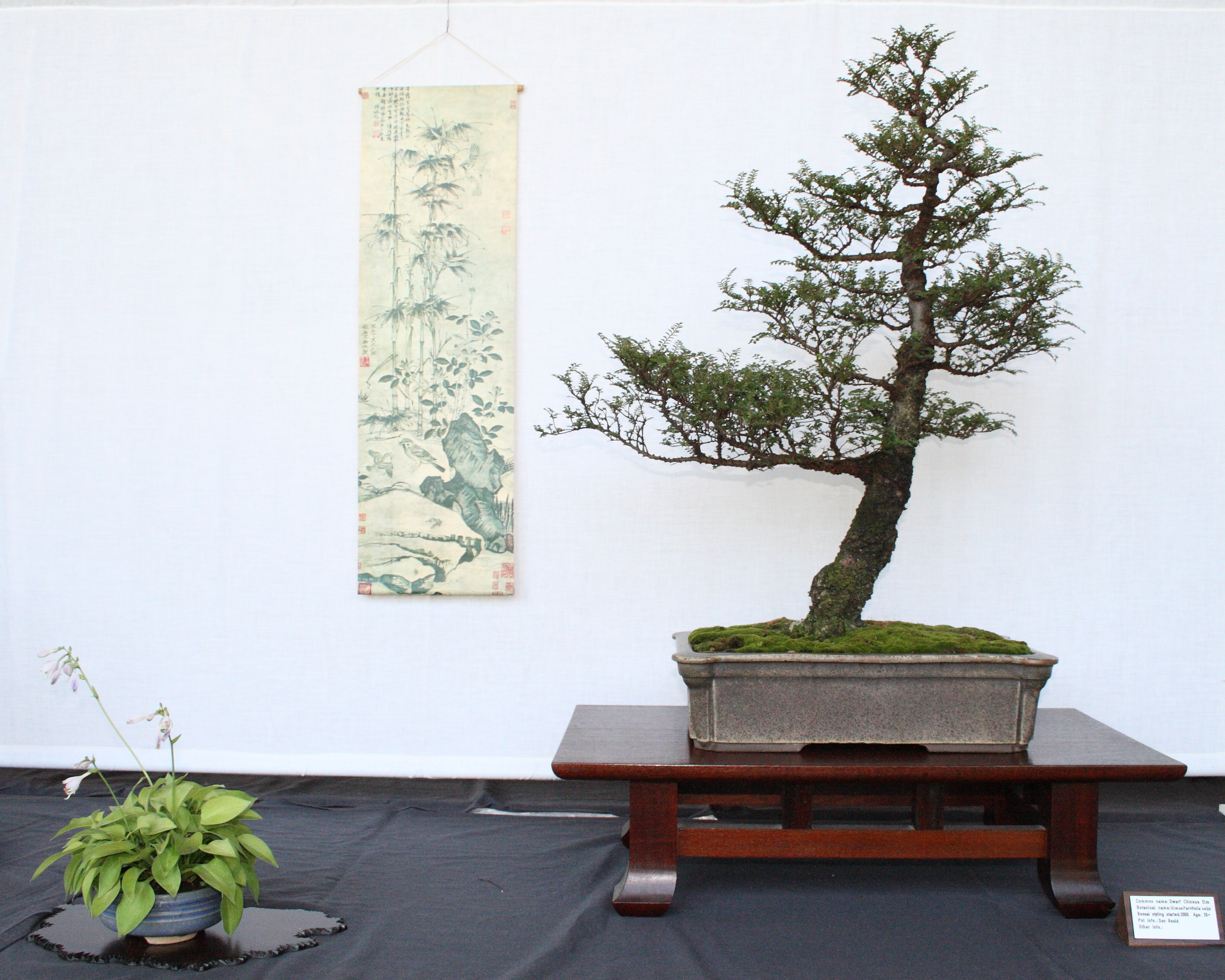
نمایش داخلی نارون چینی روی یک میز نمایش، با یک سوسن پلانتین و یک نقاشی بامبو بر روی طومارآویز

همانند گلدان، سبک بن‌سای نوع میز را تعیین می‌کند. اکثر سبک‌ها از یک میز نمایش کوتاه و مستطیل شکل استفاده می‌کنند. از طرف دیگر، کِنگای و هان‌کِنگای معمولاً روی میزهای بلند و گرد یا مربع قرار می‌گیرند. برای دیدن بنسای کوچک ساختارهای خاصی وجود دارد که نمونه‌های نشان داده شده بر روی آنها در ارتفاعات مختلف قرار دارند.
یک اصل کلی در زیبایی‌شناسی بن‌سای، استفاده از اشکال و آرایش‌های نامتقارن است. با این وجود، میز نمایشگر معمولاً متقارن است و گلدان در وسط میز قرار می‌گیرد. برای تعادل نوری صحیح، بن‌سای و گلدان آن باید شکل مناسبی داشته و در جای مناسب قرار بگیرند. میز در این مورد نقشی ندارد و بنابراین باید توجه کمی را به خود جلب کند. در تنظیم سنتی تماشاگه (Tokonoma)، میز هرگز در مرکز قرار نمی‌گیرد.

### مشخصه‌های دیگر
در یک نمای منظر، می‌توان از ویژگی‌هایی استفاده کرد که همراه با بن‌سای یک کل هماهنگ را تشکیل می‌دهند. برخلاف گلدان روی صفحه نمایش، آنها به صورت نامتقارن چیده شده‌اند. در کنار یا به‌طور مورب در مقابل بن‌سای، گاهی یک شیتاکوسا، یک گیاه همراه به ویژه برای تنظیمات بن‌سای قرار دارد. برای شیتاکوسا، خزه، چمن، گلسنگ، گل‌های کوچک، بامبو یا گیاهان پیازی استفاده می‌شود. این گیاهان را در یک گلدان کوچک، روی قطعه‌ای از تخته‌های چوبی یا روی سنگ قرار می‌دهند. اندازه شیتاکوسا متناسب با اندازه بن‌سای و در صورت وجود، میز نمایشگر است.
در یک مجموعه داخلی، چندین ویژگی مکمل اغلب به صورت نامتقارن مرتب می‌شوند به‌طوری که همراه با بن‌سای، آنها ممکن است حتی در یک فصل خاص، تصویر یک منظره را تداعی کنند. طومارآویز نشان‌دهنده پس‌زمینه است. در کنار یا به‌طور مورب در مقابل بن‌سای، یک جسم کوچک‌تر به‌عنوان پیش‌زمینه عمل می‌کند. این اغلب یک شیتاکوسا است، اما اشیاء دیگری که در محیط طبیعی قرار می‌گیرند نیز مناسب هستند، مانند سوئیسکی.

## معایب گونه‌های وارداتی
گیاهان وارداتی از سوی کارشناسان زیست‌محیطی مضر شناخته شده‌است؛ به‌دلیل اینکه اکثر گونه‌های وارداتی، بومی سرزمین‌های دیگر هستند و می‌توانند به‌عنوان گونه‌های مهاجم در نظر گرفته شوند. گونه‌های مهاجم می‌توانند باعث نابودی گونه‌های بومی و تغییر اقلیم و هجوم آفت‌ها شوند، از این رو ورود گونه‌های وارداتی به برخی کشورها از جمله ایران ممنوع شده‌است.

## نگارخانه

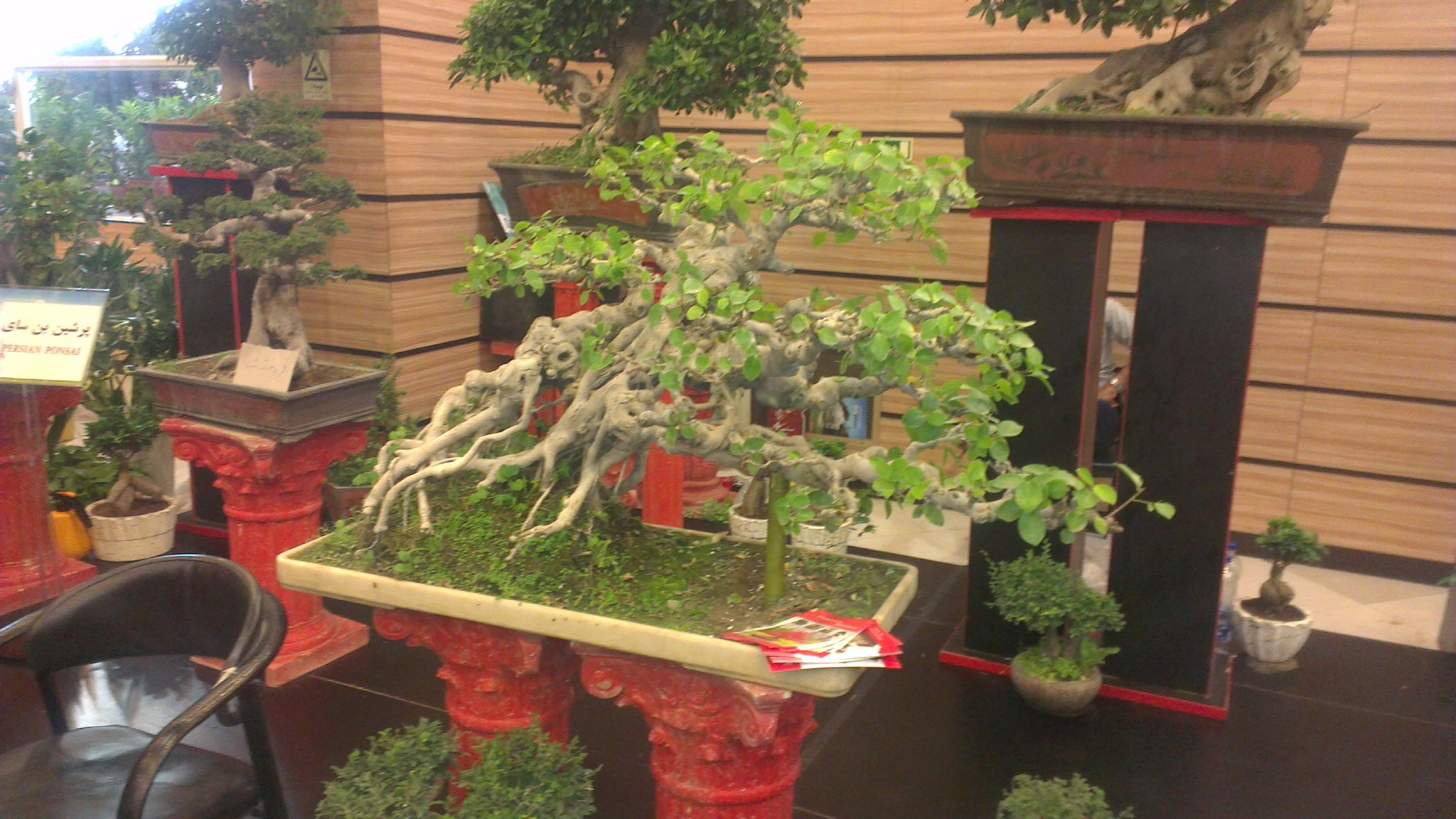
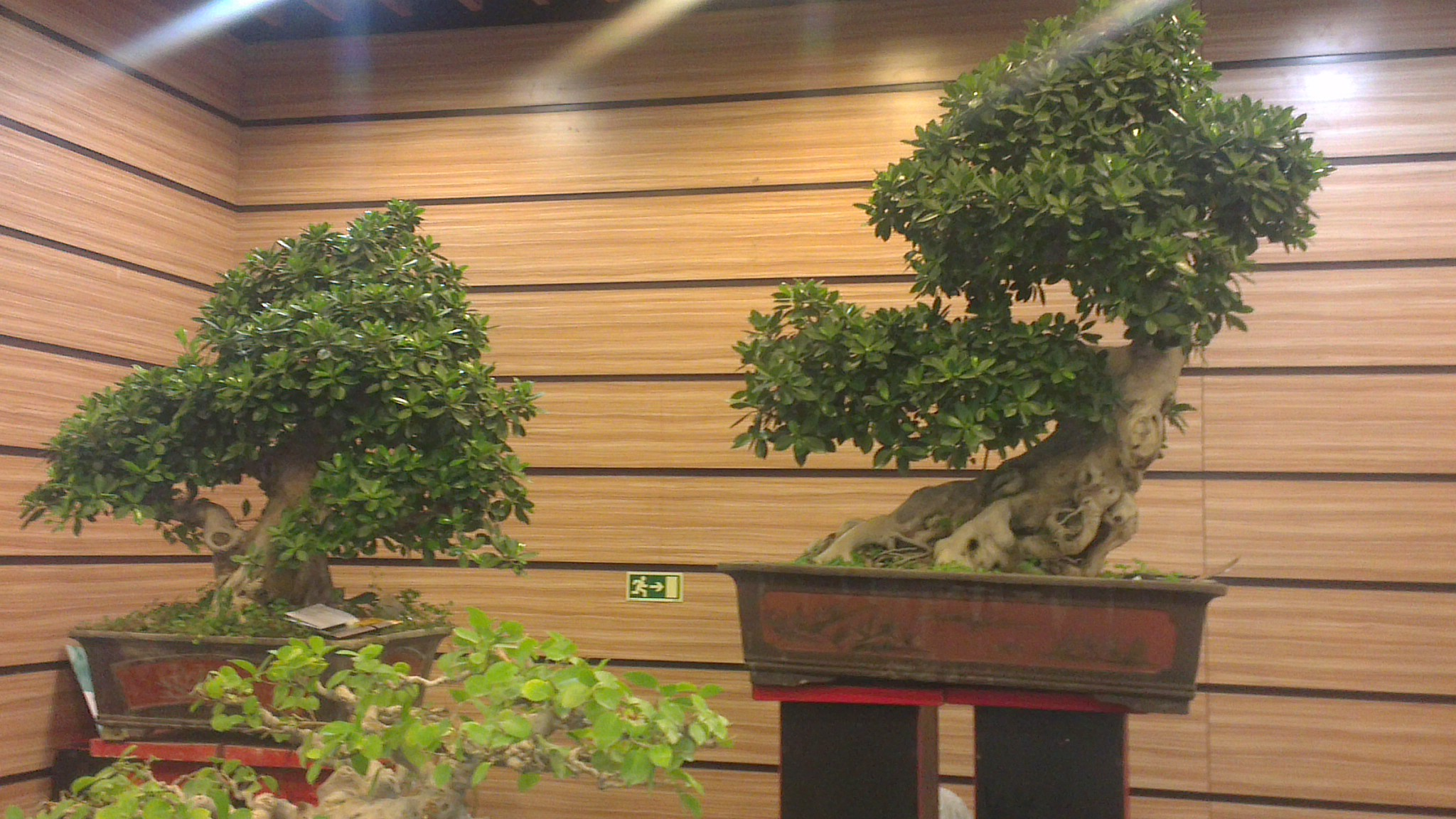
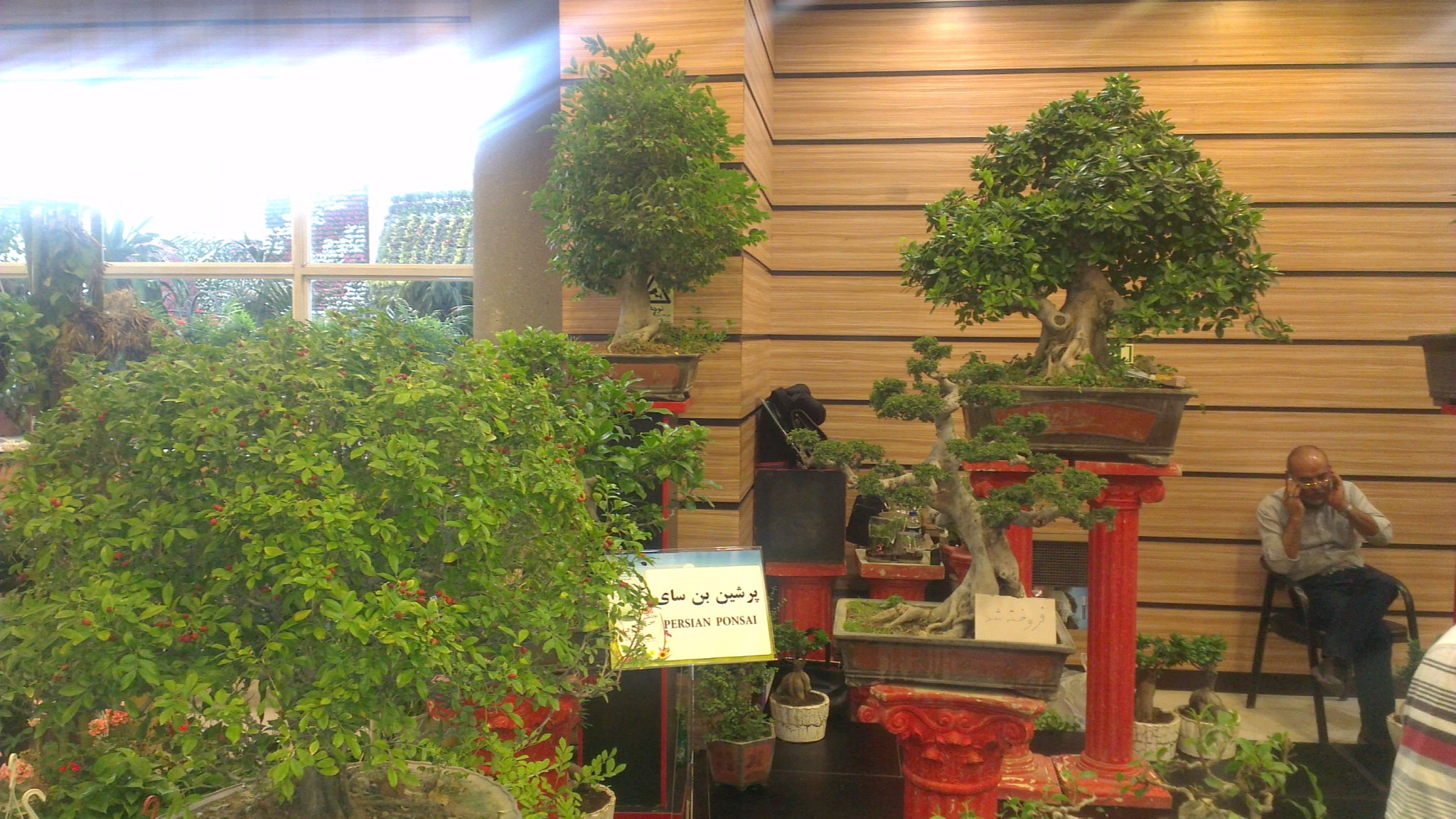
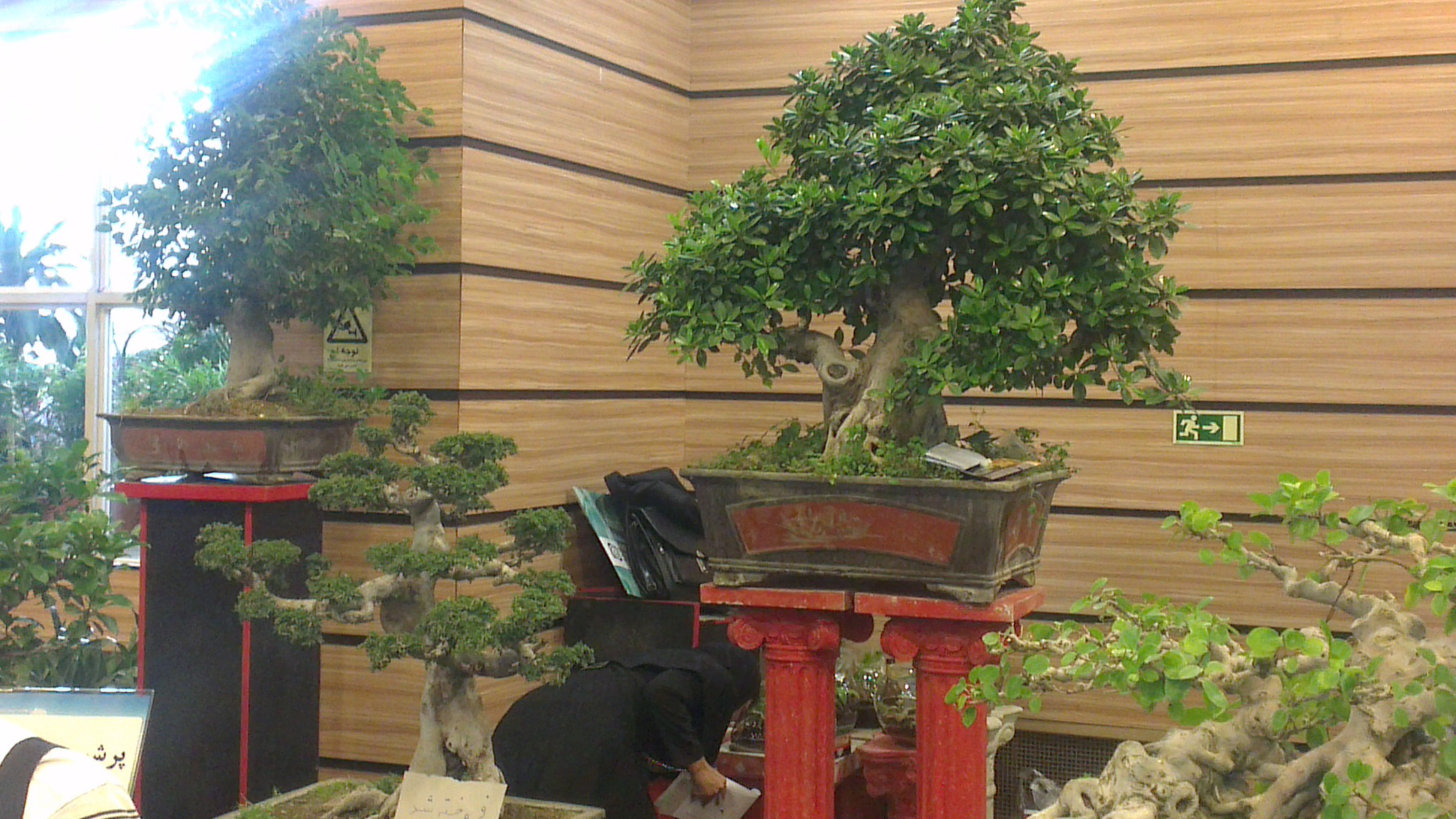
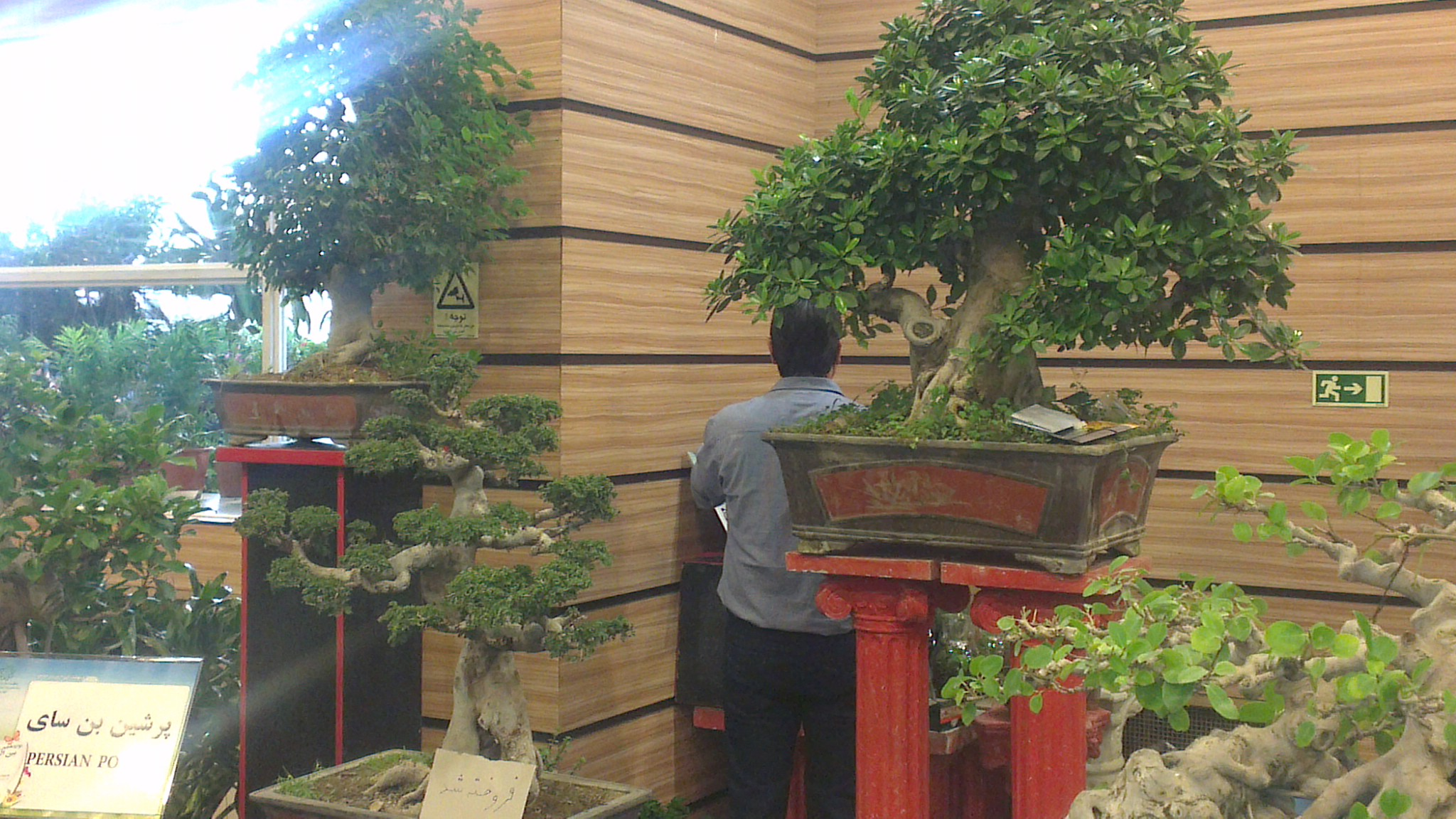
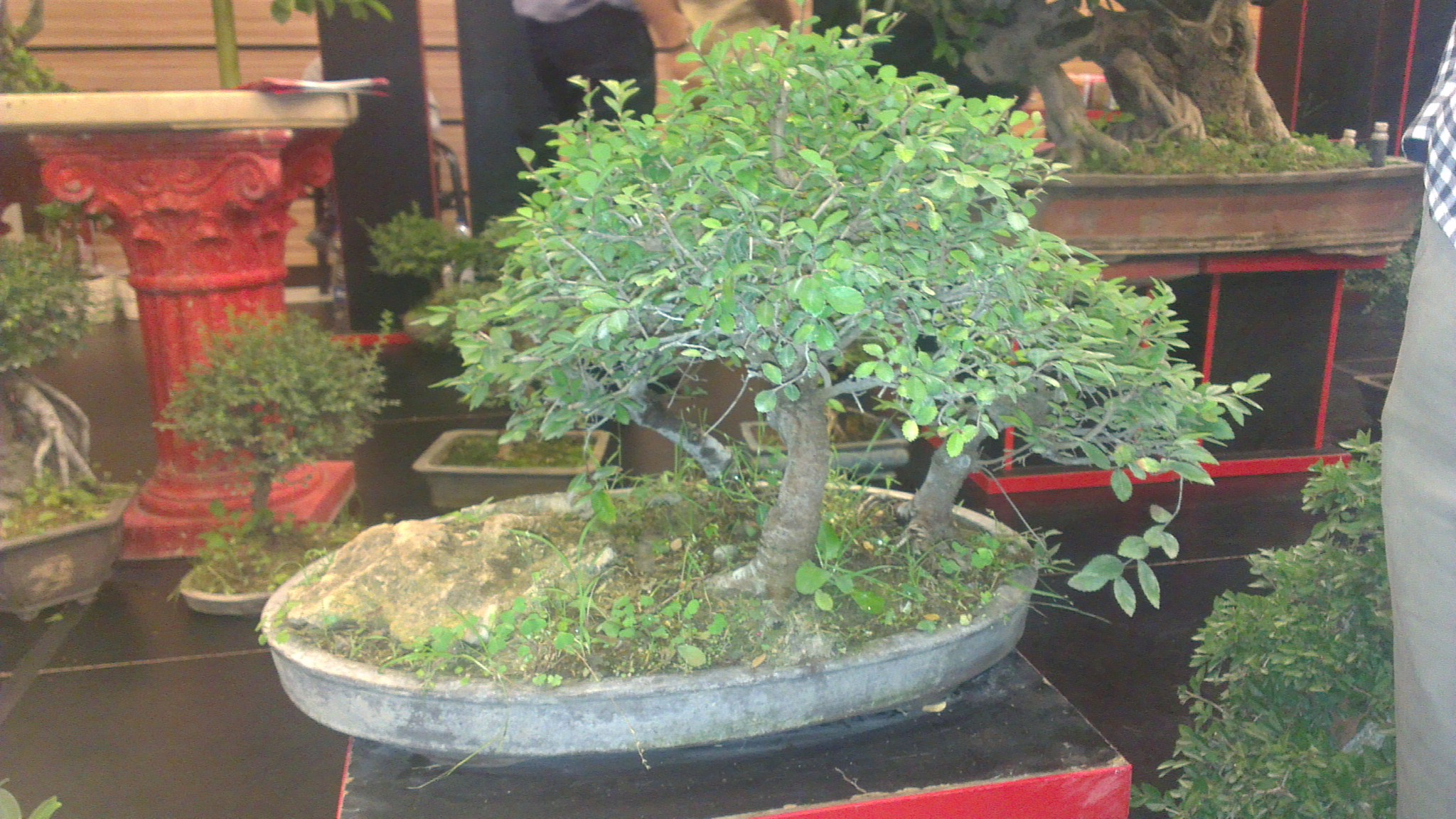
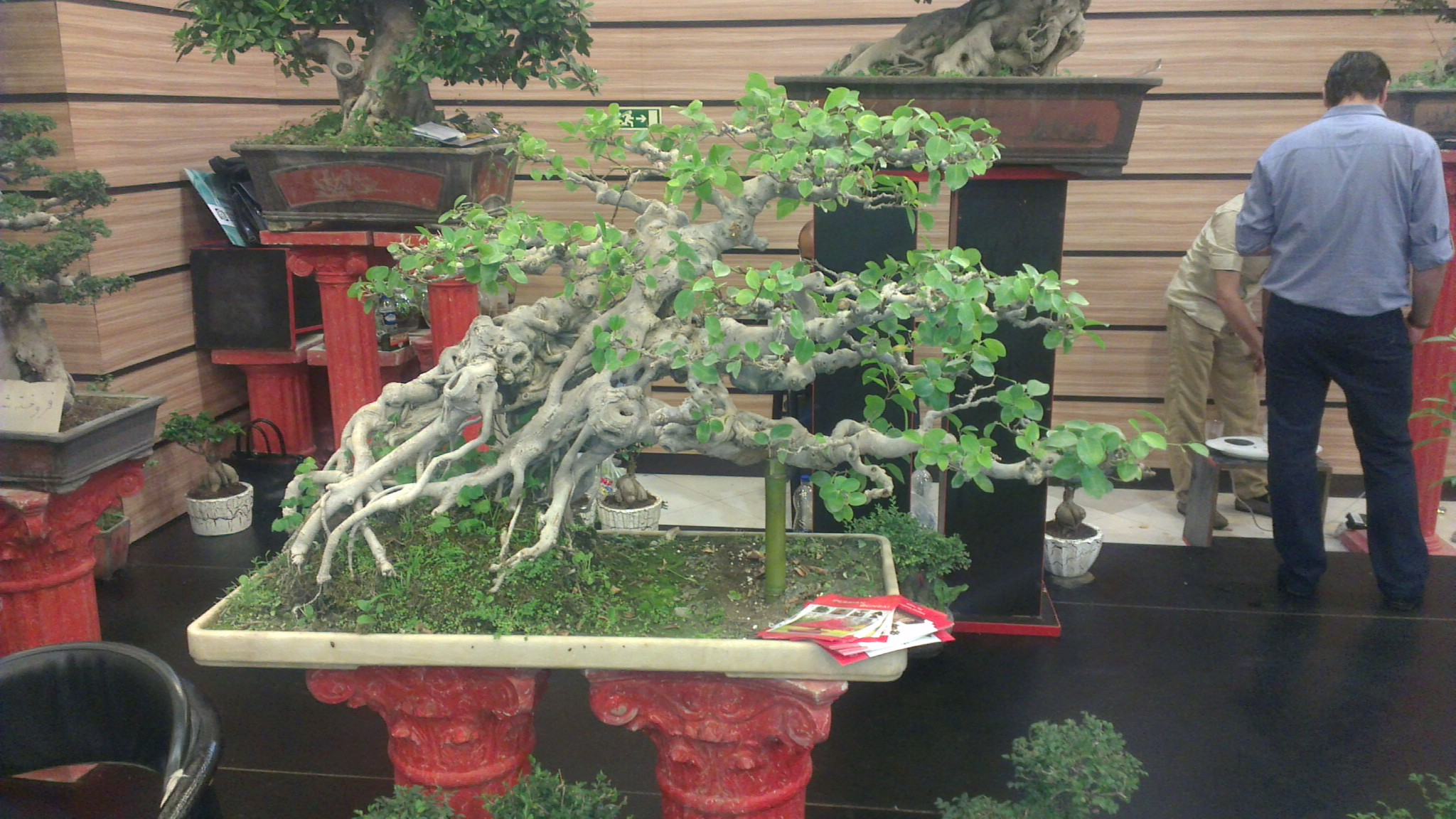
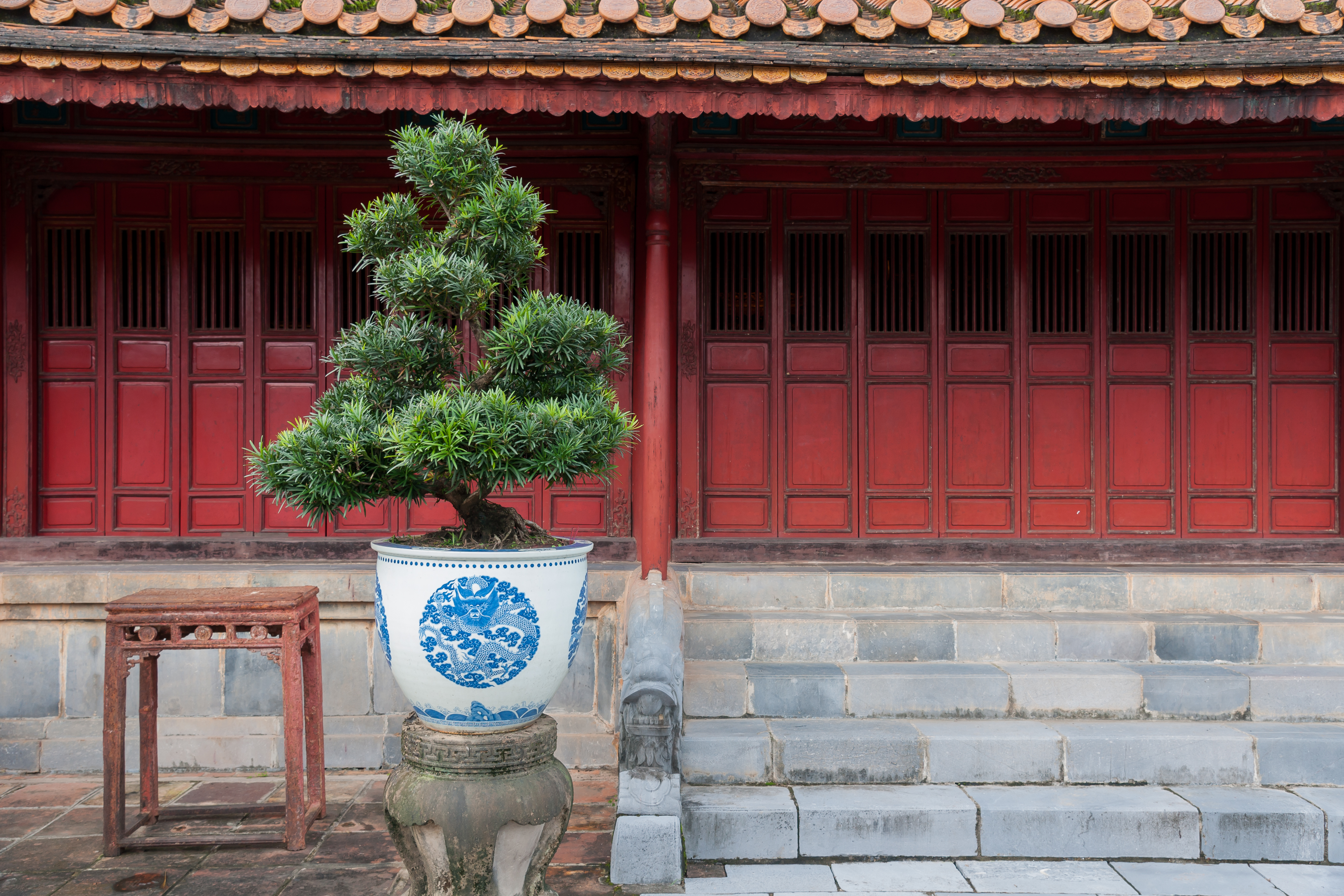
نگهداریِ بُن‌سای شامل خاک، آبیاری، کوددهی و نوردهیِ مناسب و هرسِ درست و به هنگام می‌باشد.
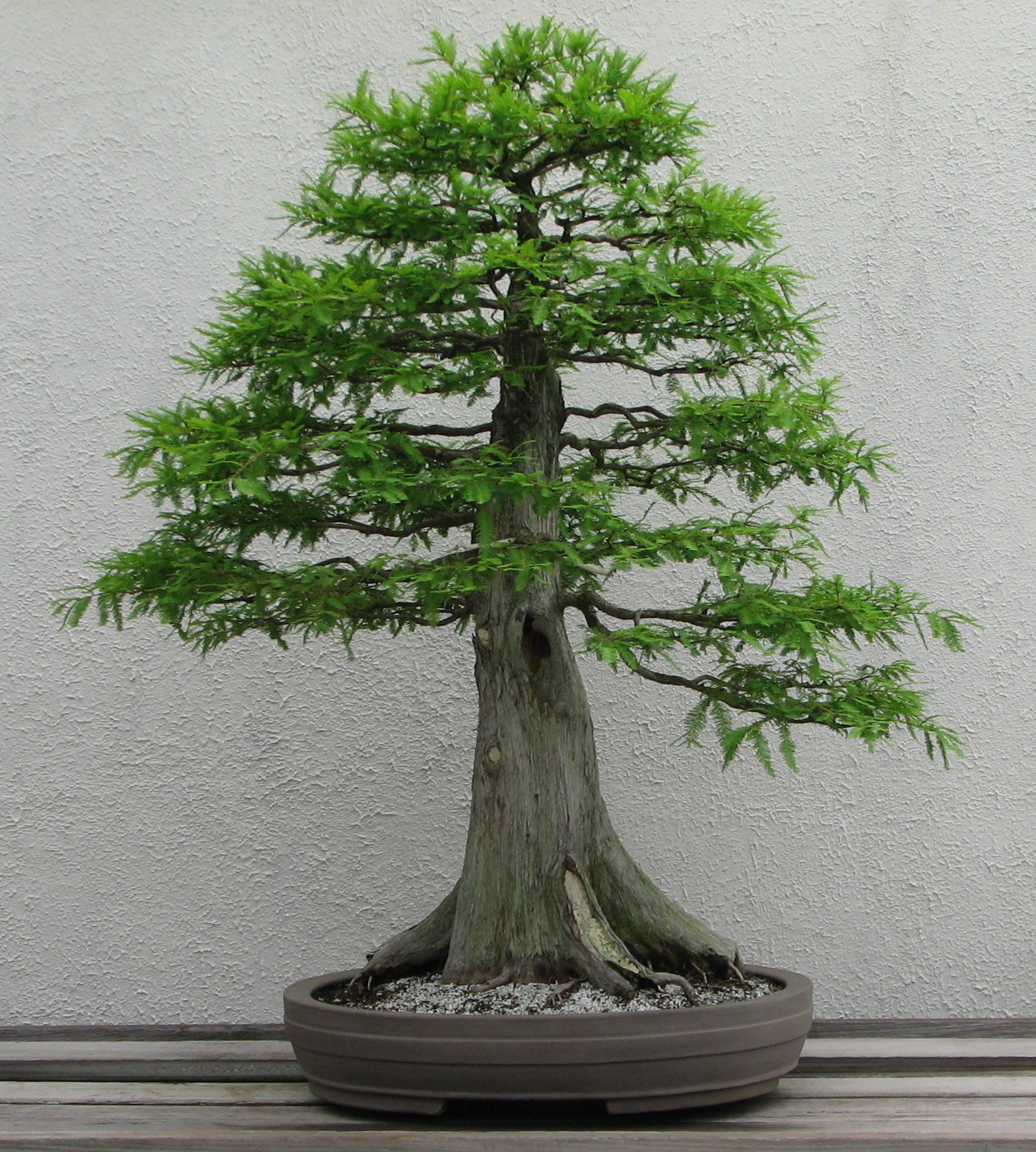
درختِ سرو با نمایِ رسمی
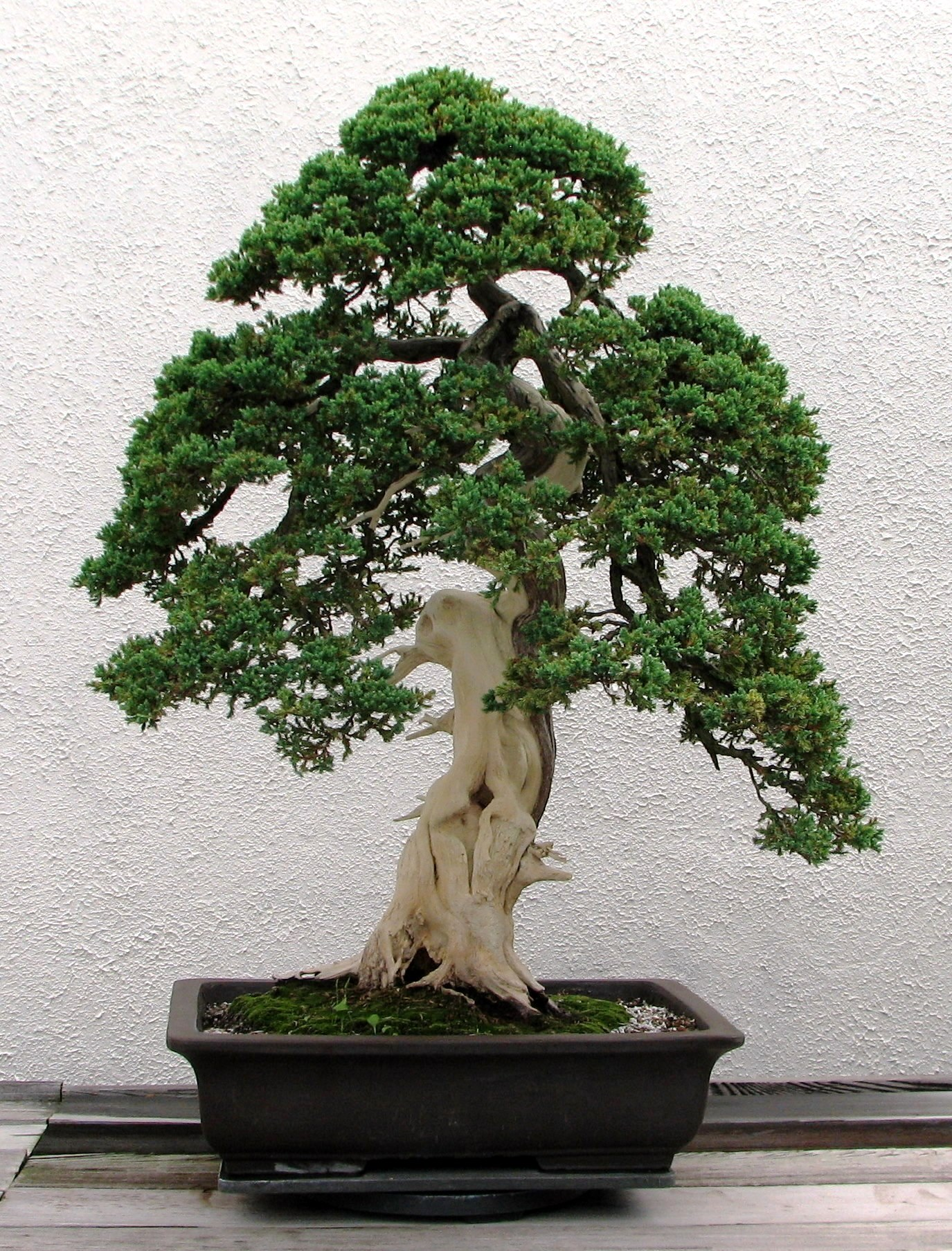
سرو کوهی با نمای ایستادهٔ غیررسمی